# Liste der Biografien/Lee
Liste der Biografien |
Portal Biografien |
Personensuche
# |
A |
B |
C |
D |
E |
F |
G |
H |
I |
J |
K |
L |
M |
N |
O |
P |
Q |
R |
S |
T |
U |
V |
W |
X |
Y |
Z |
?
 
La |
Lb |
Lc |
Le |
Lg |
Lh |
Li |
Lj |
Ll |
Lm |
Lo |
Lp |
Lt |
Lu |
Lv |
Lw |
Lx |
Ly |
Lz
 
Lea |
Leb |
Lec |
Led |
Lee |
Lef |
Leg |
Leh |
Lei |
Lej |
Lek |
Lel |
Lem |
Len |
Leo |
Lep |
Leq |
Ler |
Les |
Let |
Leu |
Lev |
Lew |
Lex |
Ley |
Lez
Die Liste der Biografien führt alle Personen auf, die in der deutschsprachigen Wikipedia einen Artikel haben. Dieses ist eine Teilliste mit 1167 Einträgen von Personen, deren Namen mit den Buchstaben „Lee“ beginnt.

## Lee

### Lee B
- Lee Bryant, Dixie (1862–1949), amerikanische Geologin und Pädagogin
- Lee Bun Sang, Stephen (* 1956), chinesischer Geistlicher, römisch-katholischer Bischof von Macau

### Lee C
- Lee Carter, Erica (* 1980), US-amerikanische Politikerin der Demokratischen Partei
- Lee Chester, Vanessa (* 1984), US-amerikanische Schauspielerin und SynchronsprecherinVanessa Lee Chester (* 1984)

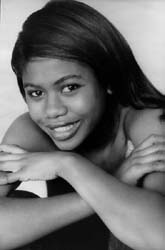
Vanessa Lee Chester (* 1984)

- Lee Chiong Giam († 2021), singapurischer Diplomat
- Lee Chong-hyun (* 1996), südkoreanischer Eishockeyspieler
- Lee Crumpler, Rebecca (1831–1895), US-amerikanische Ärztin und Autorin

### Lee D
- Lee Diamond († 1981), amerikanischer R&B-Saxophonist

### Lee G
- Lee Gab-sou, Gabriel (1924–2004), südkoreanischer Geistlicher, katholischer Bischof

### Lee H
- Lee Hiong Fun-Yit Yaw, John (* 1933), malaysischer Geistlicher, Alterzbischof von Kota Kinabalu
- Lee Hoi-yan, Jessica (* 1990), chinesische Bahnradsportlerin (Hongkong)
- Lee Hye-kyeong (* 1996), südkoreanische Judoka

### Lee K
- Lee Ka-Yi (* 1993), chinesische Squashspielerin (Hongkong)
- Lee Keun-hak (* 1940), nordkoreanischer Fußballtorwart
- Lee Kok Hin, Anthony (* 1937), malaysischer Geistlicher und emeritierter Bischof von Miri
- Lee Kyung-keun (* 1962), südkoreanischer Judoka

### Lee L
- Lee Laks, Jennifer, US-amerikanische Schauspielerin
- Lee López, Alberto (1927–1992), kolumbianischer römisch-katholischer Ordensgeistlicher, Apostolischer Präfekt von Guapi

### Lee M
- Lee Maughan, Cynthia (* 1949), US-amerikanische Videokünstlerin
- Lee Mi-yeon (* 1971), südkoreanische Schauspielerin

### Lee S
- Lee Sing, Louis (* 1951), trinidadischer Politiker und ehemaliger Bürgermeister von Port of Spain

### Lee W
- Lee W., Brandon, US-amerikanischer Schauspieler und Filmschaffender
- Lee Wiggins, Jennifer, US-amerikanische Schauspielerin
- Lee Won-hee (* 1981), südkoreanischer Judoka
- Lee Won-jong (* 1966), südkoreanischer Schauspieler

### Lee Y
- Lee Yi-cheng (* 2002), taiwanischer Eishockeytorwart
- Lee Young-jun (* 1991), südkoreanischer Eishockeyspieler

### Lee, A – Lee, Z

#### Lee, A
- Lee, Abbey (* 1987), australisches Model, Schauspielerin und MusikerinAbbey Lee (* 1987)

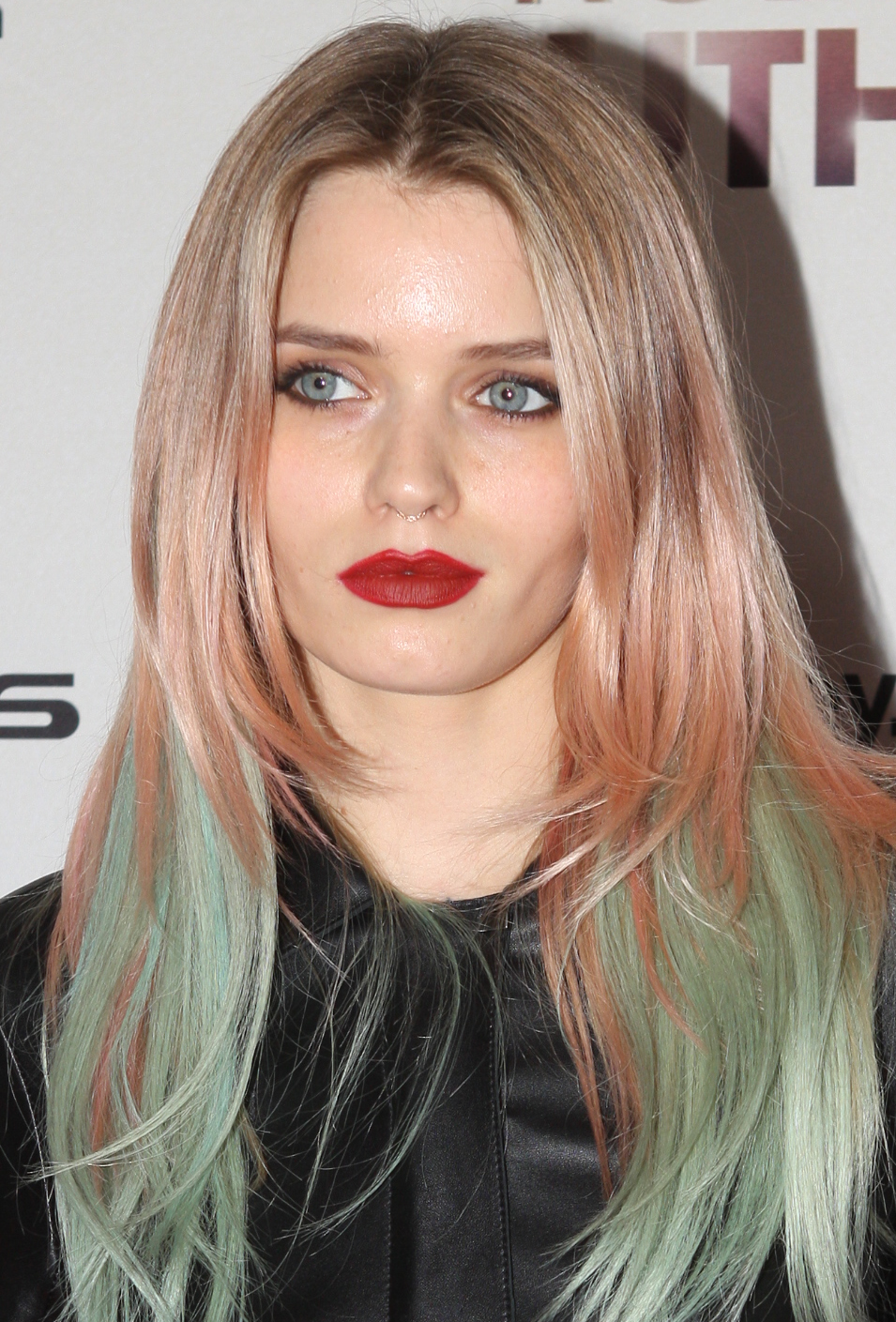
Abbey Lee (* 1987)

- Lee, Adruitha, amerikanische Friseuse beim Film
- Lee, Ae Hee (* 1982), südkoreanische Künstlerin
- Lee, Ae-ran (* 1964), südkoreanische Aktivistin und Politikerin
- Lee, Ai-Ling, Tontechnikerin
- Lee, Ailesa (* 1954), südkoreanische Tischtennisspielerin
- Lee, AJ (* 1987), US-amerikanische Wrestlerin
- Lee, Alan (* 1947), britischer Illustrator und Filmdesigner
- Lee, Alan David, australischer Schauspieler
- Lee, Albert (* 1943), britischer Rock-Gitarrist
- Lee, Alexondra (* 1975), US-amerikanische Schauspielerin
- Lee, Alice (1858–1939), britische Mathematikerin und Hochschullehrerin
- Lee, Alice (* 1989), US-amerikanische Schauspielerin und Sängerin koreanischer Herkunft
- Lee, Alvin (1944–2013), britischer Gitarrist (Ten Years After)
- Lee, Amasa Coleman (1880–1962), US-amerikanischer Politiker
- Lee, Amos (* 1978), US-amerikanischer Singer-Songwriter und Gitarrist
- Lee, Amy (* 1981), US-amerikanische SängerinAmy Lee (* 1981)

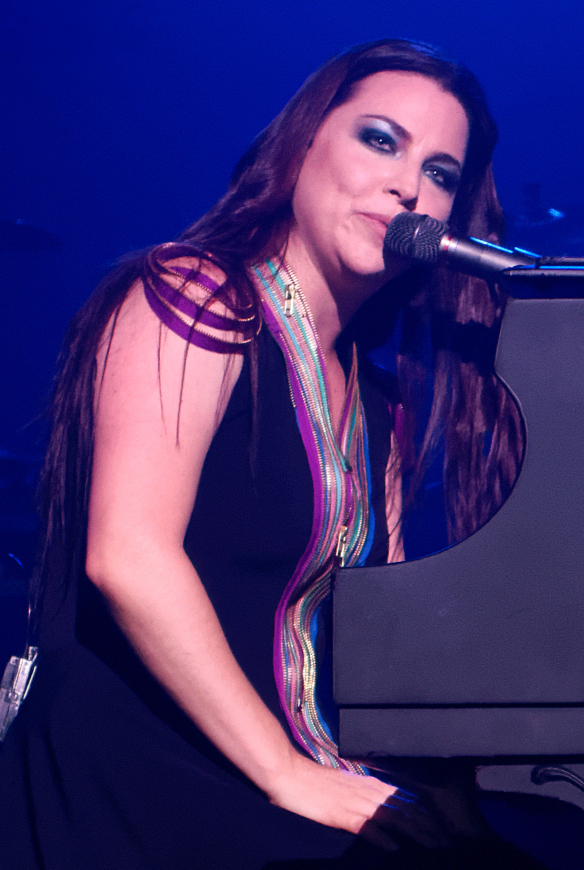
Amy Lee (* 1981)

- Lee, Anders (* 1990), US-amerikanischer Eishockeyspieler
- Lee, Andrea (* 1998), malaysische Squashspielerin
- Lee, Andrew E. (1847–1934), US-amerikanischer Politiker
- Lee, Andy (* 1980), britisch-chinesischer Snookerspieler
- Lee, Andy (* 1982), US-amerikanischer American-Football-Spieler
- Lee, Andy (* 1984), irischer Boxer
- Lee, Ang (* 1954), taiwanischer Regisseur und DrehbuchautorAng Lee (* 1954)

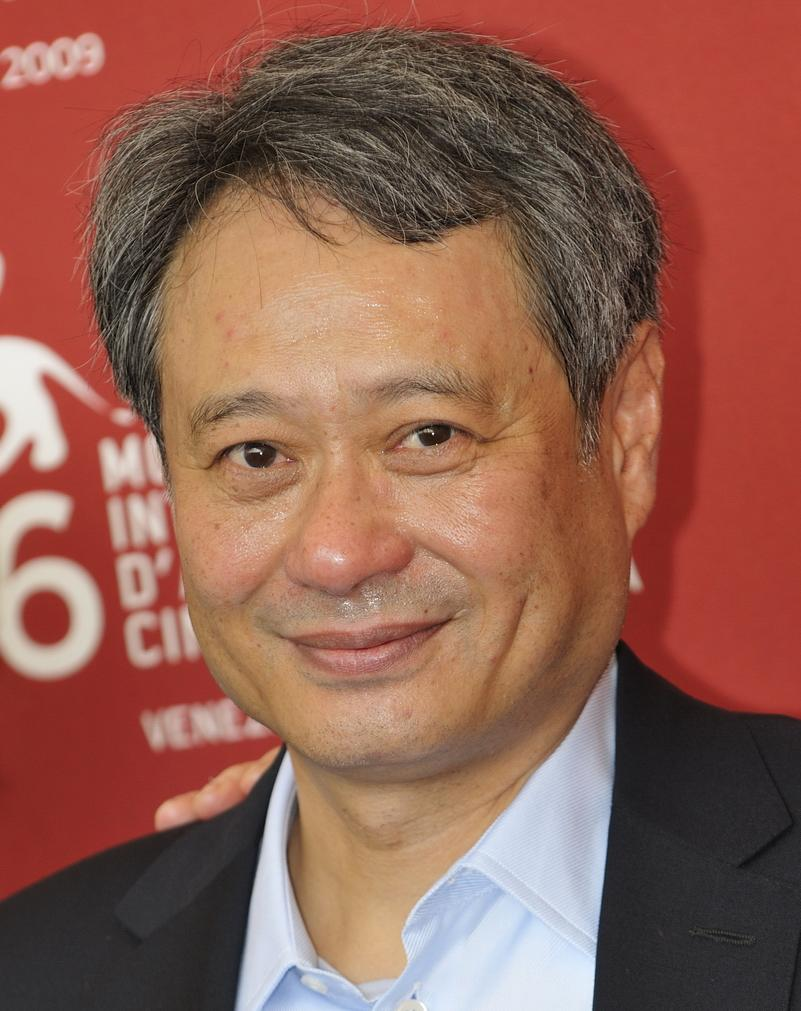
Ang Lee (* 1954)

- Lee, Ann (1736–1784), Gründerin der amerikanischen Religionsgemeinschaft Shaker
- Lee, Ann (* 1967), britische Sängerin
- Lee, Anna (1913–2004), britisch-amerikanische Schauspielerin
- Lee, Annabel, US-amerikanische Musikerin, Autorin, Übersetzerin und Verlegerin
- Lee, Anthony-Robert (* 1976), deutscher Landwirt, Funktionär und Politiker (parteilos, Freie Wähler)
- Lee, Arthur (1740–1792), US-amerikanischer Politiker und Diplomat
- Lee, Arthur (1881–1961), US-amerikanischer Bildhauer
- Lee, Arthur (1945–2006), US-amerikanischer Rockmusiker
- Lee, Arthur, 1. Viscount Lee of Fareham (1868–1947), britischer Offizier und Politiker, Mitglied des House of Commons, Peer, Oberhausmitglied, Landwirtschaftsminister und Erster Lord der Admiralität
- Lee, Arya, iranischer You-Tuber

#### Lee, B
- Lee, Bandy (* 1970), US-amerikanische Psychiaterin
- Lee, Barbara (* 1946), US-amerikanische Politikerin der Demokratischen Partei
- Lee, Bee Wah (* 1960), singapurische Ingenieurin und Politikerin
- Lee, BeeJay (* 1993), US-amerikanischer Sprinter
- Lee, Belinda (1935–1961), britische Schauspielerin
- Lee, Ben (* 1978), australischer Musiker und Schauspieler
- Lee, Ben (* 1980), britischer Violinist und Komponist
- Lee, Benjamin W. (1935–1977), südkoreanisch-US-amerikanischer theoretischer Physiker
- Lee, Benny (* 1965), US-amerikanischer Badmintonspieler burmesischer Herkunft
- Lee, Beom-seok (1900–1972), südkoreanischer Politiker und Premierminister
- Lee, Bernard (1908–1981), britischer Schauspieler
- Lee, Bill (1911–1998), US-amerikanischer Footballspieler
- Lee, Bill (1928–2023), amerikanischer Jazzmusiker und Komponist
- Lee, Bill (* 1959), US-amerikanischer PolitikerBill Lee (* 1959)

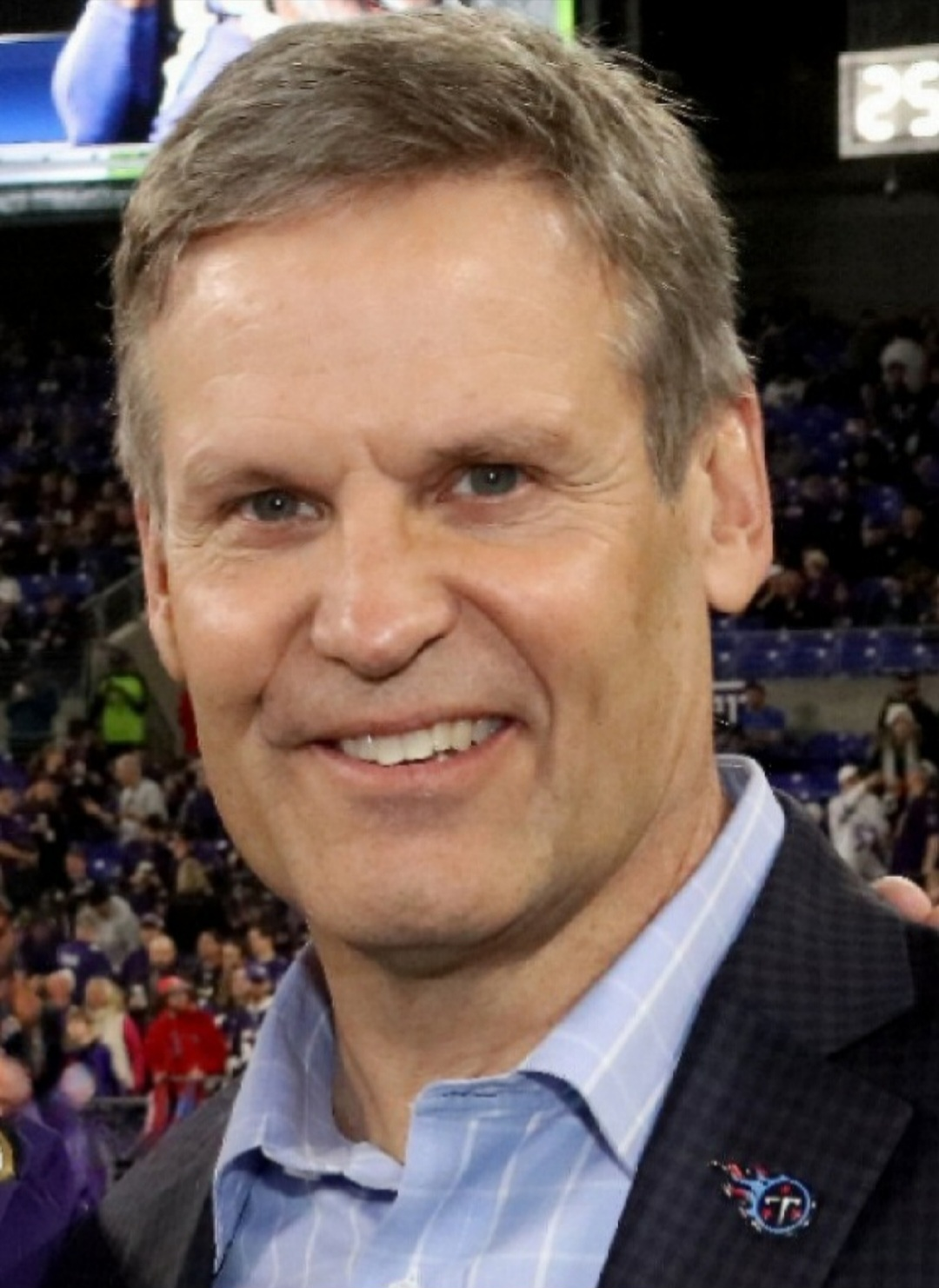
Bill Lee (* 1959)

- Lee, Blair III. (1916–1985), US-amerikanischer Politiker
- Lee, Bo-hee (* 1959), südkoreanische Schauspielerin
- Lee, Bo-na (* 1981), südkoreanische Sportschützin
- Lee, Bo-ra (* 1986), südkoreanische Eisschnellläuferin
- Lee, Bob (* 1953), englischer Fußballspieler
- Lee, Bong-ju (* 1970), südkoreanischer Marathonläufer und Olympiazweiter
- Lee, Boo-jin (* 1971), südkoreanische Unternehmerin
- Lee, Boon Yang (* 1947), singapurischer Geschäftsmann und ehemaliger Politiker und Tierarzt
- Lee, Braden (* 1983), neuseeländischer Eishockeyspieler
- Lee, Brandon (1965–1993), US-amerikanischer Schauspieler; Sohn von Bruce Lee
- Lee, Brandon (* 1979), US-amerikanischer Pornofilmdarsteller
- Lee, Brandon (* 1983), US-amerikanischer Jazzmusiker und Hochschullehrer
- Lee, Brenda (* 1944), US-amerikanische Country- und Rock-’n’-Roll-Sängerin
- Lee, Brian (* 1987), US-amerikanischer Eishockeyspieler und -trainer
- Lee, Brodie (1979–2020), US-amerikanischer WrestlerBrodie Lee (1979–2020)

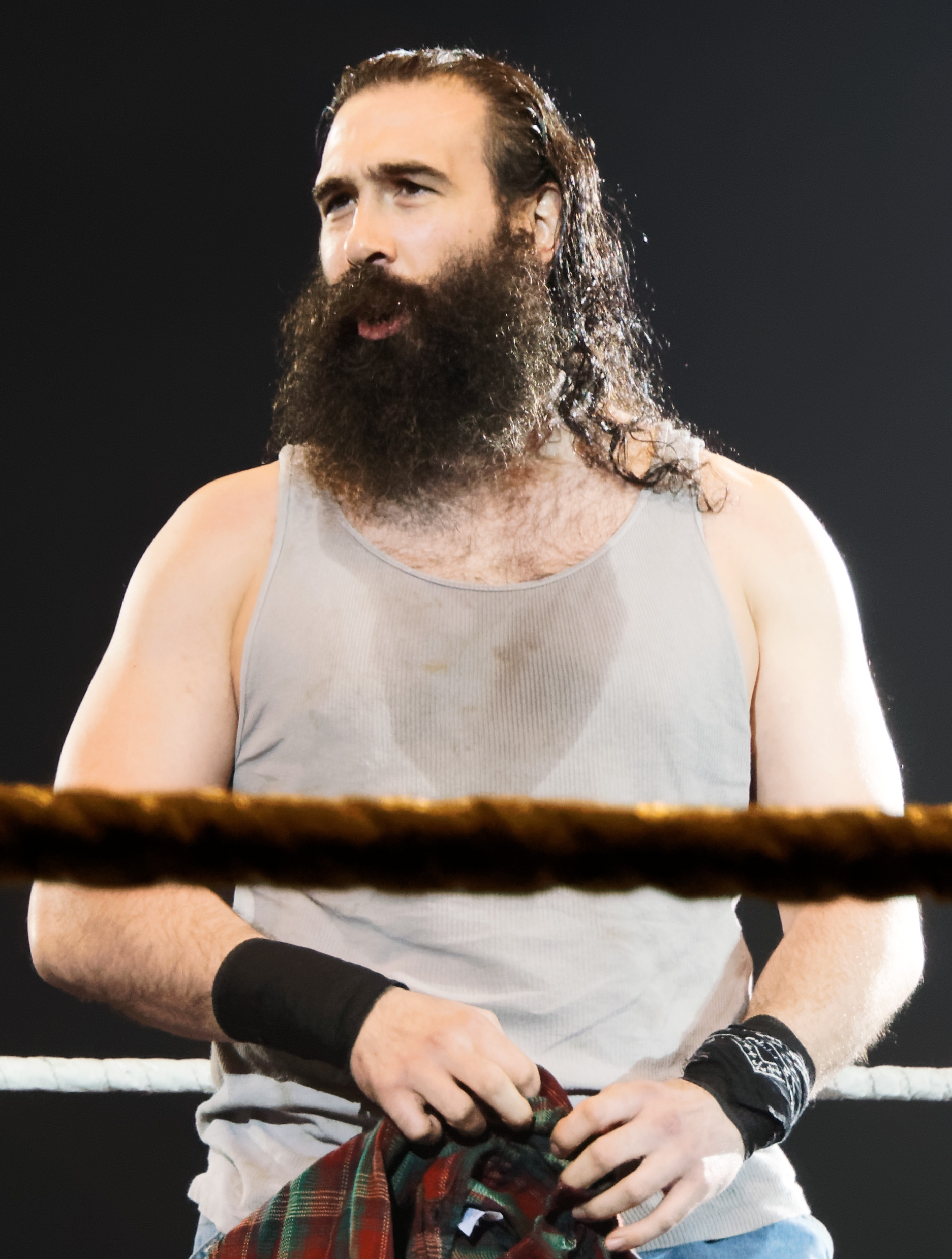
Brodie Lee (1979–2020)

- Lee, Brook (* 1971), US-amerikanische Schönheitskönigin
- Lee, Brooke Nichole, australische Schauspielerin
- Lee, Brooklyn (* 1989), US-amerikanische Pornodarstellerin
- Lee, Bruce (1940–1973), US-amerikanischer Schauspieler und KampfsportlerBruce Lee (1940–1973)

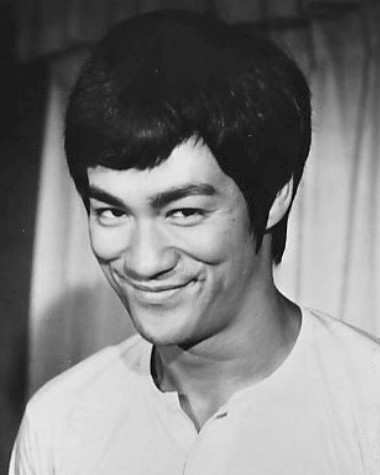
Bruce Lee (1940–1973)

- Lee, Bud (* 1955), US-amerikanischer Regisseur und Produzent von Pornofilmen und früherer Pornodarsteller
- Lee, Bul (* 1964), südkoreanische Künstlerin
- Lee, Bum-young (* 1989), südkoreanischer Fußballspieler
- Lee, Bunny (1941–2020), jamaikanischer Musiker
- Lee, Byeong-geun (* 1973), südkoreanischer Fußballspieler und -trainer
- Lee, Byeong-heon (* 1980), südkoreanischer Filmregisseur und Drehbuchautor
- Lee, Byron (1935–2008), jamaikanischer Musiker
- Lee, Byung-chull (1910–1987), südkoreanischer Unternehmer
- Lee, Byung-hun (* 1970), südkoreanischer Schauspieler

#### Lee, C
- Lee, C. S. (* 1971), südkoreanischer Schauspieler und Regisseur
- Lee, Canada (1907–1952), US-amerikanischer Schauspieler und Sportler
- Lee, Carol Ann (* 1969), englische Schriftstellerin
- Lee, Cassie (* 1992), australische Wrestlerin
- Lee, Chae-un (* 2006), südkoreanischer Snowboarder
- Lee, Chae-won (* 1981), südkoreanische Skilangläuferin
- Lee, Chae-yeon (* 2000), südkoreanische Sängerin, Tänzerin, Schauspielerin und Entertainerin
- Lee, Chae-young (* 1986), südkoreanische Schauspielerin
- Lee, Chan-dong (* 1993), südkoreanischer Fußballspieler
- Lee, Chang-dong (* 1954), südkoreanischer Filmregisseur und Drehbuchautor
- Lee, Chang-ho (* 1975), koreanischer Go-Spieler
- Lee, Chang-hoon (1935–2004), südkoreanischer Marathonläufer
- Lee, Chang-hwan (* 1982), südkoreanischer Bogenschütze
- Lee, Chang-myung (* 1947), nordkoreanischer Fußballspieler
- Lee, Chang-Rae (* 1965), US-amerikanischer Schriftsteller
- Lee, Charles (1732–1782), britischer Offizier und General der Kontinentalarmee im Amerikanischen UnabhängigkeitskriegCharles Lee (1732–1782)

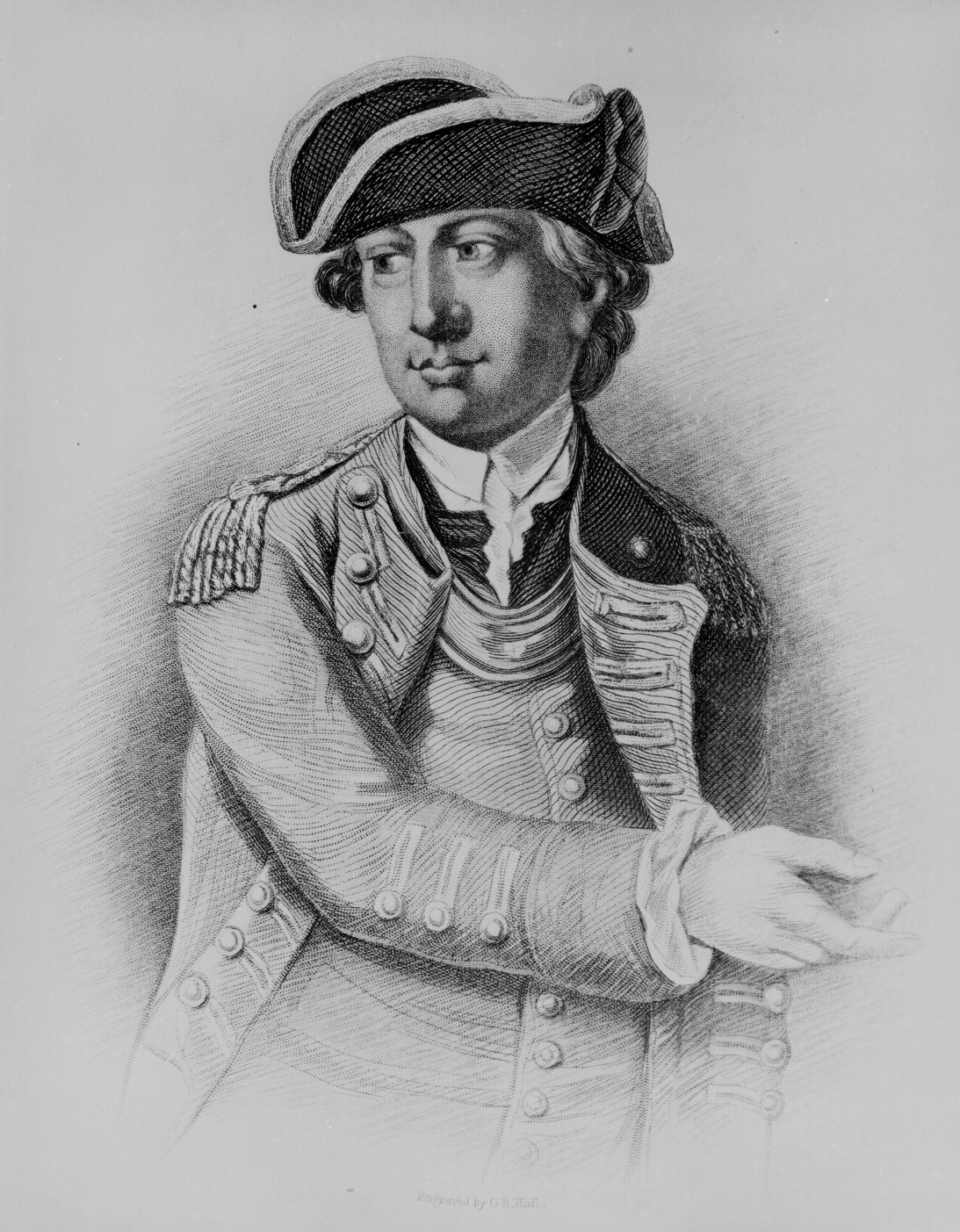
Charles Lee (1732–1782)

- Lee, Charles (1758–1815), US-amerikanischer Jurist und Justizminister
- Lee, Charles (* 1969), kanadischer Genetiker
- Lee, Charles (* 1984), US-amerikanischer Basketballspieler
- Lee, Charles A. (1922–2001), US-amerikanischer Elektroingenieur
- Lee, Charles Freeman (1927–1997), US-amerikanischer Jazz-Trompeter und Pianist
- Lee, Charlie, US-amerikanischer Informatiker
- Lee, Charlie (* 1998), englischer Squashspieler
- Lee, Charm (* 1954), deutsch-südkoreanischer Fernsehmoderator und Schauspieler
- Lee, Chen Kuen (1914–2003), deutscher Architekt chinesischer Herkunft
- Lee, Cheol-ha (* 1970), südkoreanischer Regisseur und Drehbuchautor
- Lee, Cheol-ho (* 1986), südkoreanischer Badmintonspieler
- Lee, Cheong-jun (1939–2008), südkoreanischer Autor
- Lee, Cheuk Yiu (* 1996), chinesischer Badmintonspieler (Hongkong)
- Lee, Chi Hoon (1988–2020), südkoreanischer Schauspieler und Influencer
- Lee, Chia-hsin (* 1997), taiwanische Badmintonspielerin
- Lee, Chiaw Meng (1937–2001), chinesischer Pädagoge und singapurischer Bildungsminister
- Lee, Chien-mei (* 1969), taiwanische Badmintonspielerin
- Lee, Chih-kai (* 1996), taiwanischer Kunstturner
- Lee, Chin-bum, südkoreanischer Diplomat
- Lee, Chong Wei (* 1982), malaysischer Badmintonspieler
- Lee, Chong-kap (1918–1993), südkoreanischer Fußballspieler
- Lee, Chong-min (* 1999), südkoreanischer Eishockeyspieler
- Lee, Choon-hee (* 1955), südkoreanischer Politiker
- Lee, Choong-bok, südkoreanischer Karambolagespieler und Asiatischer Meister
- Lee, Chris († 2019), US-amerikanischer Basketballtrainer
- Lee, Chris, US-amerikanischer Filmproduzent
- Lee, Chris (* 1964), US-amerikanischer Politiker (Republikanische Partei)
- Lee, Chris (1980–2019), kanadisch-US-amerikanischer Eishockeytrainer
- Lee, Chris (* 1980), kanadischer Eishockeyspieler
- Lee, Chris (* 1981), US-amerikanischer Politiker, Abgeordneter des Repräsentantenhauses von Hawaii
- Lee, Chrissy (* 1943), britische Pop- und Jazzmusikerin (Schlagzeug) und Bandleaderin
- Lee, Christopher (1922–2015), britischer SchauspielerChristopher Lee (1922–2015)

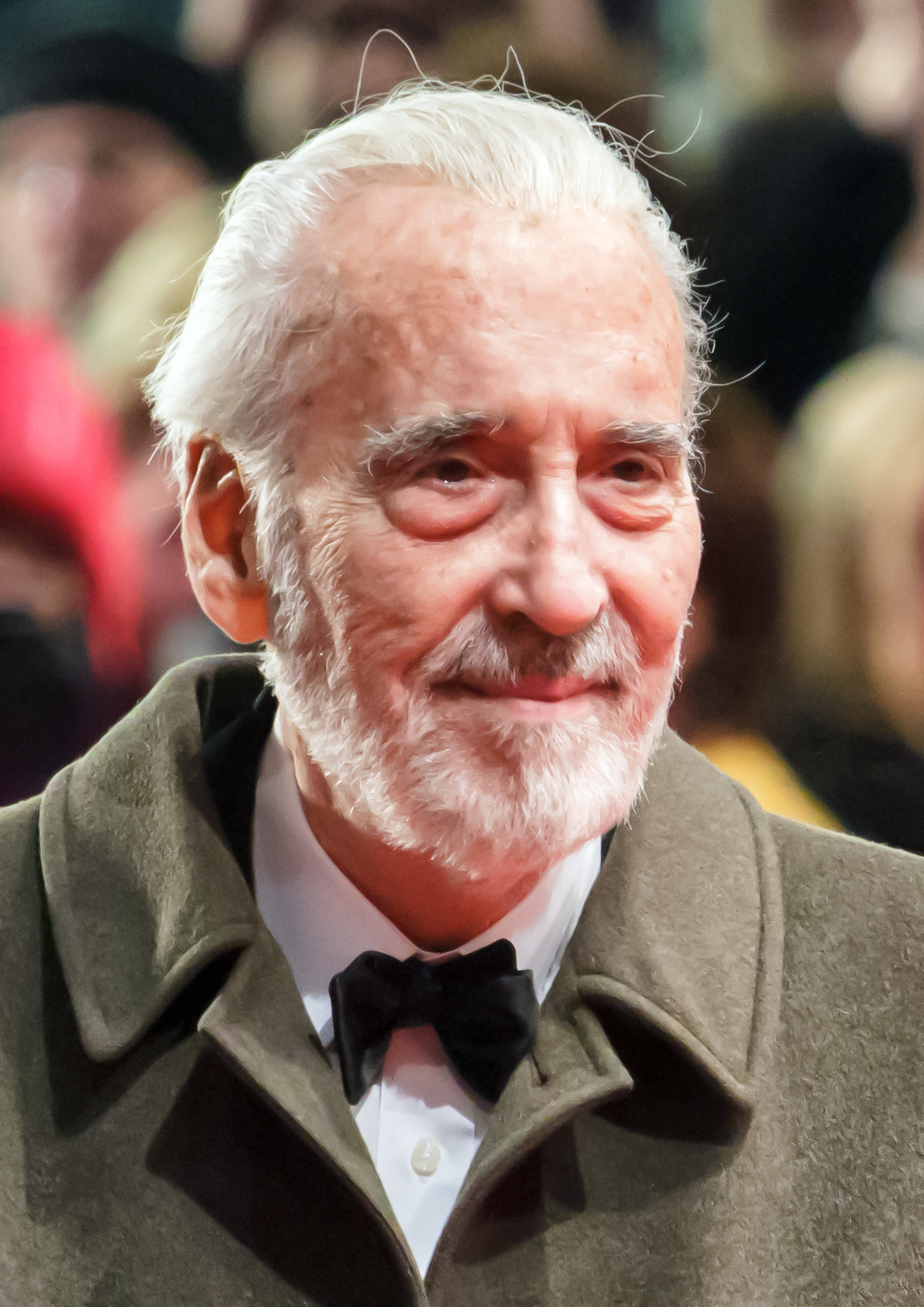
Christopher Lee (1922–2015)

- Lee, Chul-seung (* 1972), südkoreanischer Tischtennisspieler
- Lee, Chun Hei (* 1994), chinesischer Badmintonspieler (Hongkong)
- Lee, Chun-soo (* 1981), südkoreanischer Fußballspieler
- Lee, Chung-yong (* 1988), südkoreanischer Fußballspieler
- Lee, Cindy, südafrikanische Filmregisseurin
- Lee, Claudia (* 1996), US-amerikanische Schauspielerin, Sängerin und SongwriterinClaudia Lee (* 1996)

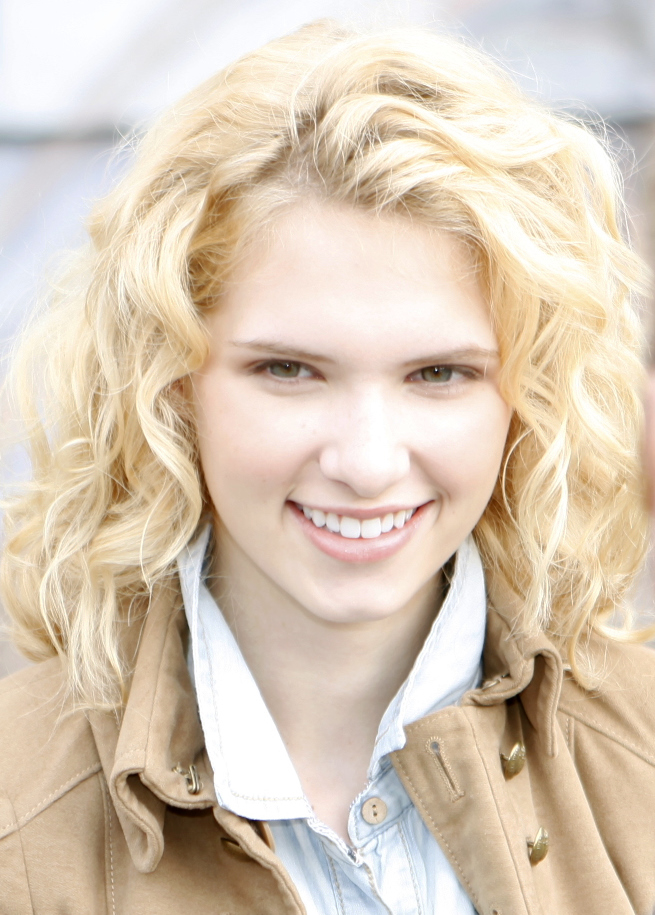
Claudia Lee (* 1996)

- Lee, Cliff (* 1978), US-amerikanischer Baseballspieler
- Lee, CoCo (1975–2023), US-amerikanische Popsängerin
- Lee, Connie, US-amerikanische Drehbuchautorin und Songschreiberin
- Lee, Consuela (1926–2009), US-amerikanische Jazzmusikerin und Musikpädagogin
- Lee, Cora (* 1984), deutsche Sängerin, Komponistin, Texterin und Moderatorin
- Lee, Cory (* 1984), kanadische Sängerin und Schauspielerin
- Lee, Courtney (* 1985), US-amerikanischer Basketballspieler
- Lee, Curtis (1939–2015), US-amerikanischer Rock-’n’-Roll-Sänger

#### Lee, D
- Lee, Da-bin (* 1996), südkoreanische Taekwondoin
- Lee, Da-hae (* 1984), südkoreanische Schauspielerin
- Lee, Da-yeong (* 1996), südkoreanische Volleyballspielerin
- Lee, Dae-hoon (* 1992), südkoreanischer Taekwondoin
- Lee, Dai-Keong (1915–2005), US-amerikanischer Komponist
- Lee, Dal Joon (1939–2010), US-amerikanischer Tischtennisspieler
- Lee, Dan (1969–2005), kanadischer Zeichentrickfilmer
- Lee, Daniel (* 1980), US-amerikanischer Cellist
- Lee, Daniel (* 1986), englischer Modedesigner
- Lee, Daniel (* 1997), neuseeländischer Eishockeytorwart
- Lee, Daniel (* 2007), amerikanisch-samoanischer Fußballspieler
- Lee, Daniel Curtis (* 1991), US-amerikanischer SchauspielerDaniel Curtis Lee (* 1991)

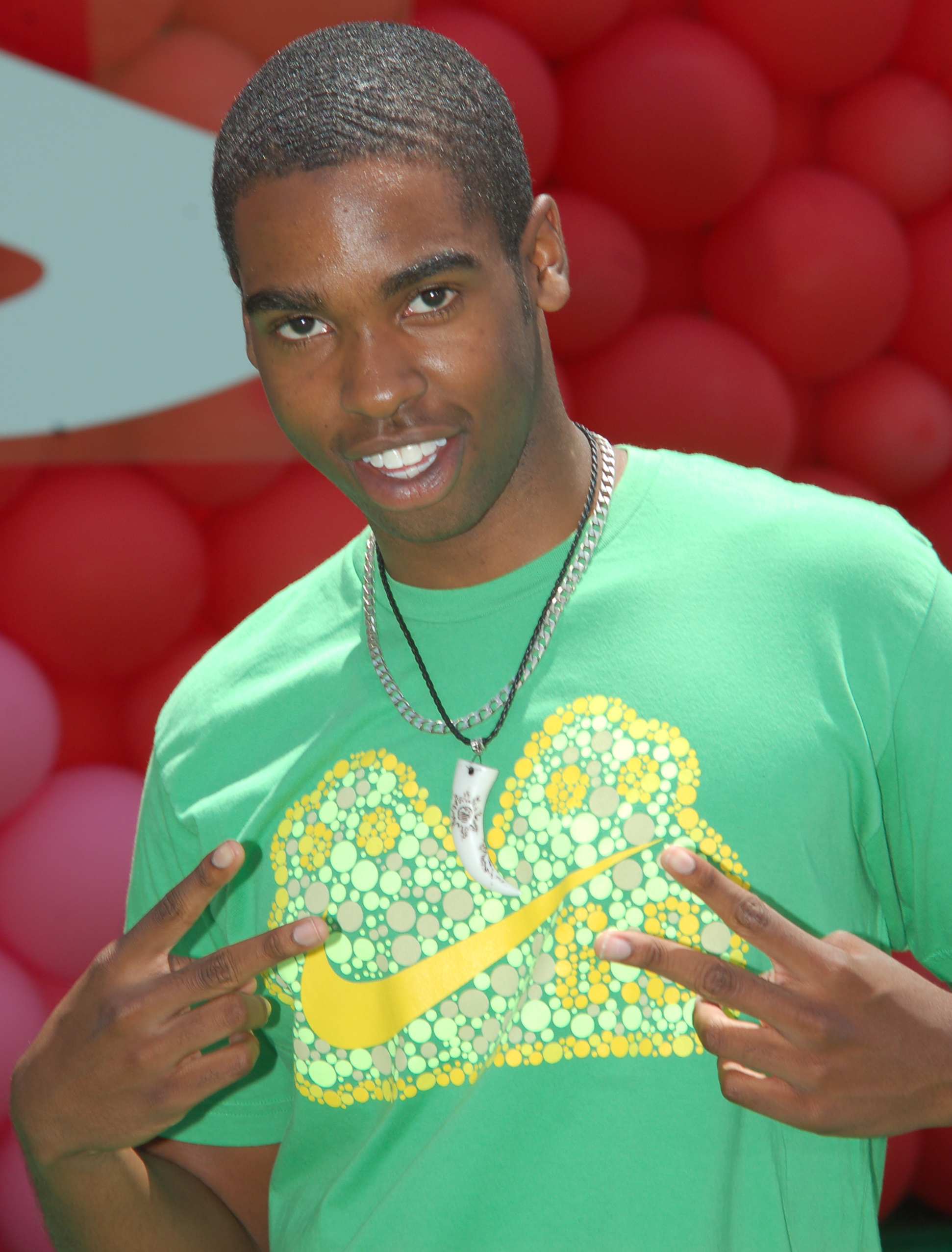
Daniel Curtis Lee (* 1991)

- Lee, Danny (1919–2014), US-amerikanischer Tricktechniker
- Lee, Danny (* 1962), englischer Squashspieler
- Lee, Danny Sau-Yin (* 1952), hongkong-chinesischer Schauspieler, Filmproduzent, Drehbuchautor, Regisseur, Kameramann und Showmaster
- Lee, Dave (* 1926), britischer Jazzpianist und Filmkomponist
- Lee, Dave (* 1956), englischer Dartspieler
- Lee, Davey († 2008), US-amerikanischer Kinderdarsteller
- Lee, David, neuseeländischer Spezialeffektkünstler
- Lee, David (1912–2004), britischer Offizier der Luftstreitkräfte des Vereinigten Königreichs
- Lee, David (1938–2008), britischer Tonmeister
- Lee, David (1941–2021), US-amerikanischer Jazz-Musiker
- Lee, David (* 1958), australischer Tontechniker
- Lee, David (* 1982), US-amerikanischer Volleyballspieler
- Lee, David (* 1983), US-amerikanischer BasketballspielerDavid Lee (* 1983)

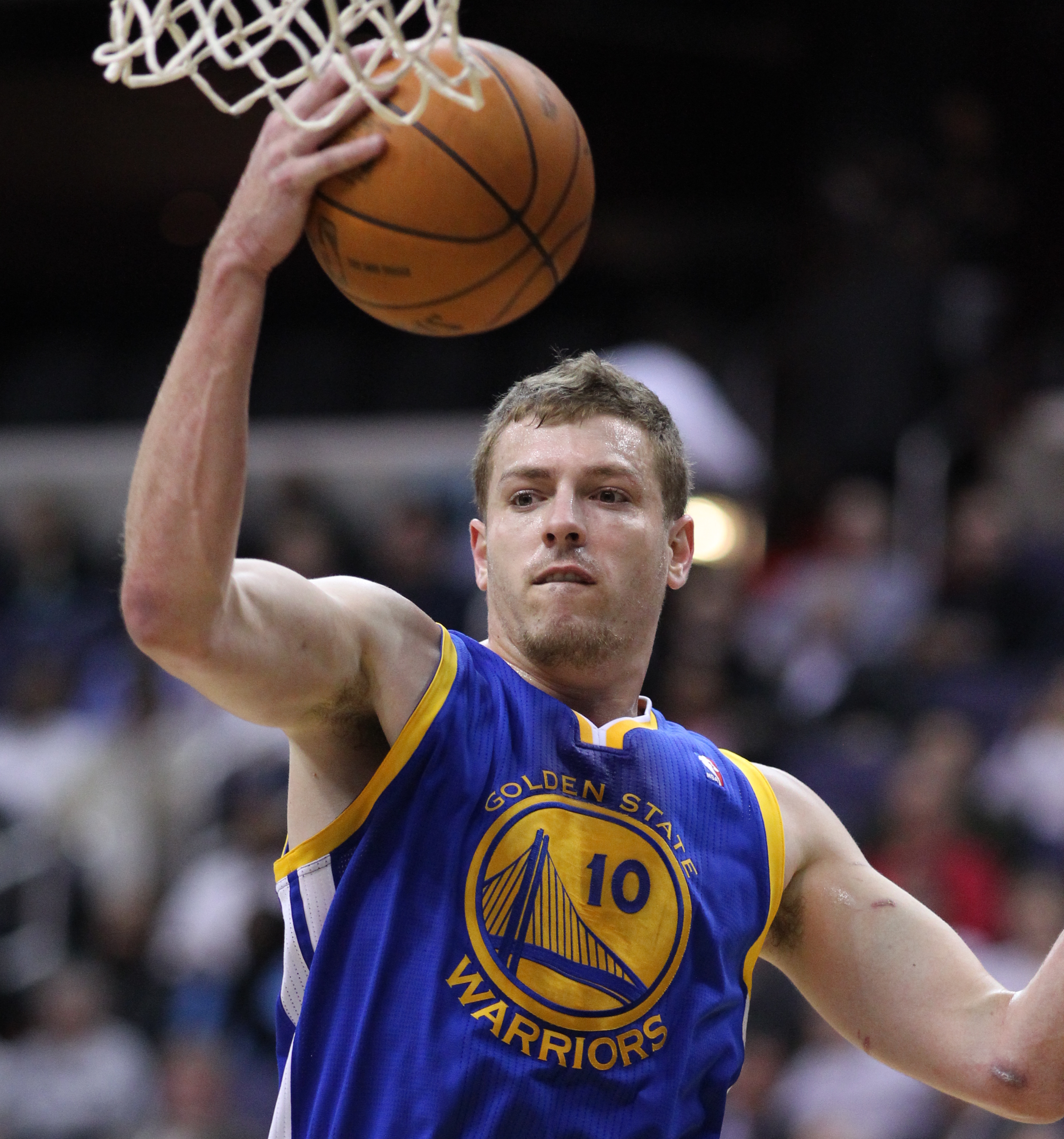
David Lee (* 1983)

- Lee, David Morris (* 1931), US-amerikanischer Physiker und Träger des Nobelpreises für Physik
- Lee, Dee C (* 1961), britische Sängerin
- Lee, Della, singapurische Squashspielerin
- Lee, Desmond (* 1976), singapurischer Politiker
- Lee, Deuk-choon (* 1962), südkoreanischer Badmintonspieler
- Lee, Dexter (* 1991), jamaikanischer Sprinter
- Lee, Dickey (* 1936), US-amerikanischer Country- und Rock-’n’-Roll-Sänger und -Songwriter
- Lee, Dixie (1909–1952), US-amerikanische Schauspielerin und Jazzsängerin
- Lee, Do-an (* 2004), südkoreanischer Fußballspieler
- Lee, Do-hyun (* 2002), südkoreanischer Sportkletterer
- Lee, Do-hyung (* 2001), südkoreanischer Fußballspieler
- Lee, Don-ku (* 1988), südkoreanischer Eishockeyspieler
- Lee, Dong-gook (* 1979), südkoreanischer Fußballspieler
- Lee, Dong-gyeong (* 1997), südkoreanischer Fußballspieler
- Lee, Dong-jun (* 1983), südkoreanischer Fußballschiedsrichter
- Lee, Dong-jun (* 1997), südkoreanischer Fußballspieler
- Lee, Dong-keun (* 1990), südkoreanischer Badmintonspieler
- Lee, Dong-nyoung (* 1995), südkoreanischer E-Sportler
- Lee, Dong-soo (* 1974), südkoreanischer Badmintonspieler
- Lee, Dong-won (* 1983), südkoreanischer Fußballspieler
- Lee, Dong-wook (* 1981), südkoreanischer Schauspieler, Fernsehmoderator und ModelLee Dong-wook (* 1981)

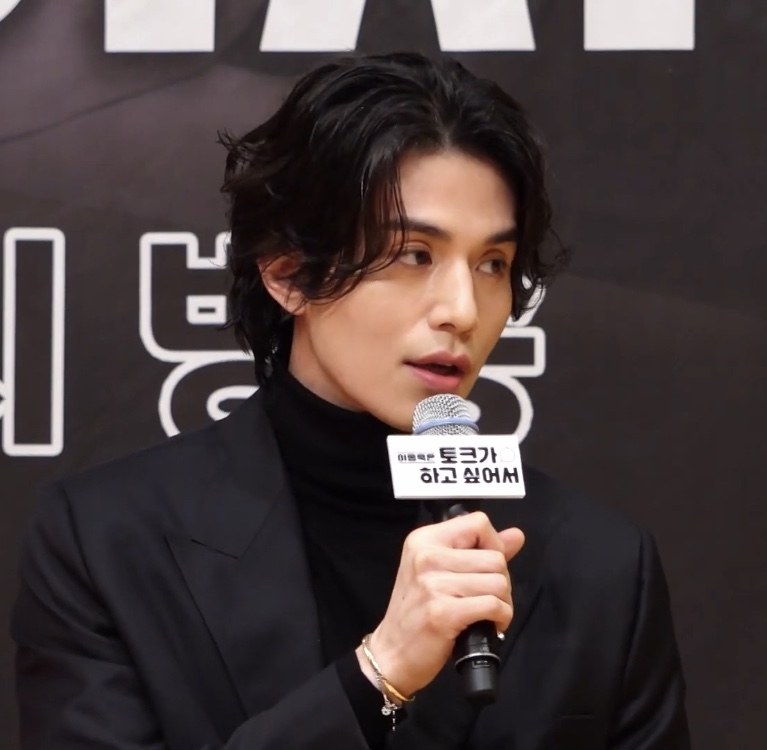
Lee Dong-wook (* 1981)

- Lee, Doris (1905–1983), US-amerikanische Malerin
- Lee, Dorren, kanadische Schauspielerin
- Lee, Douglas (* 1977), britischer Tänzer und Choreograph
- Lee, Du-haeng (* 1981), südkoreanischer Langstreckenläufer
- Lee, Duck-hee (* 1998), südkoreanischer Tennisspieler
- Lee, Duk-hee (* 1953), südkoreanische Tennisspielerin
- Lee, Duke R. (1881–1959), US-amerikanischer Filmschauspieler

#### Lee, E
- Lee, Edward (1905–1969), US-amerikanischer Karambolagespieler und Weltmeister
- Lee, Edward (* 1957), US-amerikanischer Schriftsteller
- Lee, Edward Edson (1884–1944), amerikanischer Schriftsteller
- Lee, Edwin M. (1952–2017), US-amerikanischer Politiker, Bürgermeister von San Francisco
- Lee, Elijah (* 1990), südkoreanische Schauspielerin
- Lee, Elizabeth Blair (1818–1906), US-amerikanische Zeitzeugin des Sezessionskriegs
- Lee, Ella (* 2003), deutsche SchauspielerinElla Lee (* 2003)

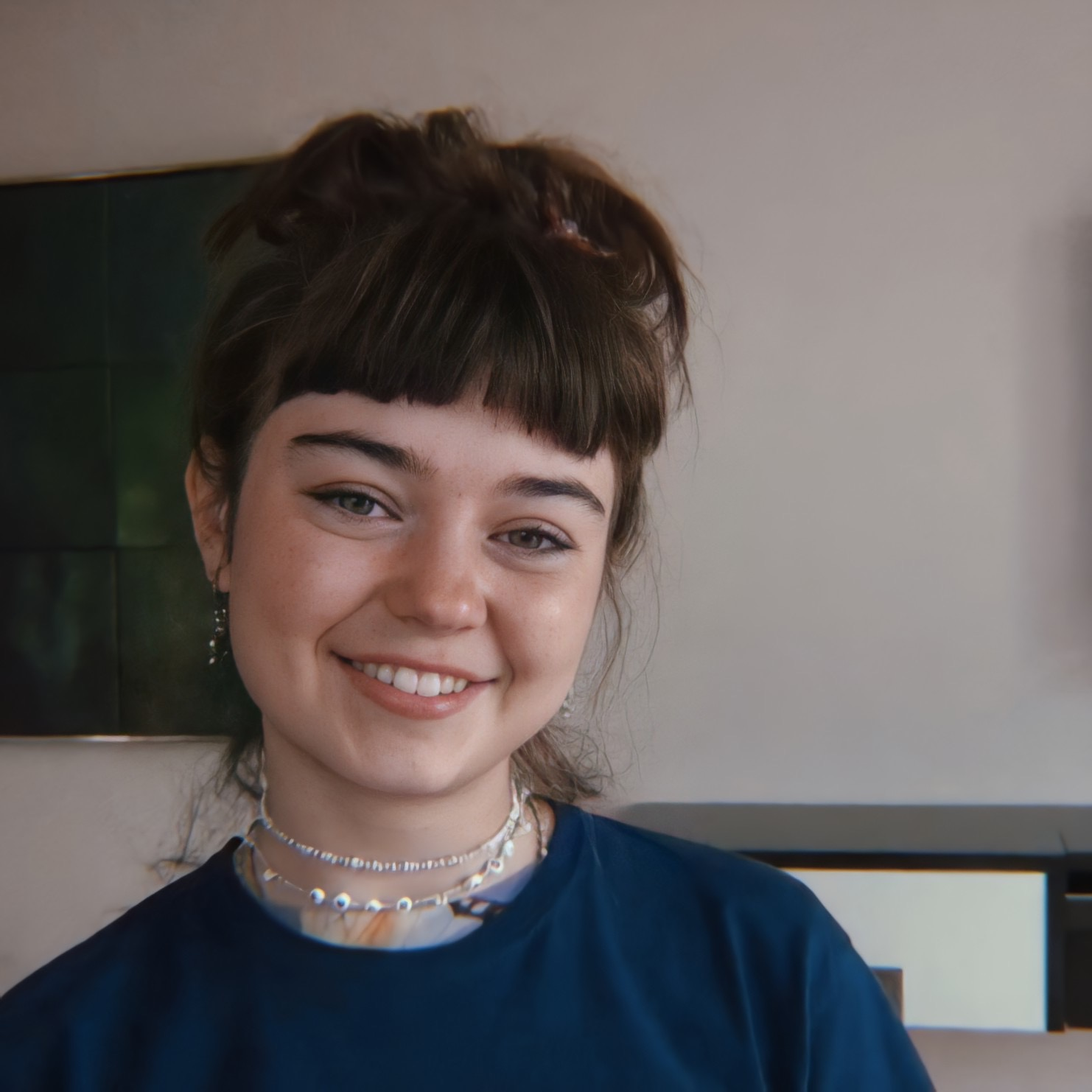
Ella Lee (* 2003)

- Lee, Ellie (* 1969), britische Soziologin
- Lee, Elmer T. (1919–2013), US-amerikanischer Brennmeister für Bourbon Whiskey
- Lee, Erastus (1916–2006), britisch-US-amerikanischer Ingenieurwissenschaftler
- Lee, Eugene (1933–2005), US-amerikanischer Filmschauspieler
- Lee, Eui-jin (* 2001), südkoreanische Skilangläuferin
- Lee, Eul-yong (* 1975), südkoreanischer Fußballspieler und -trainer
- Lee, Eun-byul (* 1991), südkoreanische Shorttrackerin
- Lee, Eun-chul (* 1967), südkoreanischer Sportschütze
- Lee, Eun-hye (* 1993), südkoreanische Tennisspielerin
- Lee, Eun-hye (* 2000), südkoreanische Tennisspielerin
- Lee, Eun-Jeung (* 1963), südkoreanische Politikwissenschaftlerin und Koreanistin
- Lee, Eun-ji (* 2006), südkoreanische Schwimmerin
- Lee, Eun-ju (1980–2005), südkoreanische SchauspielerinLee Eun-ju (1980–2005)

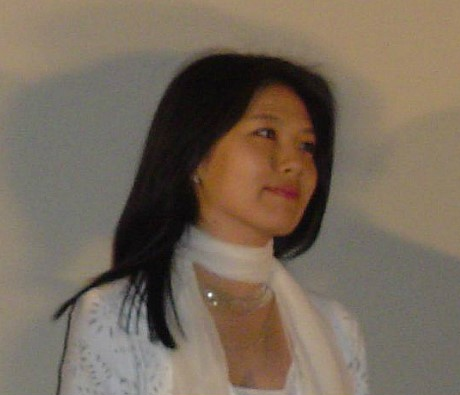
Lee Eun-ju (1980–2005)

- Lee, Eun-jung (* 1981), südkoreanische Langstreckenläuferin
- Lee, Eun-ku, südkoreanischer Badmintonspieler
- Lee, Eun-kyung (* 1972), südkoreanische Bogenschützin
- Lee, Eun-sil (* 1976), südkoreanische Tischtennisspielerin
- Lee, Eun-woo (* 1983), südkoreanische Badmintonspielerin
- Lee, Euna (* 1972), US-amerikanische Journalistin
- Lee, Eva (* 1986), US-amerikanische Badmintonspielerin

#### Lee, F
- Lee, Felix (* 1975), deutsch-chinesischer Journalist
- Lee, Fitzhugh (1835–1905), US-amerikanischer Offizier, Politiker und Diplomat, General der Konföderierten im SezessionskriegFitzhugh Lee (1835–1905)

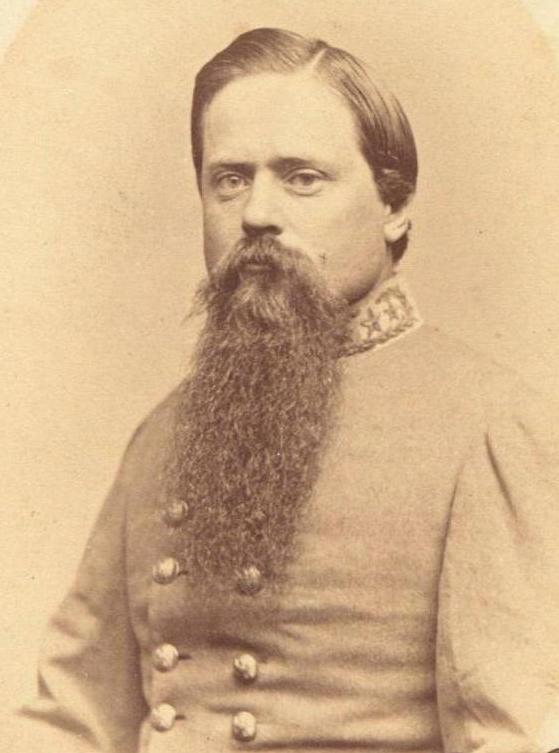
Fitzhugh Lee (1835–1905)

- Lee, Florence (1888–1962), US-amerikanische Schauspielerin der Stummfilmzeit
- Lee, Floy Agnes (1922–2018), US-amerikanische Biologin
- Lee, Fonda (* 1979), kanadisch-amerikanische Science-Fiction- und Fantasy-Autorin
- Lee, Frances Glessner (1878–1962), amerikanische Forensikerin
- Lee, Francis (1944–2023), englischer Fußballspieler und -funktionär
- Lee, Francis (* 1969), englischer Filmschauspieler, Filmregisseur und Drehbuchautor
- Lee, Francis Lightfoot (1734–1797), Unterzeichner der Unabhängigkeitserklärung der Vereinigten Staaten für Virginia
- Lee, Francis Preston Blair (1857–1944), US-amerikanischer Politiker
- Lee, Frank H. (1873–1952), US-amerikanischer Politiker
- Lee, Freddie Fingers (1937–2014), britischer Rockabilly-Sänger und Pianist
- Lee, Frederick, Baron Lee of Newton (1906–1984), britischer Politiker (Labour), Mitglied des House of Commons

#### Lee, G
- Lee, Gabriela (* 1995), rumänische Tennisspielerin
- Lee, Gary A. (1933–2022), US-amerikanischer Politiker
- Lee, Geddy (* 1953), kanadischer MusikerGeddy Lee (* 1953)

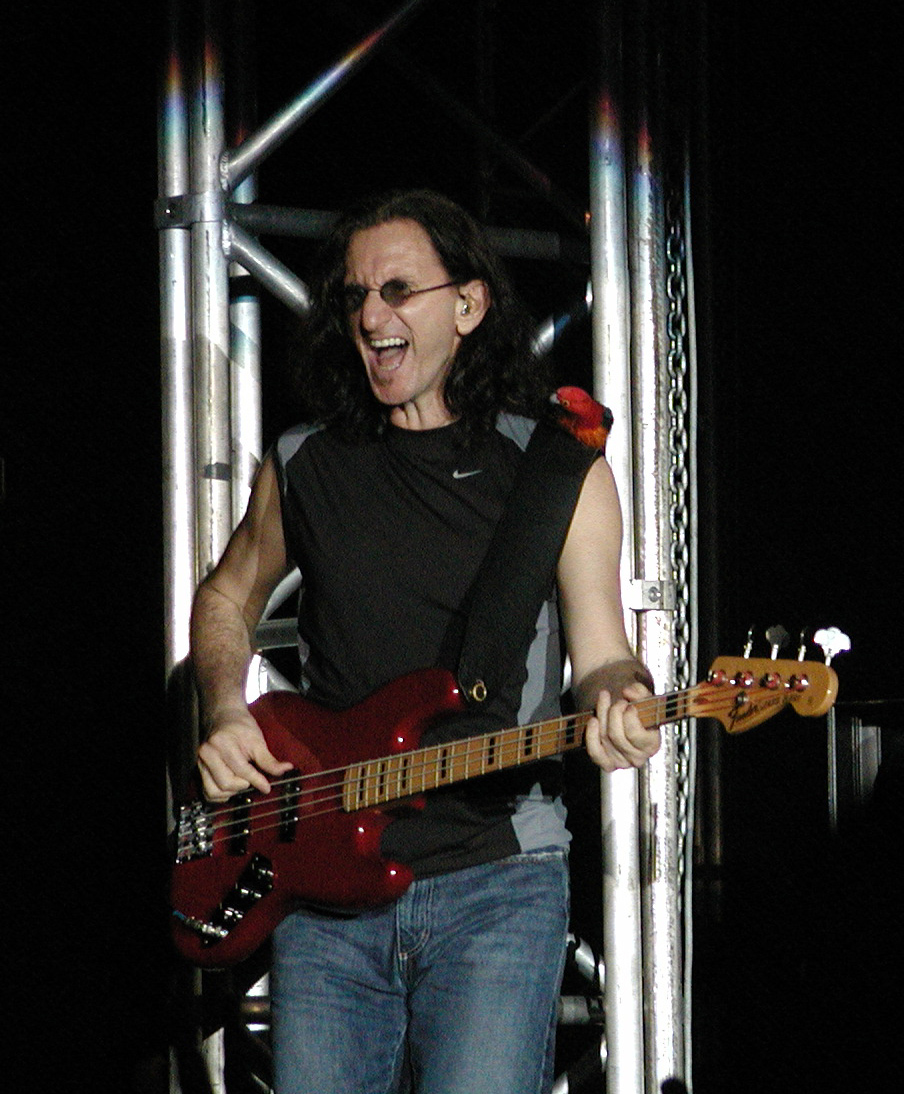
Geddy Lee (* 1953)

- Lee, Gee Hye (* 1977), südkoreanische Jazzmusikerin
- Lee, Gentry (* 1942), US-amerikanischer Science-Fiction-Autor
- Lee, Geon (* 1996), südkoreanischer Fußballspieler
- Lee, George (* 1945), britischer Pilot und Segelflieger
- Lee, George E. (1896–1958), US-amerikanischer Bandleader, Sänger und Saxophonist
- Lee, George P. (1943–2010), US-amerikanischer Mormone
- Lee, Georgia († 2010), australische Blues- und Jazzsängerin
- Lee, Geum-min (* 1994), südkoreanische Fußballspielerin
- Lee, Geun-seok (1917–1950), südkoreanischer Brigadegeneral
- Lee, Gideon (1778–1841), US-amerikanischer Politiker
- Lee, Gordon (1859–1927), US-amerikanischer Politiker
- Lee, Gordon (* 1953), US-amerikanischer Jazzpianist, Arrangeur, Komponist und Musikpädagoge
- Lee, Gregory S. (1951–2022), US-amerikanischer Basketball- und Beachvolleyballspieler
- Lee, Greta, US-amerikanische Schauspielerin
- Lee, Gwen (1904–1961), US-amerikanische Schauspielerin
- Lee, Gwilym (* 1983), britischer SchauspielerGwilym Lee (* 1983)

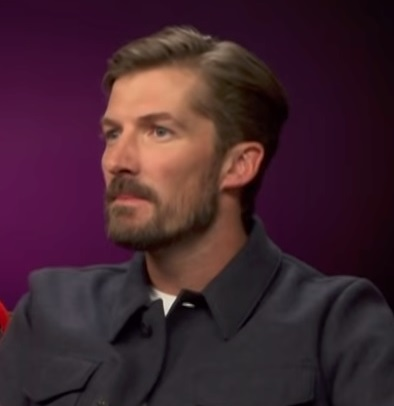
Gwilym Lee (* 1983)

- Lee, Gyeong-seo (* 2005), südkoreanische Tennisspielerin
- Lee, Gypsy Rose (1911–1970), US-amerikanische Revuetänzerin, Schauspielerin und Schriftstellerin

#### Lee, H
- Lee, Ha Young (* 1975), südkoreanische Opernsängerin (Sopran)
- Lee, Ha-joon, südkoreanischer Szenenbildner
- Lee, Ha-rim (* 1997), südkoreanischer Judoka
- Lee, Hae-chan (* 1952), südkoreanischer Politiker
- Lee, Hae-in (* 2001), südkoreanische Sprinterin
- Lee, Hae-in (* 2005), südkoreanische Eiskunstläuferin
- Lee, Hai-kyung (* 1975), südkoreanische Squashspielerin
- Lee, Han (* 1970), südkoreanischer Filmregisseur und Drehbuchautor
- Lee, Han-bin (* 1988), südkoreanischer Shorttracker
- Lee, Han-kuk (* 1987), südkoreanischer Fußballspieler
- Lee, Han-sin (* 1988), südkoreanischer Skeletonpilot
- Lee, Han-sup (* 1966), südkoreanischer Bogenschütze
- Lee, Han-taek Joseph (* 1934), südkoreanischer Geistlicher, Altbischof von Uijeongbu
- Lee, Hana Mae (* 1988), koreanisch-US-amerikanische Schauspielerin, Model, Komikerin und Modedesignerin
- Lee, Harold B. (1899–1973), 11. Präsident der Kirche Jesu Christi der Heiligen der Letzten Tage
- Lee, Harper (1926–2016), US-amerikanische Schriftstellerin und Pulitzerpreisträgerin (1961)Harper Lee (1926–2016)

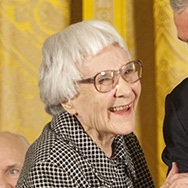
Harper Lee (1926–2016)

- Lee, Harriet (1757–1851), englische Schriftstellerin
- Lee, Hee-wan (1956–2011), koreanischer Trainer der Deutschen Volleyball-Nationalmannschaft der Frauen
- Lee, Helen, britisch-französische Biologin
- Lee, Henry A. G. († 1851), US-amerikanischer Politiker
- Lee, Henry III (1756–1818), US-amerikanischer Kavallerieoffizier und Gouverneur
- Lee, Herbert (1887–1980), britischer Radrennfahrer
- Lee, Hermione (* 1948), britische Autorin, Biografin, Kritikerin und Literaturwissenschaftlerin
- Lee, Heui-seong (* 1990), südkoreanischer Fußballspieler
- Lee, Heung-sil (* 1961), südkoreanischer Fußballspieler und -trainer
- Lee, Heung-soon (* 1971), südkoreanische Badmintonspielerin
- Lee, Hi (* 1996), südkoreanische K-PopsängerinLee Hi (* 1996)

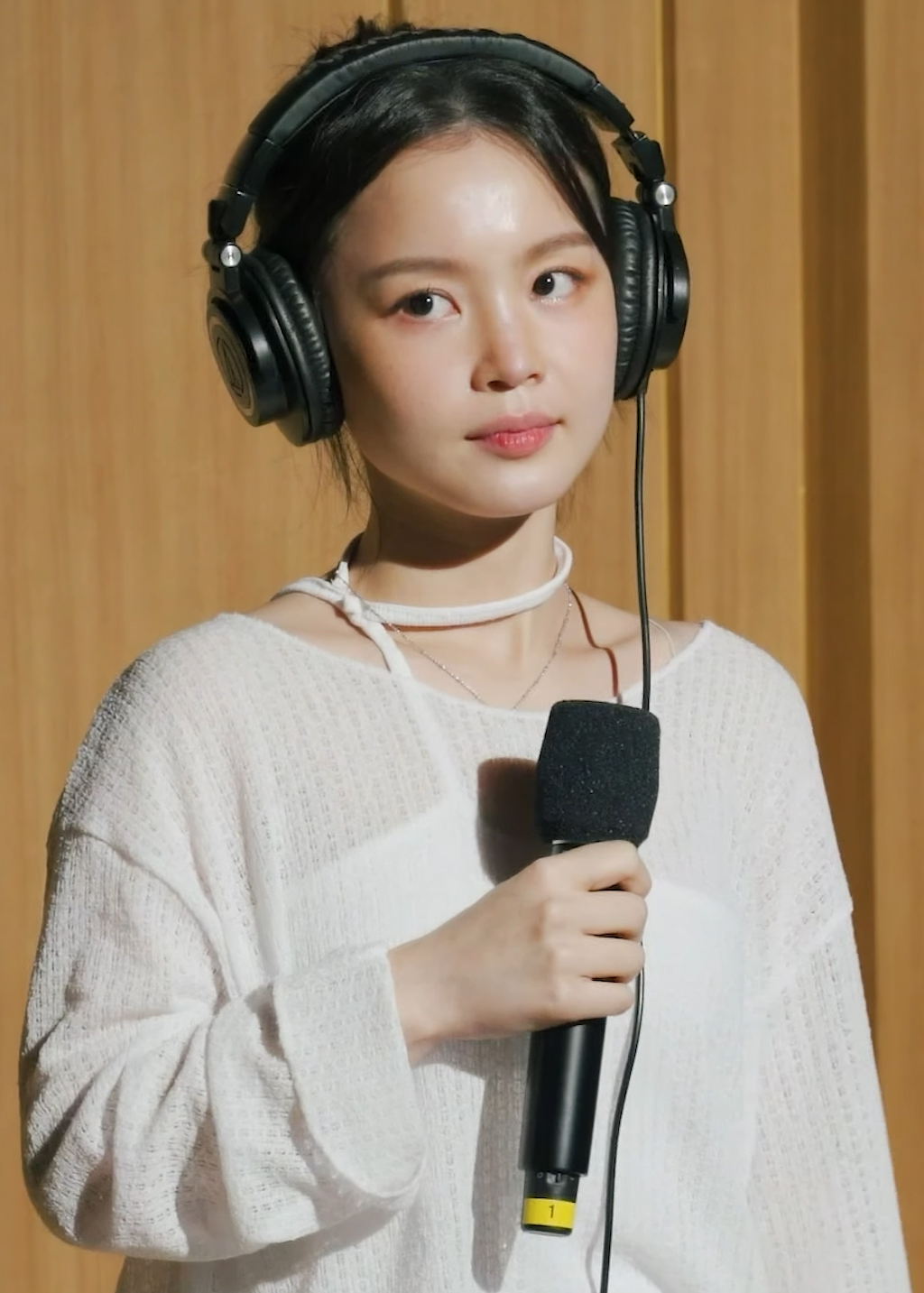
Lee Hi (* 1996)

- Lee, Ho (* 1984), südkoreanischer Fußballspieler
- Lee, Ho (* 1986), südkoreanischer Fußballspieler
- Lee, Ho Ching (* 1992), hongkong-chinesische Tischtennisspielerin
- Lee, Ho-chol (1932–2016), südkoreanischer Autor
- Lee, Ho-eung (* 1978), südkoreanischer Shorttracker
- Lee, Ho-suk (* 1986), südkoreanischer Shorttracker
- Lee, Ho-wang (1928–2022), südkoreanischer Mediziner
- Lee, Hock Lai (* 1987), US-amerikanischer Badmintonspieler chinesisch-malaysischer Herkunft
- Lee, Hoe-taik (* 1946), südkoreanischer Fußballspieler und -trainer
- Lee, Hoesung (* 1945), südkoreanischer Ökonom
- Lee, Hoi-chang (* 1935), südkoreanischer Ministerpräsident
- Lee, Hong Kit (* 1997), hongkong-chinesischer Sprinter
- Lee, Hong Kum (* 1955), südkoreanische Mikrobiologin
- Lee, Hong-koo (* 1934), südkoreanischer Politiker und Premierminister
- Lee, Hoon (* 1973), US-amerikanischer Schauspieler und Synchronsprecher
- Lee, Howie (1929–2014), kanadischer Eishockeyspieler
- Lee, Hsien Loong (* 1952), singapurischer Politiker, Premierminister der Republik SingapurLee Hsien Loong (* 1952)

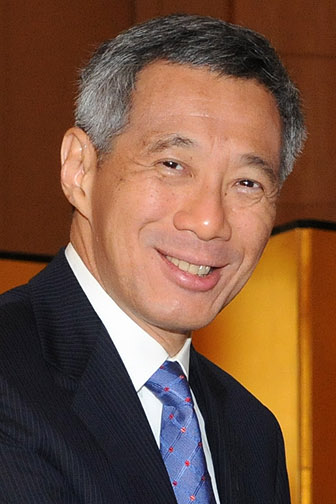
Lee Hsien Loong (* 1952)

- Lee, Hsin-han (* 1988), taiwanischer Tennisspieler
- Lee, Hu-rak (1924–2009), südkoreanischer Geheimdienstdirektor
- Lee, Hua-chen (* 1993), taiwanische Tennisspielerin
- Lee, Huan (1917–2010), taiwanischer Politiker
- Lee, Hun-jai (* 1944), südkoreanischer Politiker
- Lee, Hup Wei (* 1987), malaysischer Hochspringer
- Lee, Hyapatia (* 1960), US-amerikanische Schauspielerin, Sängerin, Tänzerin und Pornodarstellerin der 1980er und 1990er Jahre
- Lee, Hye-in (* 1995), südkoreanische Degenfechterin
- Lee, Hye-jin (* 1992), südkoreanische Bahnradsportlerin
- Lee, Hye-kyoung (* 1960), südkoreanischer Autor
- Lee, Hye-min (* 1986), südkoreanische Tennisspielerin
- Lee, Hyeon-seo (* 1980), koreanische Menschenrechtsaktivistin und AutorinLee Hyeon-seo (* 1980)

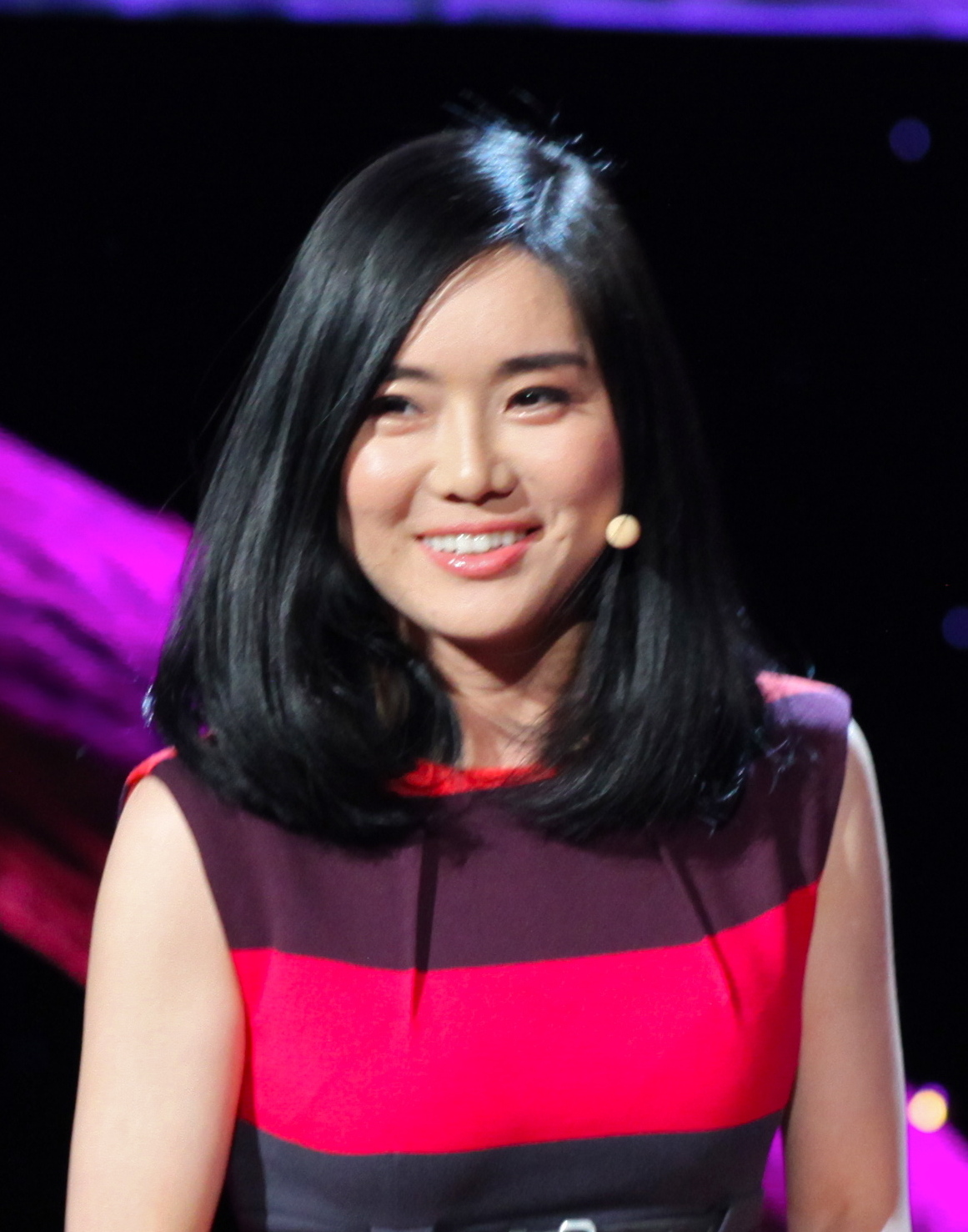
Lee Hyeon-seo (* 1980)

- Lee, Hyo-jung (* 1981), südkoreanische Badmintonspielerin
- Lee, Hyo-kyeong (* 1997), südkoreanische Fußballspielerin
- Lee, Hyori (* 1979), südkoreanische Sängerin
- Lee, Hyrum Rex (1910–2001), US-amerikanischer Regierungsbeamter und Gouverneur von Amerikanisch-Samoa
- Lee, Hyun-il (* 1980), südkoreanischer Badmintoneinzelspieler
- Lee, Hyun-jin (* 1984), südkoreanischer Fußballspieler
- Lee, Hyun-jin (* 1987), südkoreanische Badmintonspielerin
- Lee, Hyun-ju (* 2003), südkoreanischer Fußballspieler
- Lee, Hyun-woong (* 1988), südkoreanischer Fußballspieler
- Lee, Hyung-chul (* 1969), südkoreanischer Boxer im Superfliegengewicht
- Lee, Hyung-jae (* 1988), südkoreanischer Diskuswerfer
- Lee, Hyung-taik (* 1976), südkoreanischer Tennisspieler

#### Lee, I
- Lee, I-Yang (* 1946), US-amerikanischer Physiker
- Lee, Ida (1865–1943), australische Historikerin und Dichterin
- Lee, Ik-hwan (* 1946), südkoreanischer Eisschnellläufer
- Lee, In-bok (* 1984), südkoreanischer Biathlet
- Lee, In-hun (* 1970), südkoreanischer Eisschnellläufer
- Lee, In-jae (* 1992), südkoreanischer Fußballspieler
- Lee, In-jong (* 1982), südkoreanische Taekwondoin
- Lee, In-young (* 1964), südkoreanischer Politiker
- Lee, India (* 1988), britische Triathletin
- Lee, Ivy (1877–1934), US-amerikanischer Autor und Philanthrop; Mitbegründer der modernen Public RelationsIvy Lee (1877–1934)

Ivy Lee (1877–1934)

#### Lee, J
- Lee, J. Bracken (1899–1996), US-amerikanischer Politiker
- Lee, Jack (1913–2002), britischer Regisseur und Drehbuchautor
- Lee, Jack (1952–2023), US-amerikanischer Songwriter und Musiker
- Lee, Jackie (* 1936), irische Sängerin
- Lee, Jae-dong (* 1990), südkoreanischer E-Sportler
- Lee, Jae-eun (* 1988), südkoreanische Nachrichtenmoderatorin
- Lee, Jae-ha (* 1992), südkoreanischer Sprinter
- Lee, Jae-hyuk (* 1969), südkoreanischer Boxer
- Lee, Jae-jin (* 1983), südkoreanischer Badmintonspieler
- Lee, Jae-min (* 1987), südkoreanischer Fußballspieler
- Lee, Jae-myung (* 1964), südkoreanischer Politiker
- Lee, Jae-seong (* 2001), südkoreanischer Sprinter
- Lee, Jae-sung (* 1988), südkoreanischer Fußballspieler
- Lee, Jae-sung (* 1992), südkoreanischer Fußballspieler
- Lee, Jae-ung (* 2002), südkoreanischer Mittelstreckenläufer
- Lee, Jae-yeong (* 1996), südkoreanische Volleyballspielerin
- Lee, Jae-yong (* 1968), südkoreanischer Unternehmer
- Lee, Jae-yong (* 2001), südkoreanischer Fußballspieler
- Lee, Jake E. (* 1957), US-amerikanischer Metal-GitarristJake E. Lee (* 1957)

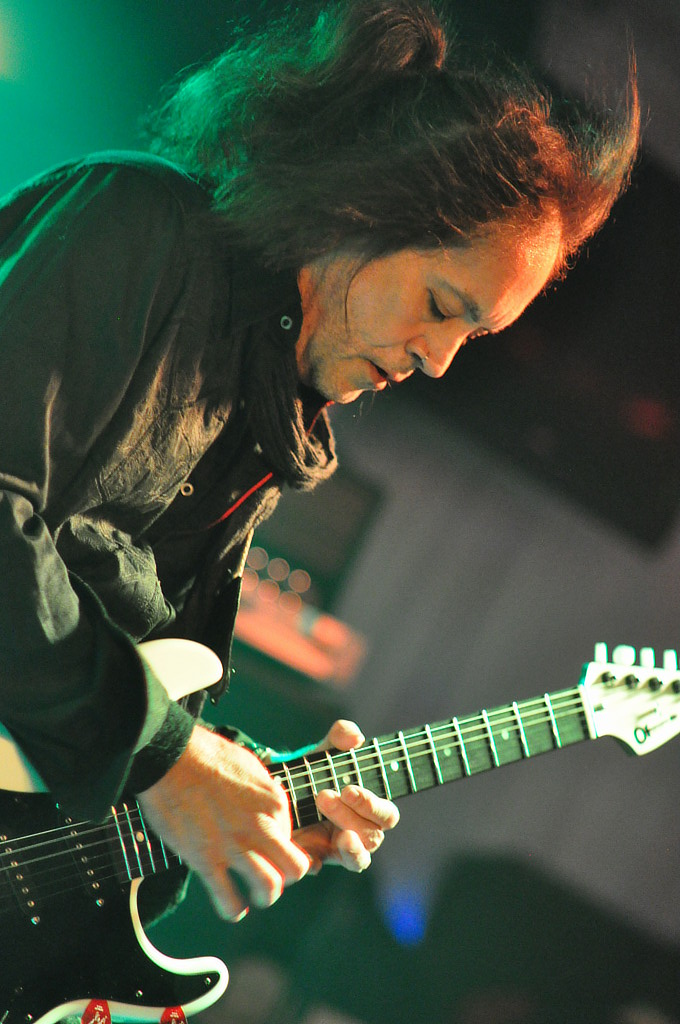
Jake E. Lee (* 1957)

- Lee, James Kyson (* 1975), US-amerikanischer Schauspieler
- Lee, James Madison (1926–2017), US-amerikanischer Offizier, Generalleutnant der US-Army
- Lee, Janet (* 1976), taiwanische Tennisspielerin
- Lee, Jang-ho (* 1945), südkoreanischer Filmregisseur
- Lee, Jang-mi (* 1985), südkoreanische Fußballspielerin
- Lee, Jang-mi (* 1994), südkoreanische Badmintonspielerin
- Lee, Janice Y. K. (* 1972), US-amerikanische Autorin
- Lee, Jason (* 1970), US-amerikanischer Schauspieler und ProduzentJason Lee (* 1970)

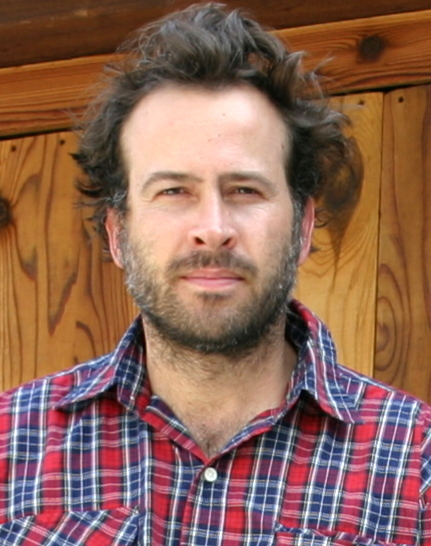
Jason Lee (* 1970)

- Lee, Jason Scott (* 1966), US-amerikanischer Schauspieler
- Lee, Je-ha (* 1937), südkoreanischer Autor
- Lee, Je-hoon (* 1984), südkoreanischer Schauspieler
- Lee, Jea-moon (* 1993), südkoreanischer Tennisspieler
- Lee, Jeanette (* 1971), amerikanische Poolbillardspielerin
- Lee, Jeanne (1939–2000), US-amerikanische Sängerin (Jazz, Neue Musik), Autorin und Choreographin
- Lee, Jeannie T., US-amerikanische Genetikerin sowie Professorin für Genetik und Pathologie
- Lee, Jee-Eun Franziska (* 1988), koreanische Pianistin
- Lee, Jeewi (* 1987), südkoreanische Künstlerin
- Lee, Jefferson, australischer Hochschullehrer
- Lee, Jeffrey (* 1971), letzter Aborigineführer der Mirarr und Landeigentümer
- Lee, Jehye (* 1986), südkoreanische Geigerin
- Lee, Jena (* 1987), französische Sängerin
- Lee, Jennie (1904–1988), britische Politikerin (Labour Party), Mitglied des House of Commons
- Lee, Jennifer (* 1971), US-amerikanische Regisseurin, Drehbuchautorin und FilmproduzentinJennifer Lee (* 1971)

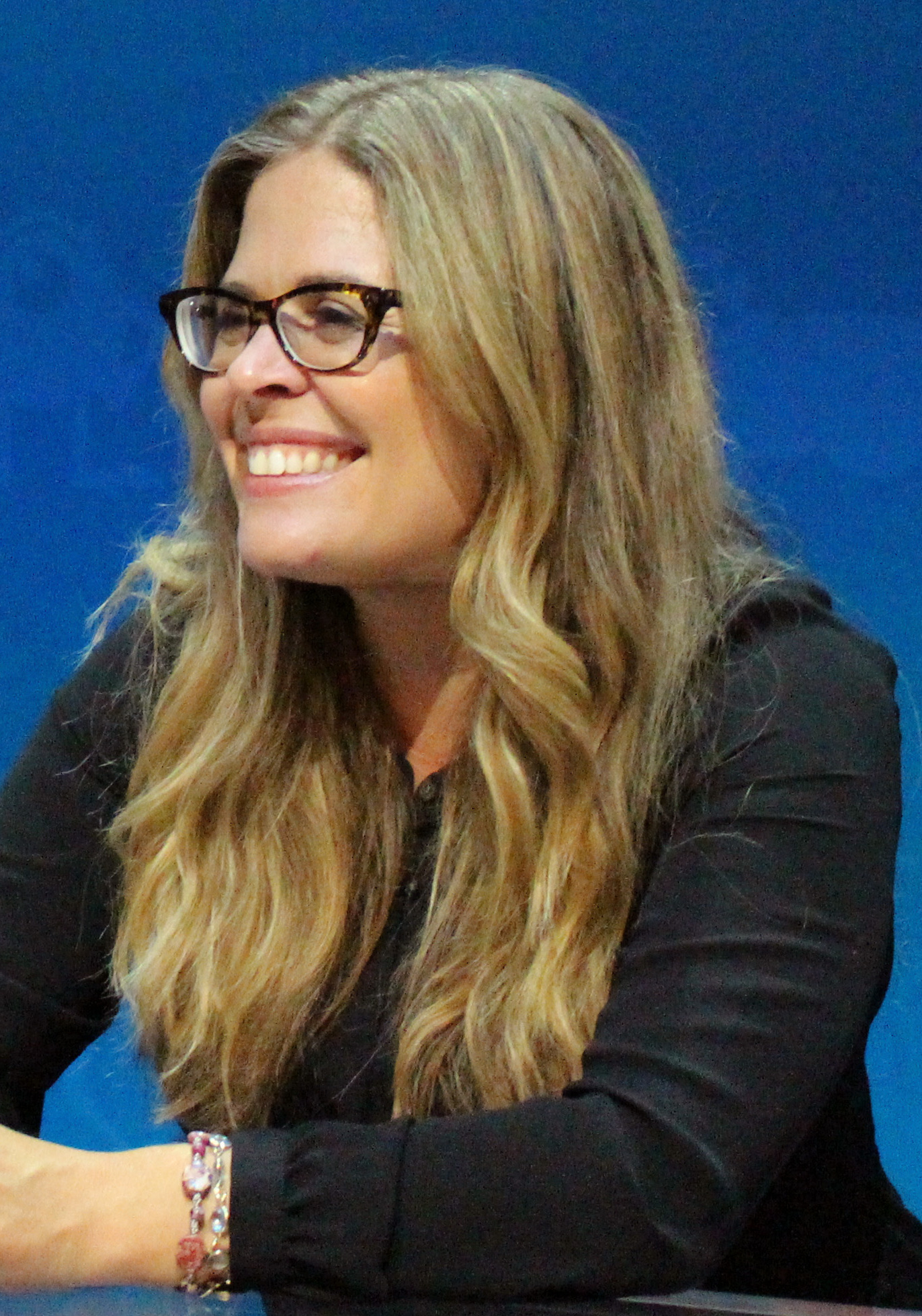
Jennifer Lee (* 1971)

- Lee, Jeong-beom (* 1971), südkoreanischer Filmregisseur
- Lee, Jeong-geun (* 1994), südkoreanischer Fußballspieler
- Lee, Jeong-il (* 1990), südkoreanischer Naturbahnrodler
- Lee, Jeong-jin (* 1993), südkoreanischer Fußballspieler
- Lee, Jeong-min (* 2002), südkoreanischer Shorttracker
- Lee, Jessica J. (* 1986), britisch-kanadisch-taiwanische Autorin, Umwelthistorikerin und Herausgeberin
- Lee, Jhe-huei (* 1994), taiwanischer Badmintonspieler
- Lee, Ji-han (* 2003), südkoreanischer Fußballspieler
- Lee, Ji-hyun (* 1993), südkoreanische Squashspielerin
- Lee, Jihye, südkoreanische Jazzmusikerin (Gesang, Arrangement, Komposition)
- Lee, Jihyun Cecilia (* 1989), koreanische Opernsängerin in der Stimmlage Sopran
- Lee, Jim (* 1964), südkoreanisch-amerikanischer Comiczeichner und -verlegerJim Lee (* 1964)

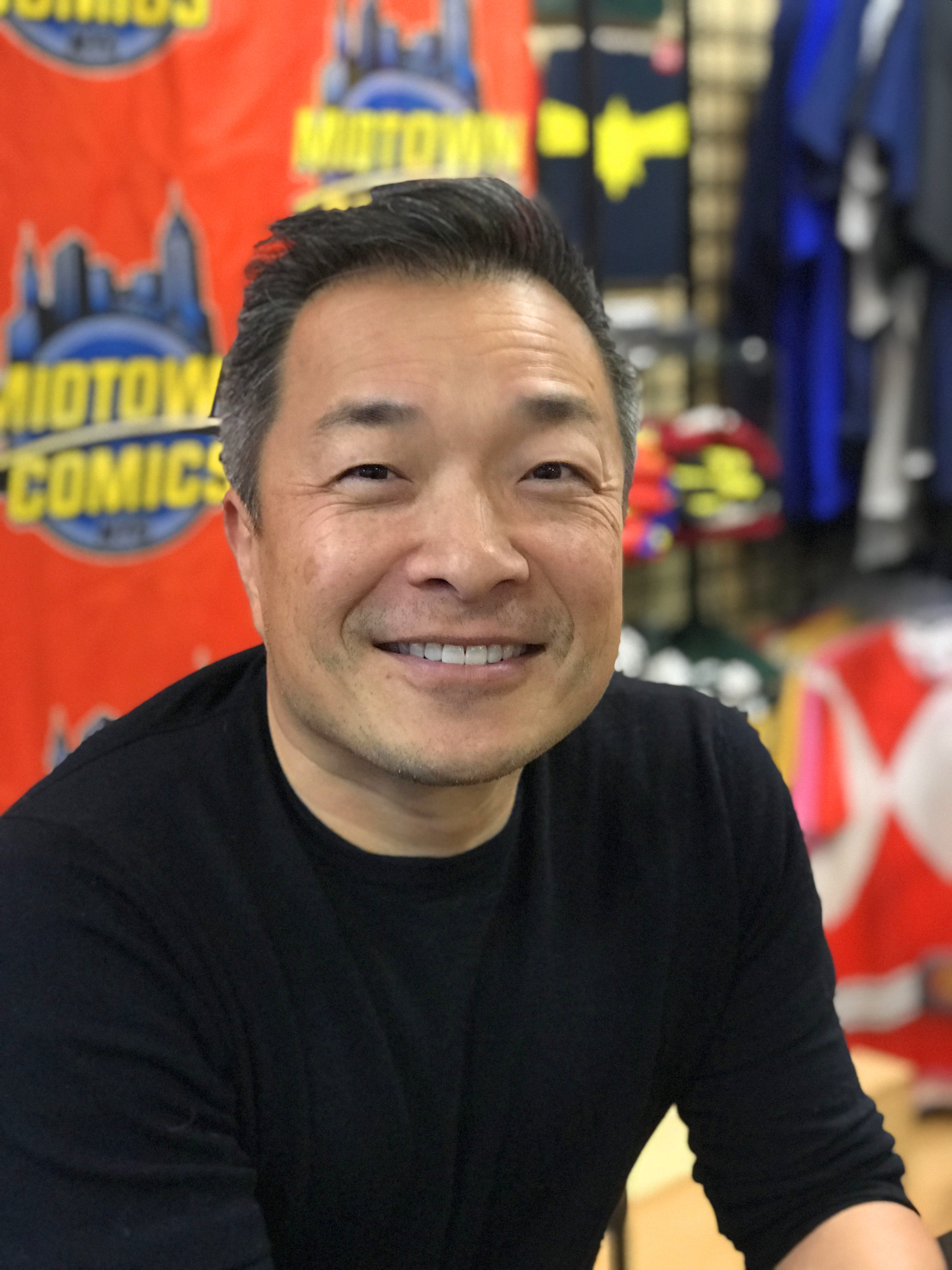
Jim Lee (* 1964)

- Lee, Jimmy Jr., US-amerikanischer Schauspieler
- Lee, Jin-ho (* 1984), südkoreanischer Fußballspieler
- Lee, Jin-hyun (* 1997), südkoreanischer Fußballspieler
- Lee, Jin-kwon (* 1987), südkoreanischer Tischtennisspieler
- Lee, Jin-taek (* 1972), südkoreanischer Hochspringer
- Lee, Jin-woo (* 1986), südkoreanischer Eisschnellläufer
- Lee, Jiz (* 1980), amerikanische Pornodarstellerin, Schauspielerin und Autorin
- Lee, Joe (* 1989), englischer Squashspieler
- Lee, John (1788–1871), US-amerikanischer Politiker
- Lee, John (1927–2020), britischer Rechtsanwalt und Politiker (Labour Party), Mitglied des House of Commons
- Lee, John (* 1952), US-amerikanischer Bassgitarrist des Fusion- und Modern Jazz
- Lee, John A. (1891–1982), neuseeländischer Politiker und Schriftsteller
- Lee, John Adams (1851–1928), US-amerikanischer Politiker
- Lee, John Baptist Keh-mien (* 1958), taiwanischer Geistlicher, römisch-katholischer Bischof von Hsinchu
- Lee, John C. (1828–1891), US-amerikanischer Politiker
- Lee, John C. H. (1887–1958), US-amerikanischer Offizier, Generalleutnant der US-Army
- Lee, John Juo-Wang (* 1966), taiwanischer Geistlicher, emeritierter römisch-katholischer Bischof von Tainan
- Lee, John M. (* 1950), US-amerikanischer Mathematiker
- Lee, John, Baron Lee of Trafford (* 1942), britischer liberaldemokratischer Politiker
- Lee, Johnny (* 1946), US-amerikanischer Country-Musiker
- Lee, Joie (* 1962), US-amerikanische Schauspielerin, Drehbuchautorin und Filmproduzentin
- Lee, Jong-boon (* 1982), südkoreanische Badmintonspielerin

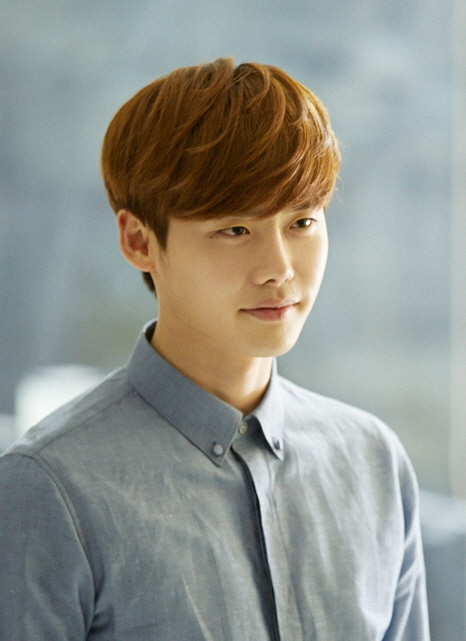
Lee Jong-suk (* 1989)

- Lee, Jong-cheon (* 1999), südkoreanischer Fußballspieler
- Lee, Jong-hwa (* 1963), südkoreanischer Fußballspieler
- Lee, Jong-min (* 1998), südkoreanisch-kanadischer Eishockeyspieler
- Lee, Jong-suk (* 1989), südkoreanischer SchauspielerLee Jong-suk (* 1989)
- Lee, Jong-uk (* 1999), südkoreanischer Fußballspieler
- Lee, Jong-woo (* 1985), südkoreanischer Eisschnellläufer
- Lee, Jong-wook (1945–2006), südkoreanischer Politiker
- Lee, Jonna (* 1981), schwedische Sängerin, Produzentin und Kreativdirektorin
- Lee, Joo Hyun (* 1974), US-amerikanische Badmintonspielerin südkoreanischer Herkunft
- Lee, Joo-hyung (* 1973), südkoreanischer Turner
- Lee, Joon (* 1988), südkoreanischer Schauspieler, Sänger, Model und Hörfunkmoderator
- Lee, Joon Gi (* 1982), südkoreanischer SchauspielerLee Joon Gi (* 1982)

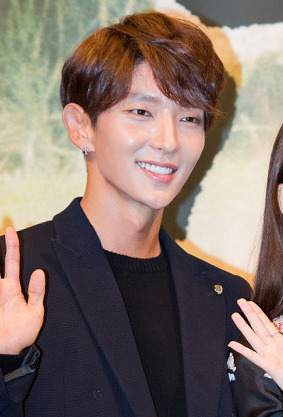
Lee Joon Gi (* 1982)

- Lee, Joon-ho (* 1965), südkoreanischer Shorttracker
- Lee, Joon-hwan (* 2002), südkoreanischer Judoka
- Lee, Joon-suk (* 2000), südkoreanischer Fußballspieler
- Lee, Joseph (* 2002), neuseeländischer Fußballspieler
- Lee, Joshua (1783–1842), US-amerikanischer Arzt und Politiker
- Lee, Joshua B. (1892–1967), US-amerikanischer Politiker
- Lee, Ju-ho (* 1961), südkoreanischer Politiker und Wirtschaftswissenschaftler
- Lee, Ju-mi (* 1989), südkoreanische Radsportlerin
- Lee, Ju-yeon (* 1987), südkoreanische Eisschnellläuferin
- Lee, Julia (1902–1958), US-amerikanische Jazz- und Bluesmusikerin
- Lee, Julia (* 1979), US-amerikanische Schauspielerin
- Lee, Julianne (* 1956), US-amerikanische Schauspielerin, Fantasy-Schriftstellerin und Journalistin
- Lee, Jun-gil (* 1985), südkoreanischer Skilangläufer
- Lee, Jun-ho (* 1995), südkoreanischer Turner
- Lee, Jun-hwan (* 1977), südkoreanischer Shorttracker
- Lee, Jun-hyeok (* 2001), südkoreanischer Sprinter
- Lee, Jun-ik (* 1959), südkoreanischer Filmregisseur und Produzent
- Lee, Jun-ki (* 1982), südkoreanischer Fußballspieler
- Lee, Jun-seok (* 1985), südkoreanischer Politiker
- Lee, June-seo (* 2000), südkoreanischer Shorttracker
- Lee, Jung-baek (* 1986), südkoreanischer Ringer
- Lee, Jung-eun (* 1970), südkoreanische SchauspielerinLee Jung-eun (* 1970)

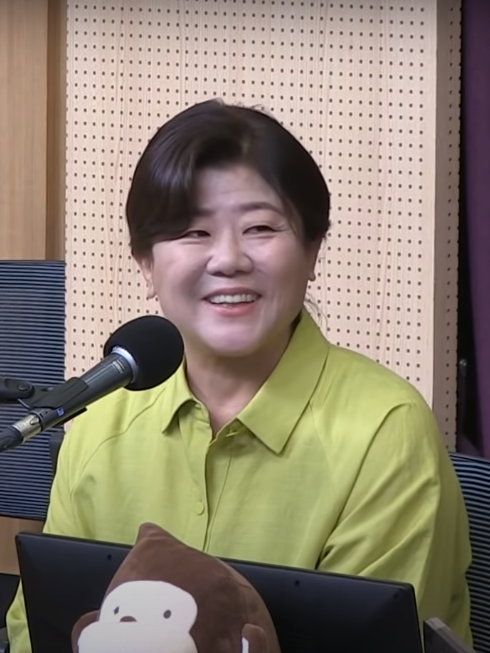
Lee Jung-eun (* 1970)

- Lee, Jung-hee (* 1969), südkoreanische Politikerin, Juristin und Aktivistin
- Lee, Jung-hoon (* 1993), südkoreanischer E-Sportler
- Lee, Jung-hyun (* 1980), südkoreanische Popsängerin und Schauspielerin
- Lee, Jung-jae (* 1972), südkoreanischer SchauspielerLee Jung-jae (* 1972)

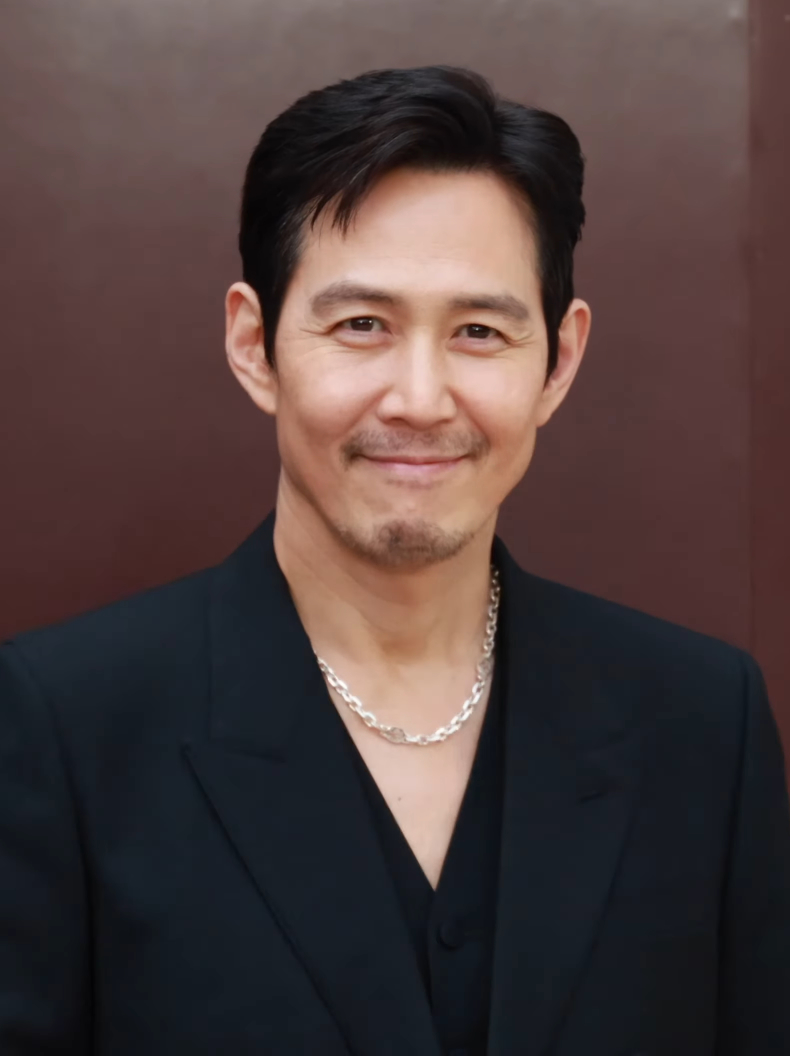
Lee Jung-jae (* 1972)

- Lee, Jung-mi (* 1962), südkoreanische Richterin
- Lee, Jung-mi (* 1970), südkoreanische Badmintonspielerin
- Lee, Jung-moon (* 1998), südkoreanischer Fußballspieler
- Lee, Jung-seob (1916–1956), südkoreanischer Maler
- Lee, Jung-sik (* 1985), südkoreanischer Biathlet und Skilangläufer
- Lee, Jung-soo (* 1980), südkoreanischer Fußballspieler
- Lee, Jung-su (* 1989), südkoreanischer Shorttracker
- Lee, Jung-tae (* 1996), südkoreanischer Sprinter
- Lee, Jung-woo (* 1984), südkoreanischer Tischtennisspieler

#### Lee, K
- Lee, K. Y. (* 1952), taiwanischer Vorstandsvorsitzender des Elektronikkonzerns BenQ
- Lee, Ka-chiu John (* 1957), hongkong-chinesischer Polizeioffizier und Politiker
- Lee, Kai-Fu (* 1961), taiwanischer Informatiker, Unternehmer, Investor und Autor
- Lee, Kang-hee (* 2001), südkoreanischer Fußballspieler
- Lee, Kang-hyun (* 1998), südkoreanischer Fußballspieler
- Lee, Kang-in (* 2001), südkoreanischer Fußballspieler
- Lee, Kang-seok (* 1985), südkoreanischer Eisschnellläufer
- Lee, Keiko (* 1965), japanische Jazzmusikerin (Gesang, Piano)
- Lee, Keiran (* 1984), britischer PornodarstellerKeiran Lee (* 1984)

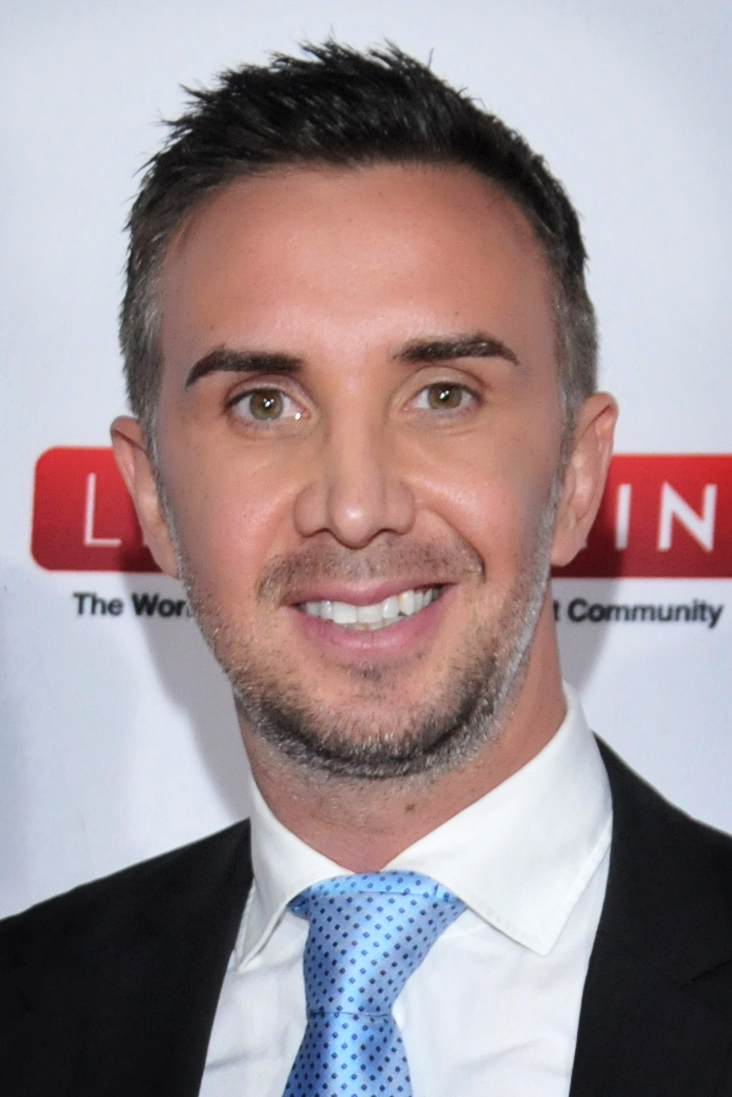
Keiran Lee (* 1984)

- Lee, Keith (* 1984), US-amerikanischer Wrestler
- Lee, Kenneth K. (* 1975), US-amerikanischer Bundesrichter
- Lee, Kent (1923–2017), US-amerikanischer Vizeadmiral
- Lee, Keon-pil (* 1985), südkoreanischer Fußballspieler
- Lee, Keun-ho (* 1985), südkoreanischer Fußballspieler
- Lee, Keun-ho (* 1996), südkoreanischer Fußballspieler
- Lee, Kevin B. (* 1975), US-amerikanischer Filmemacher und Filmkritiker
- Lee, Kevin Hargreaves (1941–2001), australischer Gräzist
- Lee, Ki Hong (* 1986), koreanisch-amerikanischer Schauspieler
- Lee, Ki-bok (* 1995), südkoreanischer Curler
- Lee, Ki-ho (* 1984), südkoreanischer Eisschnellläufer
- Lee, Ki-Hyang (* 1967), südkoreanisch-deutsche Übersetzerin und Verlegerin
- Lee, Ki-hyung (* 1974), südkoreanischer Fußballspieler und -trainer
- Lee, Ki-je (* 1991), südkoreanischer Fußballspieler
- Lee, Ki-jeong (* 1995), südkoreanischer Curler
- Lee, Ki-joo (1926–1996), südkoreanischer Fußballspieler
- Lee, Ki-joon (* 2001), südkoreanischer Fußballspieler
- Lee, Kieran (* 1988), englischer Fußballspieler
- Lee, Kin Tat (* 1939), singapurischer Badmintonspieler
- Lee, Kuan Yew (1923–2015), singapurischer PolitikerLee Kuan Yew (1923–2015)

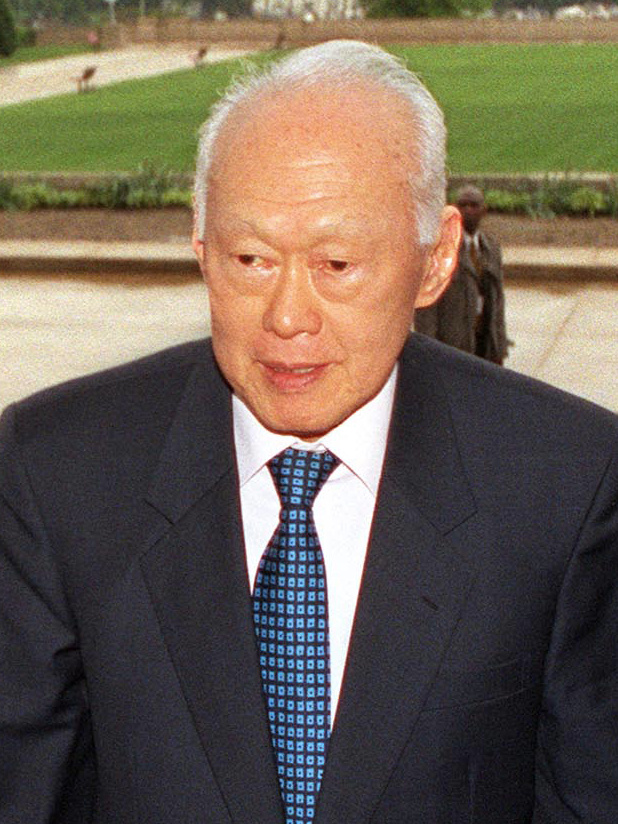
Lee Kuan Yew (1923–2015)

- Lee, Kun-hee (1942–2020), südkoreanischer Manager, CEO des Samsung-Konzerns
- Lee, Kwan-woo (* 1978), südkoreanischer Fußballspieler
- Lee, Kwang (* 1970), Malerin
- Lee, Kwang-jae (* 1965), südkoreanischer Politiker
- Lee, Kwang-jin (* 1970), südkoreanischer Badmintonspieler
- Lee, Kwang-keun (* 1970), koreanischer Opernsänger mit der Stimmlage Bariton
- Lee, Kwang-ro (* 1991), südkoreanischer Biathlet
- Lee, Kyeong-yeong (* 1960), südkoreanischer Schauspieler und Regisseur
- Lee, Kyoung-mi (* 1973), südkoreanische Filmregisseurin und Drehbuchautorin
- Lee, Kyu-hyeok (* 1978), südkoreanischer Eisschnellläufer
- Lee, Kyu-hyong (* 1997), südkoreanischer Sprinter
- Lee, Kyung-hwan (1988–2012), südkoreanischer Fußballspieler
- Lee, Kyung-ja (* 1964), südkoreanische Eisschnellläuferin
- Lee, Kyung-won (* 1980), südkoreanische Badmintonspielerin
- Lee, Kyung-Yung (* 1966), südkoreanischer Boxer im Strohgewicht

#### Lee, L
- Lee, Lai-shan (* 1970), chinesische Seglerin (Hongkong)
- Lee, Lang (* 1986), südkoreanische Sängerin
- Lee, Lara, australische Fußballschiedsrichterin
- Lee, Larry (1943–2007), US-amerikanischer Gitarrist
- Lee, Laurel (* 1974), US-amerikanische Politikerin
- Lee, Laurie (1914–1997), britischer Dichter, Romancier und Drehbuchautor
- Lee, Lawrence (* 1948), Schweizer Künstler und Dichter
- Lee, Leapy (* 1939), britischer Sänger
- Lee, Lester (1903–1956), US-amerikanischer Filmkomponist
- Lee, Lila († 1973), US-amerikanische Schauspielerin
- Lee, Lilian (* 1958), hongkong-chinesische Schriftstellerin
- Lee, Lim-saeng (* 1971), südkoreanischer Fußballspieler
- Lee, Linus Seong-hyo (* 1957), südkoreanischer Geistlicher, römisch-katholischer Bischof von Masan
- Lee, Lisa, US-amerikanische Schauspielerin
- Lee, Lok Yin (* 2001), chinesischer Dartspieler (Hongkong)
- Lee, Lonnie (* 1940), australischer Sänger
- Lee, Lorelei (* 1981), US-amerikanische Pornodarstellerin und DrehbuchautorinLorelei Lee (* 1981)

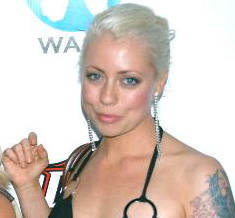
Lorelei Lee (* 1981)

#### Lee, M
- Lee, M. Lindley (1805–1876), US-amerikanischer Arzt und Politiker
- Lee, Mabel Ping-Hua (1896–1966), chinesische Feministin und Gemeindeleiterin
- Lee, Malcolm (* 1990), US-amerikanischer Basketballspieler
- Lee, Malcolm D. (* 1970), US-amerikanischer Regisseur und Drehbuchautor
- Lee, Man Tat (1929–2021), chinesischer Unternehmer und Milliardär
- Lee, Man-hee (* 1931), koreanischer MissionarLee Man-hee (* 1931)

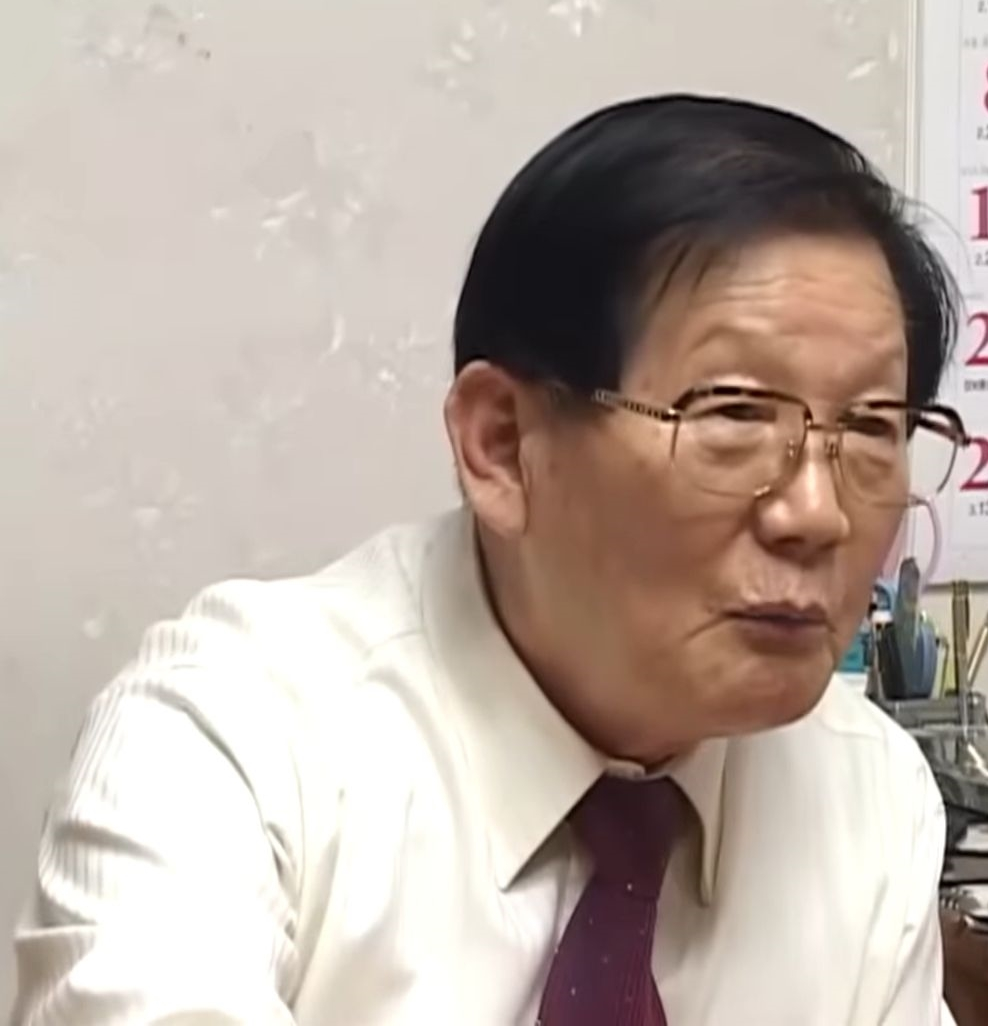
Lee Man-hee (* 1931)

- Lee, Man-hee (1931–1975), südkoreanischer Filmregisseur
- Lee, Manfred B. (1905–1971), US-amerikanischer Krimi-Schriftsteller
- Lee, Marc (* 1969), Schweizer Medien- und Computerkünstler
- Lee, Marchy (* 1976), hongkong-chinesischer Rennfahrer
- Lee, Margaret (1943–2024), britische Schauspielerin
- Lee, Marie Myung-Ok (* 1964), US-amerikanische Schriftstellerin und Essayistin
- Lee, Marjorie, US-amerikanische Pop- und Jazzsängerin
- Lee, Mark (* 1958), australischer Schauspieler, Filmproduzent und Regisseur
- Lee, Mark (* 1979), englischer Fußballspieler
- Lee, Mark C. (* 1952), US-amerikanischer Astronaut
- Lee, Mark Ping Bin (* 1954), taiwanischer Kameramann
- Lee, Marqise (* 1991), US-amerikanischer American-Football-Spieler
- Lee, Martin (* 1938), chinesischer Politiker und Anwalt
- Lee, Martin (* 1989), neuseeländischer Eishockeyspieler
- Lee, Mary (1821–1909), irisch-australische Kämpferin für das Frauenwahlrecht
- Lee, Mary Anna Randolph Custis (1808–1873), Frau von Robert E. Lee
- Lee, Mary Digges (1745–1805), US-amerikanische Frau während des Amerikanischen Unabhängigkeitskrieges
- Lee, Mason (* 1990), US-amerikanischer Schauspieler
- Lee, Matt (* 1965), US-amerikanischer Journalist
- Lee, Matthew Shieh-Ming (* 1956), taiwanischer Diplomat
- Lee, Matty (* 1998), britischer Wasserspringer
- Lee, Max (* 1988), chinesischer Squashspieler (Hongkong)
- Lee, McKenzie (* 1979), britische PornodarstellerinMcKenzie Lee (* 1979)

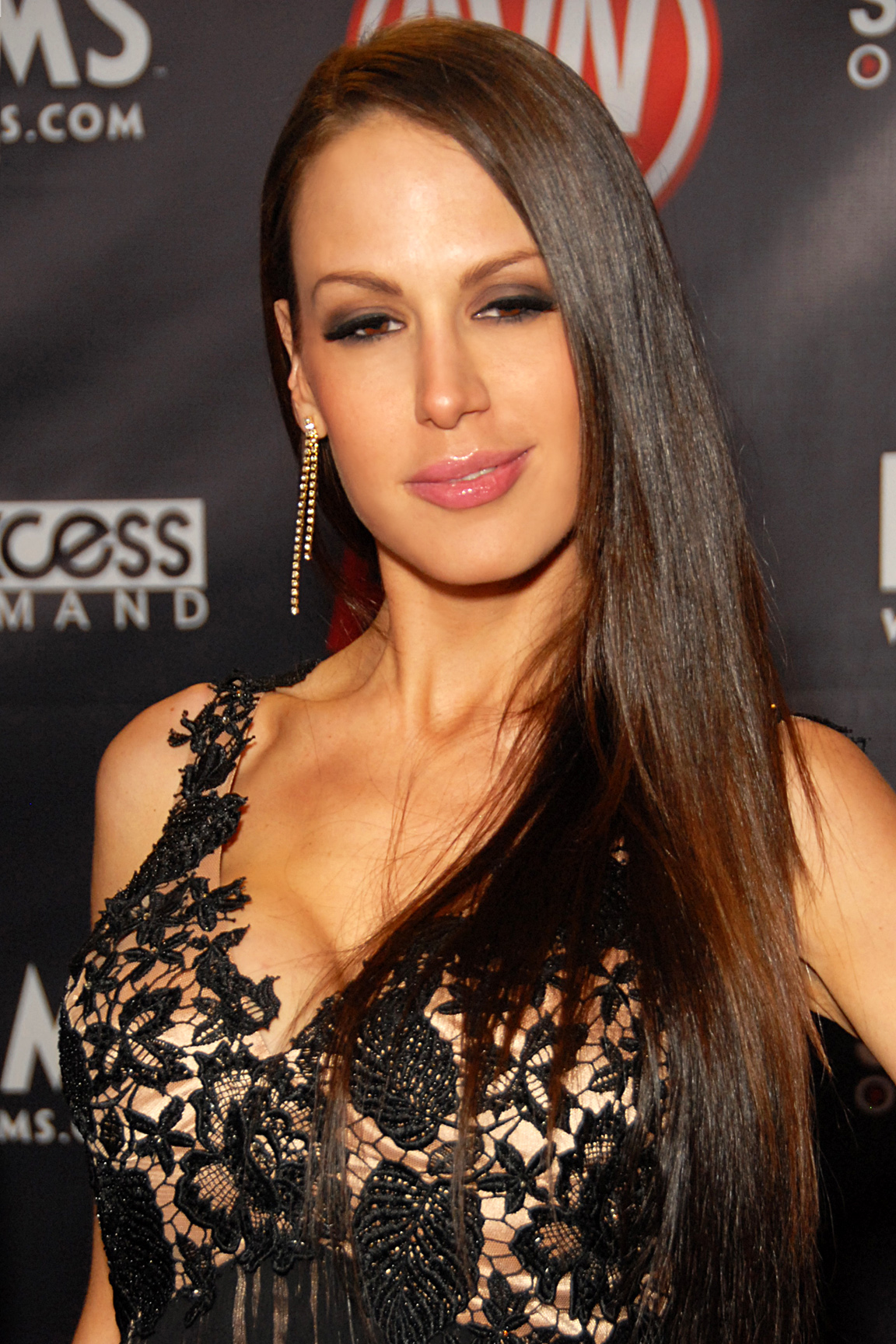
McKenzie Lee (* 1979)

- Lee, Megan (* 1995), koreanisch-amerikanische Schauspielerin, Regisseurin und Singer-Songwriterin
- Lee, Megan (* 1996), US-amerikanische Schachspielerin und internationaler Meister der Frauen
- Lee, Melissa (* 1966), neuseeländische Politikerin der New Zealand National Party
- Lee, Melissa (* 1989), deutsche Modedesignerin und Webvideoproduzentin
- Lee, Meng Yean (* 1994), malaysische Badmintonspielerin
- Lee, Meng-yuan (* 1960), Badmintonspieler aus Chinesisch Taipeh
- Lee, Meng-yuan (* 1994), taiwanischer Sportschütze
- Lee, Mi-gyu (* 1988), südkoreanische Behindertensportlerin im Tischtennis
- Lee, Mi-kyung (* 1975), südkoreanische Marathonläuferin
- Lee, Mi-ok (* 1968), südkoreanische Marathonläuferin
- Lee, Mi-ye (* 1990), südkoreanische Schriftstellerin
- Lee, Mi-young (* 1979), südkoreanische Kugelstoßerin
- Lee, Micah, Technologieanalyst, Blogger
- Lee, Michael (1969–2008), britischer Schlagzeuger
- Lee, Michael Andrew (* 1958), britischer Speedway- und Langbahnfahrer
- Lee, Michele (* 1942), US-amerikanische Schauspielerin und Sängerin
- Lee, Mike (* 1971), US-amerikanischer Jurist und Politiker der Republikanischen Partei
- Lee, Min Jin (* 1968), koreanisch-amerikanische Schriftstellerin und Journalistin
- Lee, Min-ah (* 1991), südkoreanische Fußballspielerin
- Lee, Min-ho (* 1987), südkoreanischer Sänger, Schauspieler und ModelLee Min-ho (* 1987)

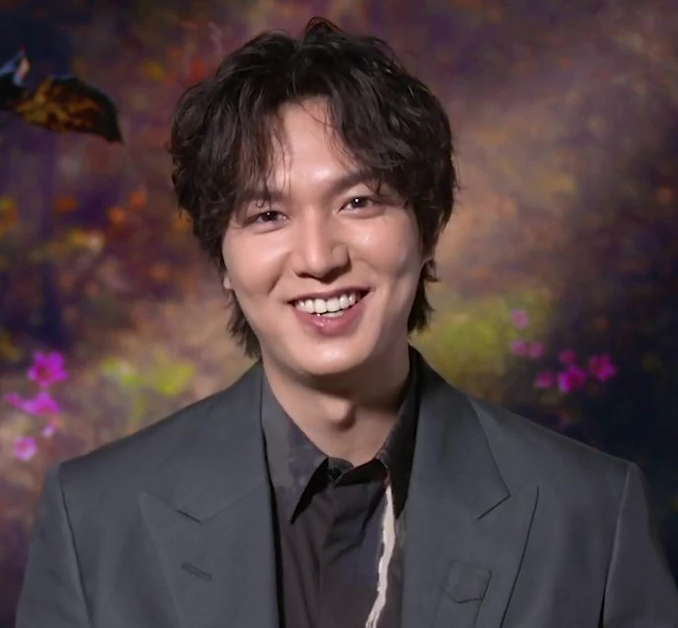
Lee Min-ho (* 1987)

- Lee, Min-ji (* 1995), südkoreanische Badmintonspielerin
- Lee, Min-jung (* 1982), südkoreanische SchauspielerinLee Min-jung (* 1982)

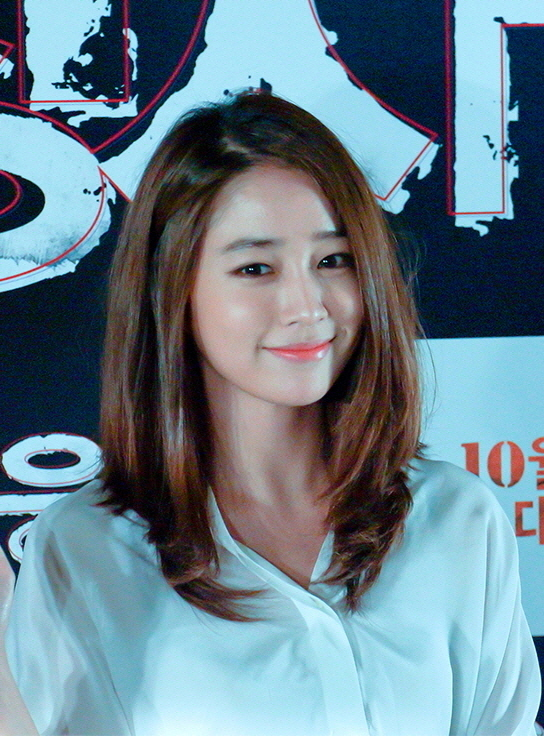
Lee Min-jung (* 1982)

- Lee, Min-ki (* 1985), südkoreanischer Schauspieler
- Lee, Min-seong (* 1973), südkoreanischer Fußballspieler und -trainer
- Lee, Min-woo (* 1979), südkoreanischer Sänger
- Lee, Min-young (* 1991), südkoreanische Fußballtrainerin
- Lee, Minjee (* 1996), australische Golferin
- Lee, Minkyu, koreanischer Animator
- Lee, Monika (* 1994), philippinisch-US-amerikanische Fußballspielerin
- Lee, Monique van der (* 1973), niederländische Judoka
- Lee, Mou-chou (* 1971), taiwanischer Badmintonspieler
- Lee, Muna (1895–1965), US-amerikanische Lyrikerin und Übersetzerin
- Lee, Muna (* 1981), US-amerikanische Sprinterin
- Lee, Myung-bak (* 1941), südkoreanischer Politiker, ehemaliger Staatspräsident
- Lee, Myung-hee (* 1969), südkoreanische Badmintonspielerin
- Lee, Myung-se (* 1957), südkoreanischer Filmregisseur

#### Lee, N
- Lee, N. Warner (* 1937), US-amerikanischer Jurist und Politiker
- Lee, Na-eun (* 1999), südkoreanische Sängerin und Schauspielerin
- Lee, Na-ra (* 1980), südkoreanische Schauspielerin
- Lee, Na-young (* 1979), südkoreanische Schauspielerin
- Lee, Nak-yon (* 1951), südkoreanischer Politiker und Premierminister
- Lee, Nam-sun (* 1961), südkoreanische Eisschnellläuferin
- Lee, Nana (* 1985), indonesische Sängerin und Schauspielerin
- Lee, Nanrisa (* 1980), US-amerikanische Schauspielerin
- Lee, Nat (1954–2024), US-amerikanischer Musiker (Keyboards, Arrangement)
- Lee, Nathaniel († 1692), englischer Dramatiker
- Lee, Nathaniel Jr. (* 1989), US-amerikanischer Schauspieler
- Lee, Neddy (1878–1940), englischer Fußballspieler
- Lee, Nela (* 1980), deutsche Schauspielerin und ModeratorinNela Lee (* 1980)

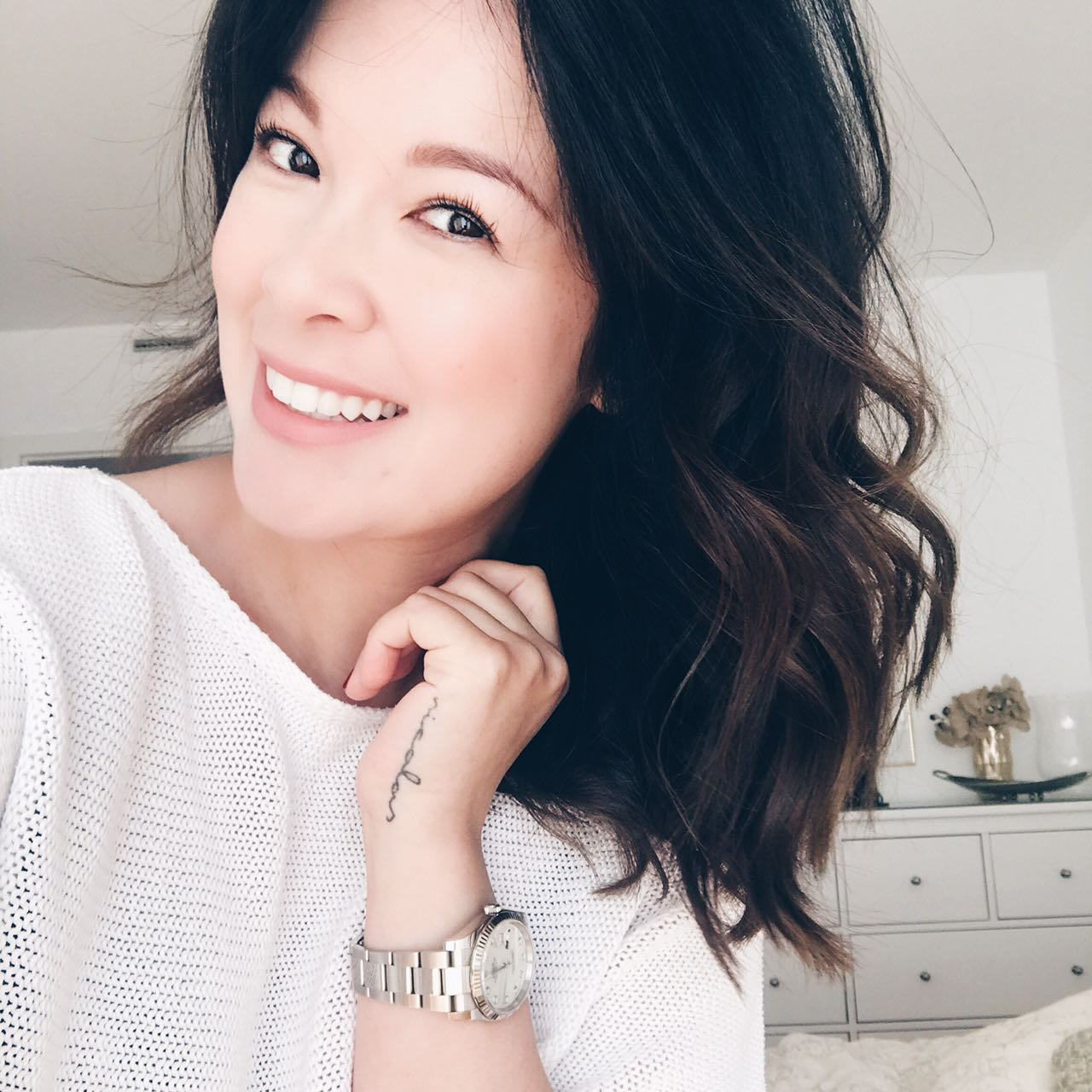
Nela Lee (* 1980)

- Lee, Nelson (* 1975), kanadischer Schauspieler taiwanischer Herkunft
- Lee, Nikki S. (* 1970), koreanisch-amerikanische Multimedialkünstlerin
- Lee, Nina, US-amerikanische Cellistin und Musikpädagogin
- Lee, Norvel (1924–1992), US-amerikanischer Boxer

#### Lee, O
- Lee, Ok-sung (* 1981), südkoreanischer Boxer
- Lee, Okkyung (* 1975), südkoreanische Cellistin (Interpretin, Improvisatorin) und Komponistin
- Lee, Olivia (* 1981), britische Schauspielerin
- Lee, Olly (* 1991), englischer Fußballspieler
- Lee, Opal (* 1926), US-amerikanische Aktivistin für die Einführung des Juneteenth-Feiertages
- Lee, Orion, australisch-chinesischer Theater- und Filmschauspieler

#### Lee, P
- Lee, Packy, irischer Schauspieler
- Lee, Pat (1944–2023), irischer Politiker (Fine Gael)
- Lee, Pat (* 1975), kanadischer Comiczeichner und Verleger
- Lee, Patrick A. (* 1946), US-amerikanischer theoretischer Festkörperphysiker
- Lee, Paul Sun-Hyung (* 1972), kanadischer Schauspieler und Fernsehmoderator
- Lee, Peggy (1920–2002), US-amerikanische Sängerin und SchauspielerinPeggy Lee (1920–2002)

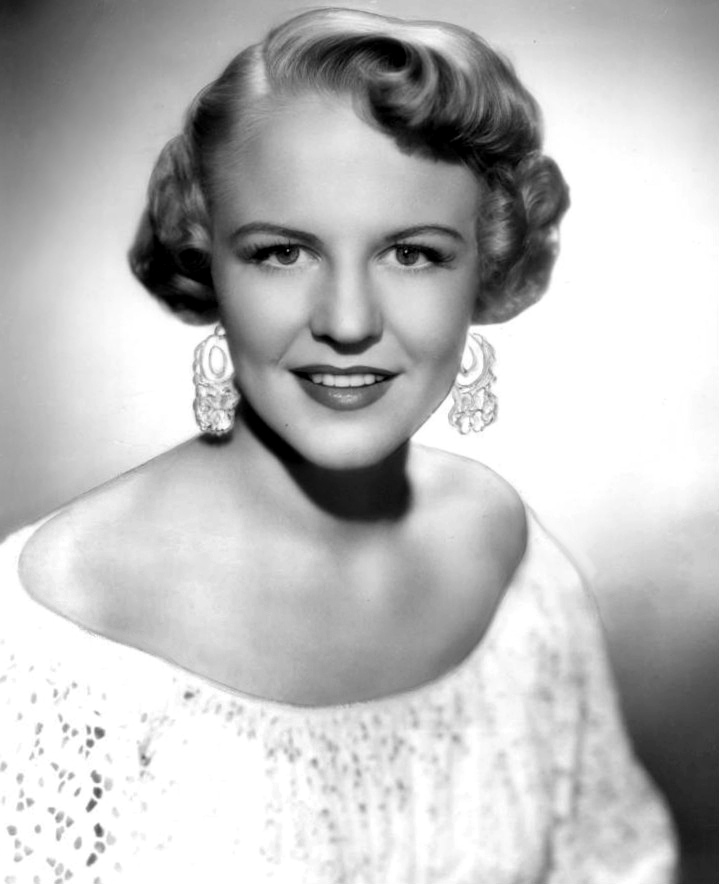
Peggy Lee (1920–2002)

- Lee, Peggy (* 1963), kanadische Jazz- und Improvisationscellistin
- Lee, Pei-chi (* 1994), taiwanische Tennisspielerin
- Lee, Peter John (* 1956), kanadischer Eishockeyspieler und -trainer
- Lee, Peter Ki-heon (* 1947), nordkoreanischer Geistlicher, emeritierter römisch-katholischer Bischof von Uijeongbu
- Lee, Peyton Elizabeth (* 2004), US-amerikanische Schauspielerin
- Lee, Phil (1943–2024), britischer Jazz- und Rockgitarrist
- Lee, Philip S. (* 1944), kanadischer Chemiker, Vizegouverneur von Manitoba
- Lee, Phillip (* 1970), britischer Politiker

#### Lee, Q
- Lee, Quede (* 1913), südkoreanischer Maler

#### Lee, R
- Lee, Ranee (* 1942), kanadische Jazzsängerin
- Lee, Re (* 2006), südkoreanische Schauspielerin
- Lee, Reggie (* 1975), philippinisch-amerikanischer SchauspielerReggie Lee (* 1975)

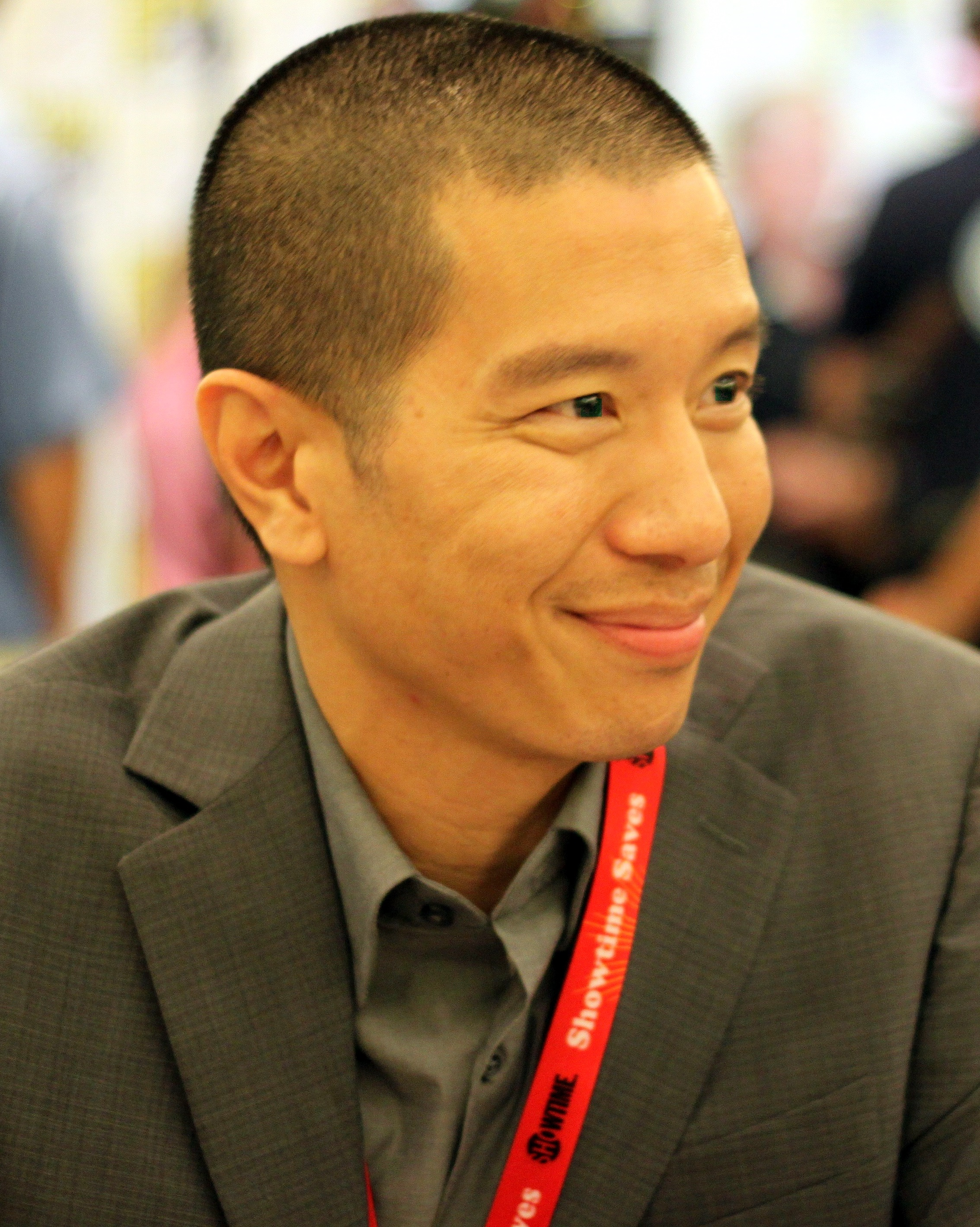
Reggie Lee (* 1975)

- Lee, Reginald (1870–1913), Ausguck an Bord der Titanic
- Lee, Reuben Rainer (* 2002), singapurischer Sprinter
- Lee, Rex (* 1969), US-amerikanischer Schauspieler
- Lee, Rex E. (1935–1996), US-amerikanischer Jurist und United States Solicitor General
- Lee, Rich (* 1978), US-amerikanischer Filmregisseur
- Lee, Richard (* 1933), US-amerikanischer Großmeister der Kampfkunst
- Lee, Richard B. (* 1937), kanadischer Anthropologe
- Lee, Richard Bland (1761–1827), US-amerikanischer Politiker
- Lee, Richard Henry (1732–1794), sechster Präsident des Kontinentalkongresses, Unterzeichner der Verfassung der Vereinigten Staaten
- Lee, Rita (1947–2023), brasilianische Sängerin, Komponistin und Instrumentalistin
- Lee, Rob (* 1966), englischer Fußballspieler
- Lee, Robert Edward (1807–1870), Oberst des US-Heeres und Oberbefehlshaber des konföderierten Heeres im SezessionskriegRobert Edward Lee (1807–1870)

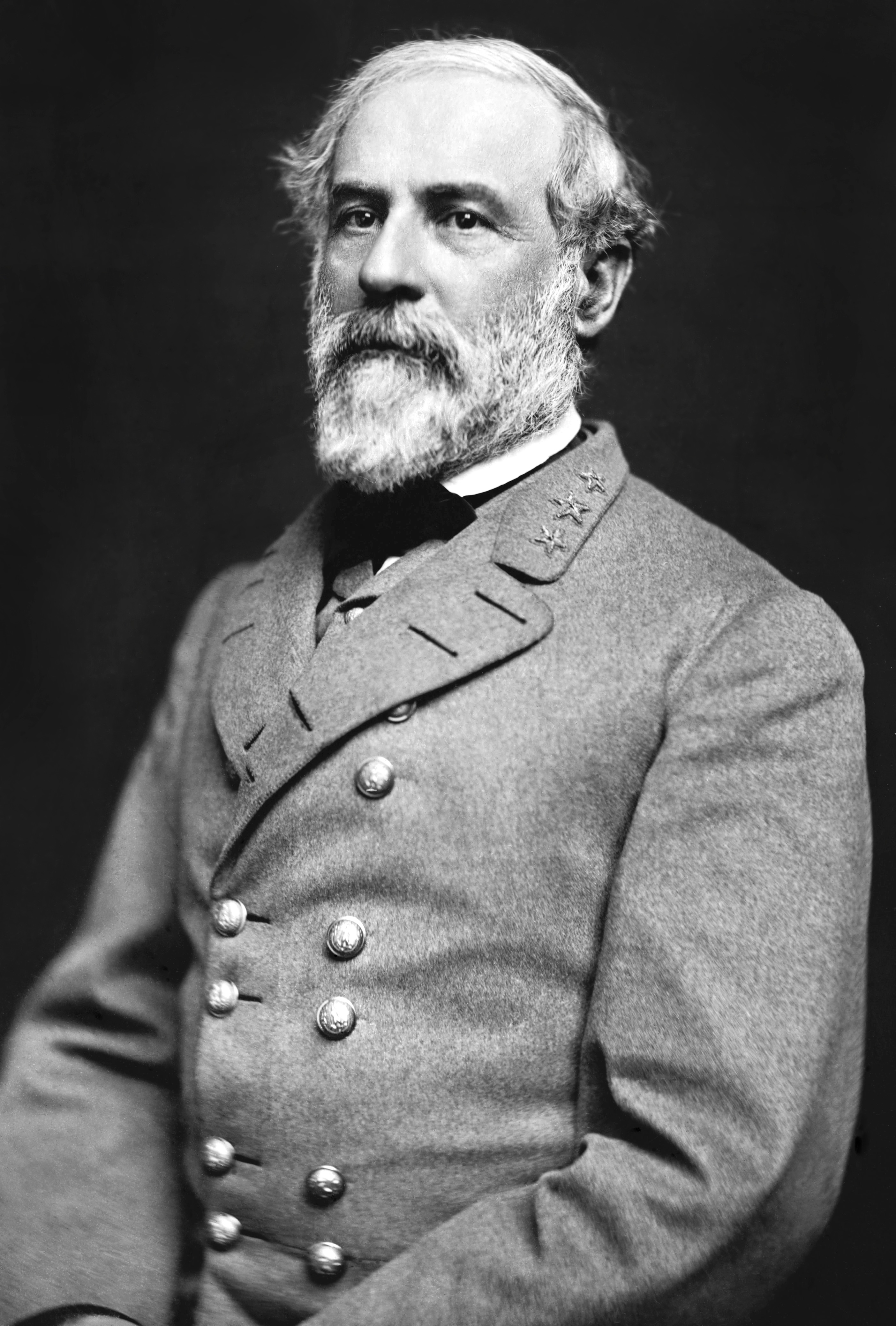
Robert Edward Lee (1807–1870)

- Lee, Robert Emmett (1868–1916), US-amerikanischer Politiker
- Lee, Robert N. (1890–1964), US-amerikanischer Drehbuchautor
- Lee, Robert Quincy (1869–1930), US-amerikanischer Politiker
- Lee, Robin (1919–1997), US-amerikanischer Eiskunstläufer
- Lee, Robinne (* 1974), US-amerikanische Schauspielerin
- Lee, Ronald (1934–2020), kanadischer Roma-Autor, Linguist und Aktivist
- Lee, Ronald (* 1941), US-amerikanischer Demograf, Wirtschaftswissenschaftler und Hochschullehrer
- Lee, Ronnie, US-amerikanischer MC, Musiker und Labelbetreiber
- Lee, Rowland V. (1891–1975), US-amerikanischer Regisseur, Schauspieler, Produzent
- Lee, Roy (* 1969), US-amerikanischer FilmproduzentRoy Lee (* 1969)

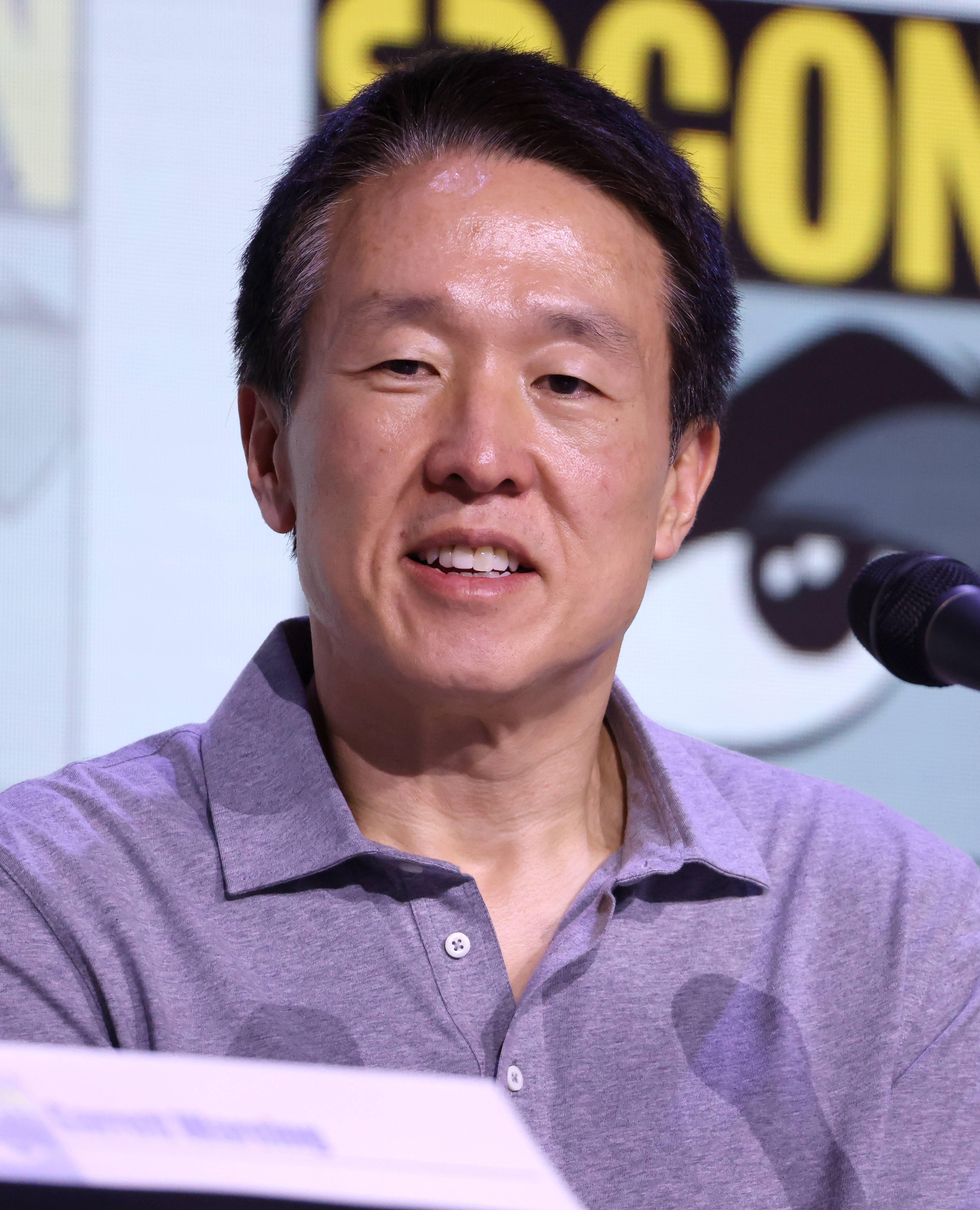
Roy Lee (* 1969)

- Lee, Russell (1903–1986), US-amerikanischer Fotograf
- Lee, Ruta (* 1936), kanadische Schauspielerin
- Lee, Ryan (* 1996), US-amerikanischer Schauspieler
- Lee, Ryol-li (* 1982), japanischer Boxer im Superbantamgewicht

#### Lee, S
- Lee, Sammy (1890–1968), US-amerikanischer Tänzer, Choreograf und Filmregisseur von Kurzfilmen
- Lee, Sammy (* 1959), englischer Fußballspieler und -trainer
- Lee, Sammy (* 1999), britischer bzw. walisischer Boxer
- Lee, Samuel (1783–1852), britischer Orientalist und anglikanischer Geistlicher
- Lee, Samuel (1920–2016), US-amerikanischer Wasserspringer
- Lee, Samuel Phillips (1812–1897), Offizier in der US-Navy
- Lee, Sandra (* 1970), US-amerikanische Dermatologin, Webvideoproduzentin und Fernsehpersönlichkeit
- Lee, Sang Chun (1954–2004), südkoreanischer Billardspieler
- Lee, Sang-bok (* 1968), südkoreanischer Badmintonspieler
- Lee, Sang-hee (* 1945), südkoreanischer Politiker und Verteidigungsminister
- Lee, Sang-ho (* 1981), südkoreanischer Fußballspieler
- Lee, Sang-ho (* 1995), südkoreanischer Snowboarder
- Lee, Sang-hun (* 1975), südkoreanischer Fußballspieler
- Lee, Sang-hwa (* 1989), südkoreanische Eisschnellläuferin
- Lee, Sang-hyeok (* 1996), südkoreanischer E-SportlerLee Sang-hyeok (* 1996)

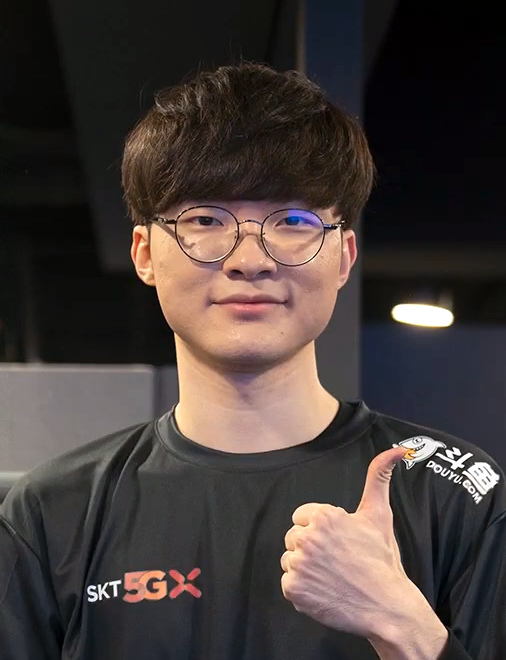
Lee Sang-hyeok (* 1996)

- Lee, Sang-il (* 1974), japanischer Filmregisseur koreanischer Herkunft
- Lee, Sang-jin (* 2000), südkoreanischer Fußballspieler
- Lee, Sang-joon (* 1992), südkoreanischer Badmintonspieler
- Lee, Sang-ki (* 1966), südkoreanischer Florettfechter
- Lee, Sang-su (* 1990), südkoreanischer Tischtennisspieler
- Lee, Sang-yi (* 1922), südkoreanischer Fußballspieler
- Lee, Sang-yoon (* 1969), südkoreanischer Fußballspieler
- Lee, Sara (1992–2022), US-amerikanische Wrestlerin
- Lee, Sarah Bowdich (1791–1856), britische Naturkundlerin, Autorin und Illustratorin
- Lee, Scarlett (* 1997), britische Popsängerin
- Lee, Scott (* 1949), kanadischer Sprint-Kanute
- Lee, Scott (* 1979), US-amerikanischer Bratschist und Musikpädagoge
- Lee, Se-Jin (* 1958), koreanisch-amerikanischer Molekularbiologe und Genetiker
- Lee, Se-young (* 1992), südkoreanische Schauspielerin
- Lee, Sean (* 1986), US-amerikanischer American-Football-Spieler
- Lee, Sebastian (1805–1887), Violoncellist und Komponist
- Lee, Sedol (* 1983), südkoreanischer Go-SpielerLee Sedol (* 1983)

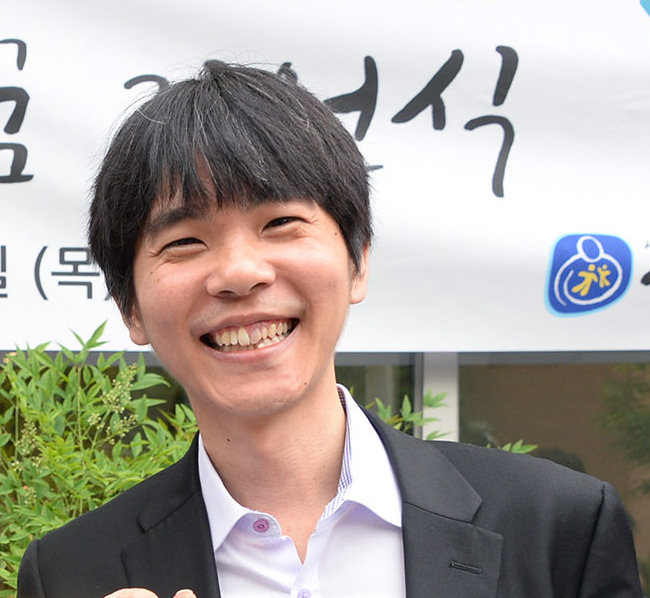
Lee Sedol (* 1983)

- Lee, Seo-el, südkoreanische Schauspielerin und Model
- Lee, Seo-woo (1633–1709), koreanischer Philosoph, Dichter, Politiker und Künstler
- Lee, Seog-Jeong (* 1955), südkoreanische Architektin und Stadtplanerin
- Lee, Seon-bae (* 1939), südkoreanischer Radrennfahrer
- Lee, Seong-ae (* 1962), südkoreanische Eisschnellläuferin
- Lee, Seong-bok (* 1952), südkoreanischer Autor
- Lee, Seong-deok (1912–1968), japanischer Eisschnellläufer
- Lee, Seul-gi (* 1980), südkoreanische Fußballschiedsrichterassistentin
- Lee, Seul-gi (* 1995), südkoreanische Fußballspielerin
- Lee, Seung-bae (* 1971), südkoreanischer Boxer
- Lee, Seung-chul (* 1966), südkoreanischer Sänger
- Lee, Seung-hee (* 1988), südkoreanischer Fußballspieler
- Lee, Seung-hoon (* 1960), südkoreanischer Boxer im Superbantamgewicht
- Lee, Seung-hoon (* 1988), südkoreanischer Eisschnellläufer
- Lee, Seung-hoon (* 2005), südkoreanischer Freestyle-Skier
- Lee, Seung-hun (* 1938), südkoreanischer Radrennfahrer
- Lee, Seung-hyun (* 1997), südkoreanischer E-Sportler
- Lee, Seung-jae (* 1982), südkoreanischer Shorttracker
- Lee, Seung-ryul (* 1989), südkoreanischer Fußballspieler
- Lee, Seung-won (* 1997), südkoreanischer Fußballspieler
- Lee, Seung-woo (* 1998), südkoreanischer FußballspielerLee Seung-woo (* 1998)

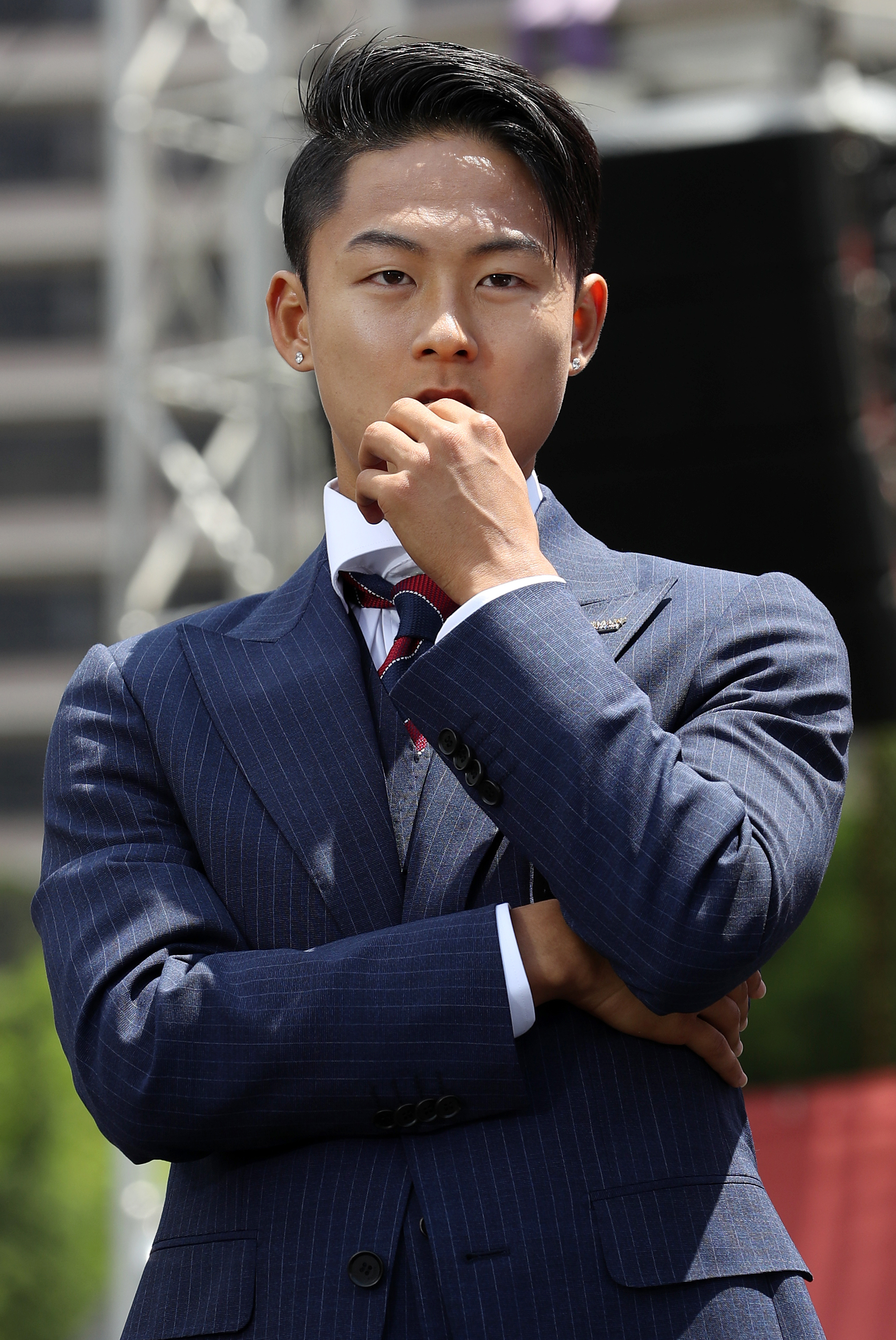
Lee Seung-woo (* 1998)

- Lee, Seung-yun (* 1989), südkoreanischer Hürdensprinter
- Lee, Seung-yun (* 1995), südkoreanischer Bogenschütze
- Lee, Seung-yup (* 1984), südkoreanischer Eishockeyspieler
- Lee, Severn A. (* 1988), Schweizer Fantasy-Autorin
- Lee, Shannon (* 1969), US-amerikanische Schauspielerin und GeschäftsfrauShannon Lee (* 1969)

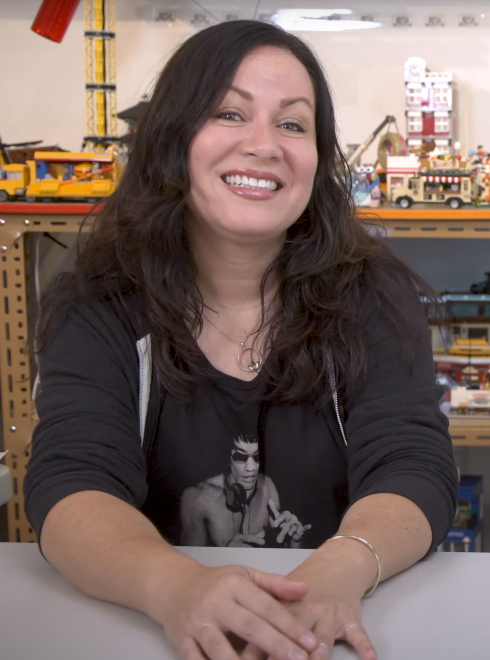
Shannon Lee (* 1969)

- Lee, Sharon (* 1952), US-amerikanische Science-Fiction-Autorin
- Lee, Sharon (* 1963), britische Judoka
- Lee, Shau Kee (1928–2025), chinesischer Mehrheitseigentümer und Vorstandsvorsitzender der Henderson Land Development in Hongkong
- Lee, Sheng-mu (* 1986), taiwanischer Badmintonspieler (Republik China)
- Lee, Sheryl (* 1967), US-amerikanische Schauspielerin
- Lee, Shih-Ying (1918–2018), chinesisch-amerikanischer Erfinder, Ingenieur und Physiker
- Lee, Shin-Hyung (* 2001), deutscher Fußballspieler
- Lee, Si-heon (* 1998), südkoreanischer Fußballspieler
- Lee, Si-young (* 1982), südkoreanische Schauspielerin und ehemalige Amateur-Boxerin
- Lee, Sidney (1859–1926), britischer Biograph und Literaturhistoriker
- Lee, Silas (1760–1814), US-amerikanischer Jurist und Politiker
- Lee, Simon (* 2001), südkoreanischer Sprinter
- Lee, So-dam (* 1994), südkoreanische Fußballspielerin
- Lee, So-hee (* 1994), südkoreanische Badmintonspielerin
- Lee, So-ra (* 1994), südkoreanische Tennisspielerin
- Lee, So-youn (* 1993), südkoreanische Shorttrackerin
- Lee, So-young (* 1985), südkoreanische Politikerin
- Lee, Sonny (1904–1975), US-amerikanischer Posaunist des frühen Jazz
- Lee, Soo Yeon (* 1984), südkoreanische Tischtennisspielerin, Schauspielerin und Model
- Lee, Soo-bin (* 2000), südkoreanischer Fußballspieler
- Lee, Soo-hyuck (* 1949), südkoreanischer Politiker und Diplomat
- Lee, Soo-Hyuk (* 1988), südkoreanisches Model und SchauspielerLee Soo-Hyuk (* 1988)

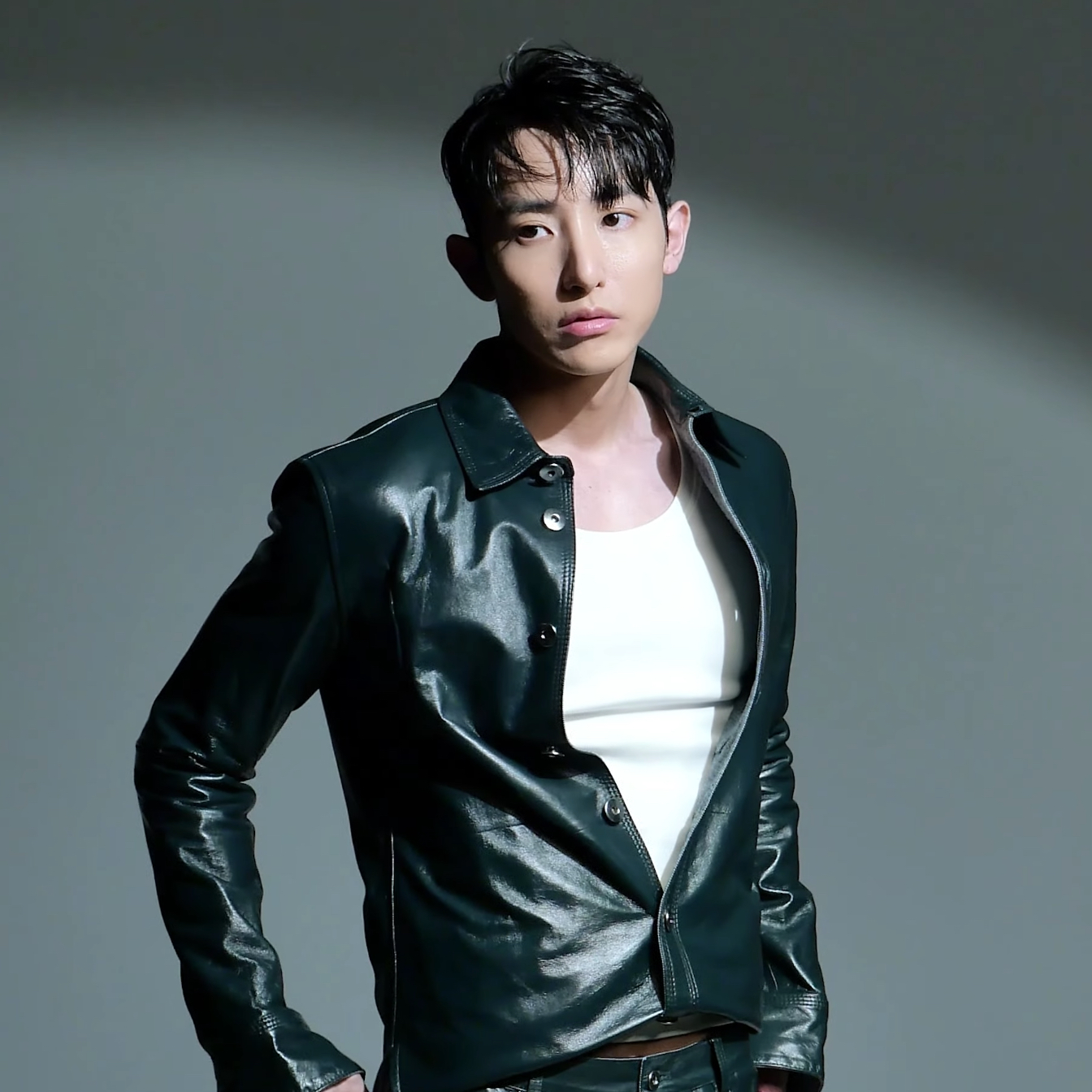
Lee Soo-Hyuk (* 1988)

- Lee, Soo-man (* 1952), südkoreanischer Sänger, Musikproduzent und Gründer von SM Entertainment
- Lee, Soo-nam (1927–1984), südkoreanischer Fußballspieler
- Lee, Soo-sung (* 1939), südkoreanischer Politiker und Premierminister
- Lee, Sook-Yin, kanadische Rocksängerin, Rundfunkmoderatorin Filmschauspielerin, -regisseurin, Drehbuchautorin
- Lee, Soon-deuk (* 1979), südkoreanische Badmintonspielerin
- Lee, Soon-ja (* 1939), südkoreanische First Lady (1980 bis 1988)
- Lee, Soon-ok (* 1947), koreanische Menschenrechtsaktivistin
- Lee, Sophia (1750–1824), englische Schriftstellerin
- Lee, Sophie (* 1968), australische Schauspielerin
- Lee, Spike (* 1957), US-amerikanischer Filmregisseur, Dokumentarfilmer und Filmschauspieler
- Lee, Stacey, neuseeländische Regisseurin
- Lee, Stan (1922–2018), US-amerikanischer Comicautor und -redakteur, Schauspieler und FilmproduzentStan Lee (1922–2018)

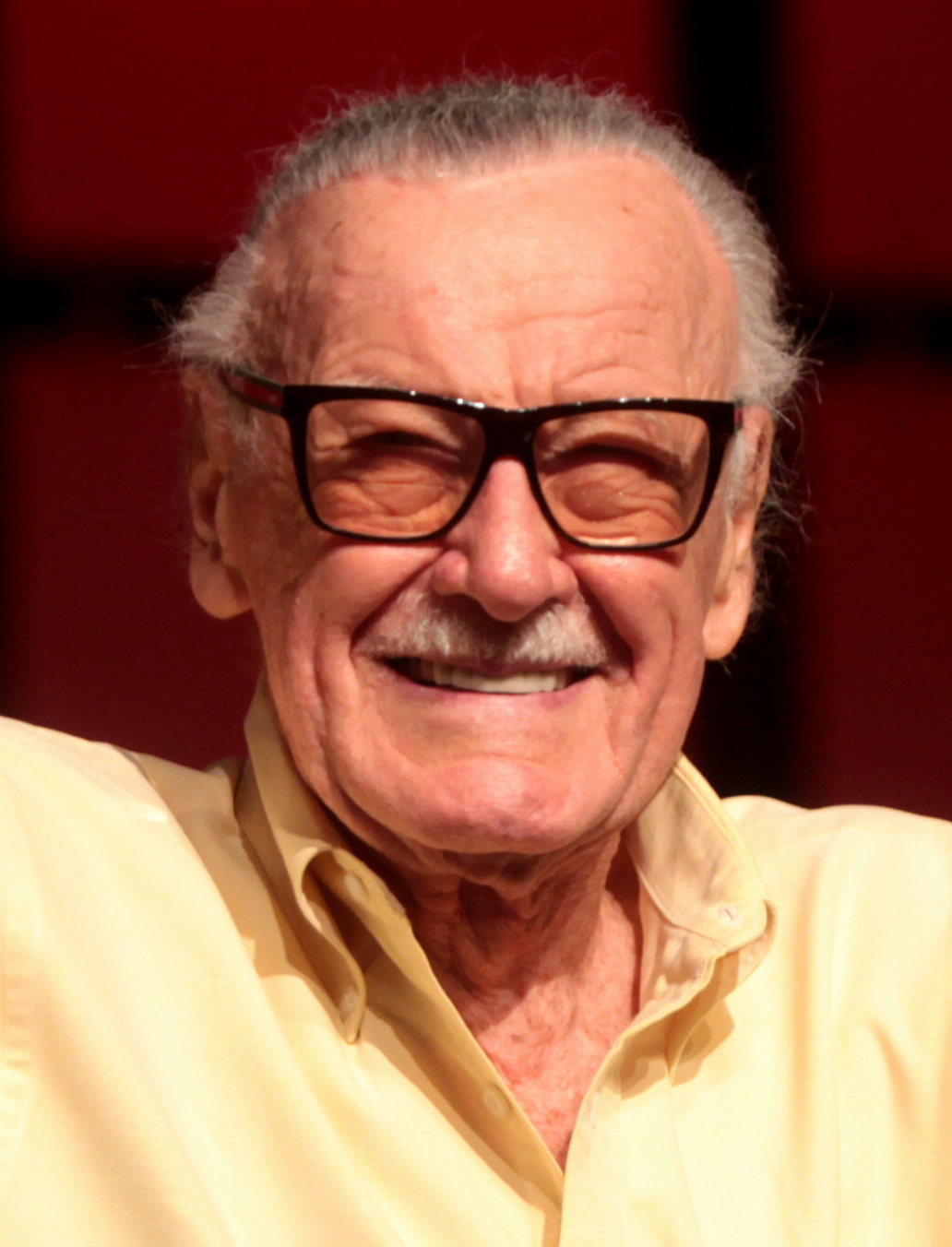
Stan Lee (1922–2018)

- Lee, Stanley R. (1928–1997), US-amerikanischer Werbetexter und Schriftsteller
- Lee, Starry (* 1974), chinesische Politikerin
- Lee, Stephanie (* 1992), amerikanische Basketballspielerin
- Lee, Stephany (* 1984), US-amerikanische Ringerin
- Lee, Stephen (1955–2014), US-amerikanischer Schauspieler
- Lee, Stephen (* 1974), englischer Snookerspieler
- Lee, Stephen (* 1978), australischer Shorttrack-Läufer
- Lee, Stephen (* 1990), britischer Eishockeyspieler
- Lee, Stephen Dill (1833–1908), Politiker und General der Konföderierten im Sezessionskrieg
- Lee, Steve (1963–2010), Schweizer MusikerSteve Lee (1963–2010)

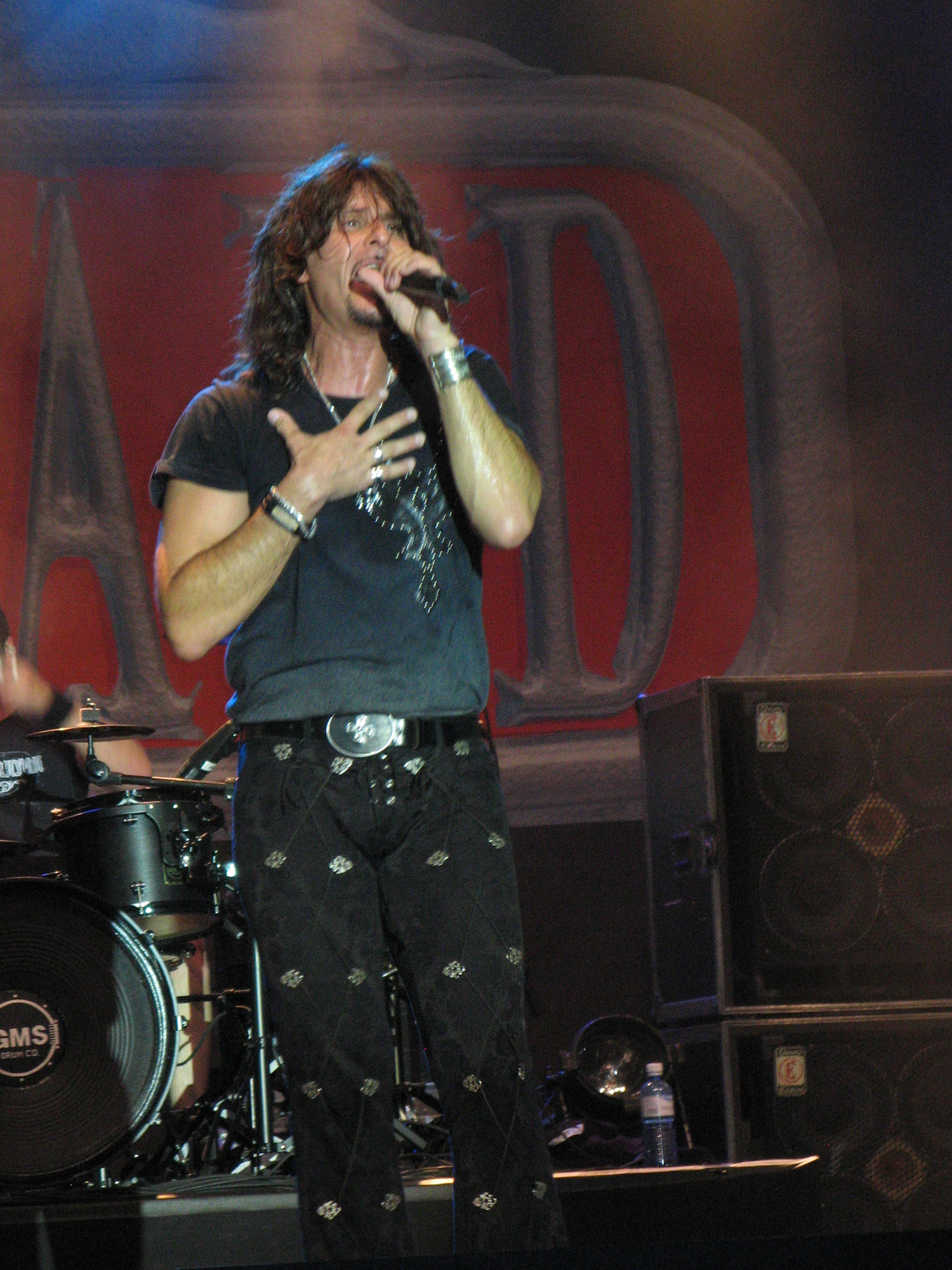
Steve Lee (1963–2010)

- Lee, Steven (* 1962), australischer Skirennläufer
- Lee, Stewart (* 1968), britischer Standup-Comedian, Autor und Regisseur
- Lee, Su-a, südkoreanische Cellistin
- Lee, Su-jin (* 1977), südkoreanischer Filmregisseur
- Lee, Su-jung (* 1993), südkoreanische Kugelstoßerin
- Lee, Su-young (* 1989), südkoreanischer Biathlet
- Lee, Suji (* 1998), südkoreanische Popsängerin
- Lee, Suk-ho (* 1973), südkoreanischer Badmintonspieler
- Lee, Summer (* 1987), US-amerikanische Politikerin der Demokratischen Partei
- Lee, Sun-ae (* 1994), südkoreanische Leichtathletin
- Lee, Sun-bin (* 1994), südkoreanische Schauspielerin und Sängerin
- Lee, Sun-hee (* 1978), südkoreanische Taekwondoin
- Lee, Sun-kyun (1975–2023), südkoreanischer Schauspieler
- Lee, Sun-won (* 1958), südkoreanischer Autor
- Lee, Sun-young (* 1984), südkoreanische Marathonläuferin
- Lee, Sung Hi (* 1970), US-amerikanische Schauspielerin und Aktmodell
- Lee, Sung-jae (* 1970), südkoreanischer Schauspieler
- Lee, Sung-jin (* 1985), südkoreanische Bogenschützin
- Lee, Sung-kyung (* 1990), südkoreanische Schauspielerin, Sängerin und Model
- Lee, Sung-U (* 1959), südkoreanischer Autor
- Lee, Sung-yong (* 1988), südkoreanischer Fußballspieler
- Lee, Sung-yoon (* 2000), südkoreanischer Fußballspieler
- Lee, Sung-yuan (* 1971), taiwanischer Badmintonspieler
- Lee, Sunisa (* 2003), US-amerikanische KunstturnerinSunisa Lee (* 2003)

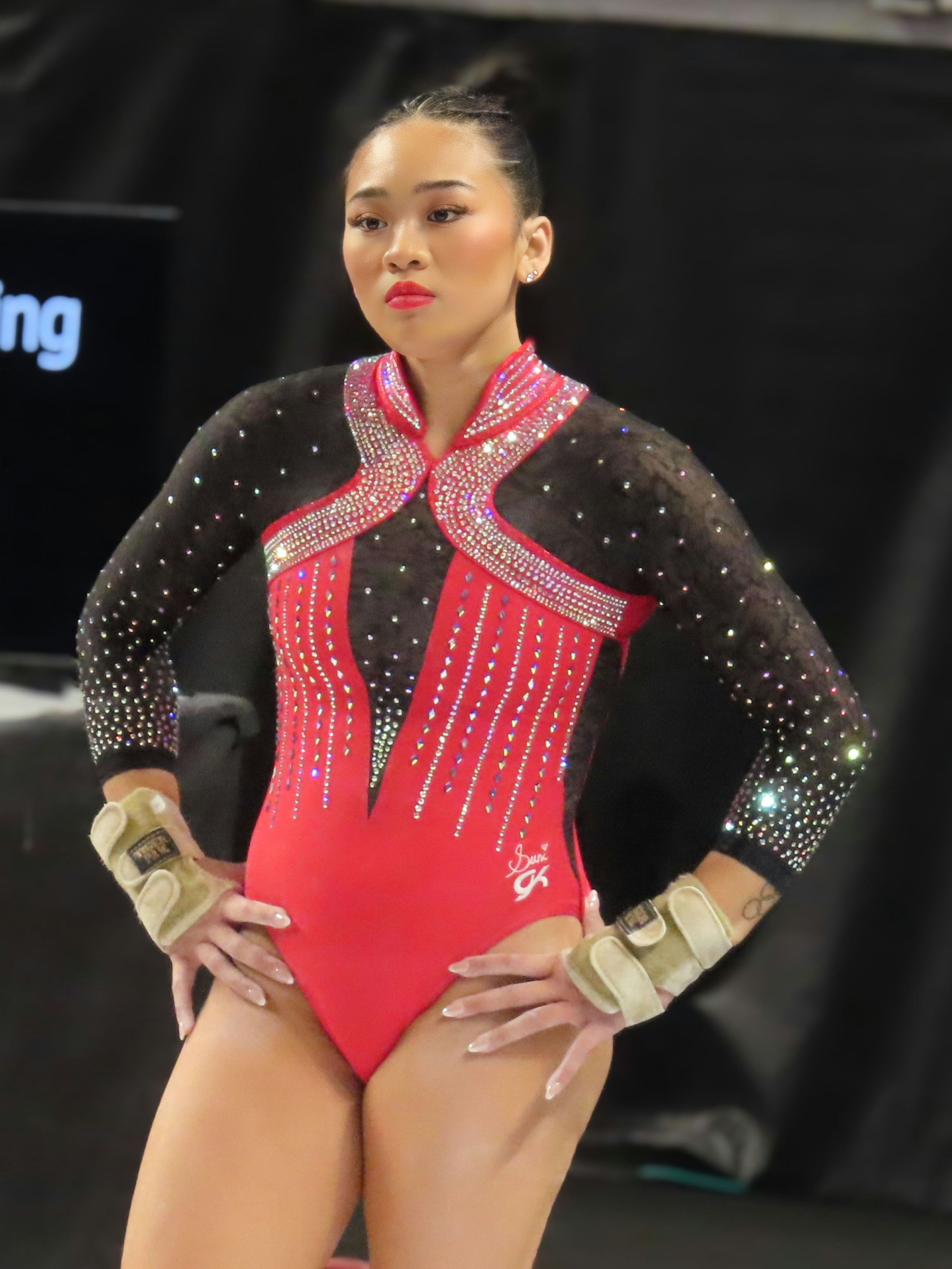
Sunisa Lee (* 2003)

- Lee, Susan (* 1966), australische Ruderin
- Lee, Susanna van, niederländische Schauspielerin
- Lee, Susie (* 1966), amerikanische Politikerin der Demokratischen Partei
- Lee, Sydney (1911–1986), englischer Billardspieler, Snookerschiedsrichter und Billardtrainer
- Lee, Sze-wing (* 2001), hongkong-chinesische Radrennfahrerin

#### Lee, T
- Lee, Tadanari (* 1985), japanischer Fußballspieler
- Lee, Tae-ho (* 1961), südkoreanischer Fußballspieler
- Lee, Tae-seok (* 2002), südkoreanischer Fußballspieler
- Lee, Taemin (* 1993), südkoreanischer Sänger, Tänzer und SchauspielerLee Taemin (* 1993)

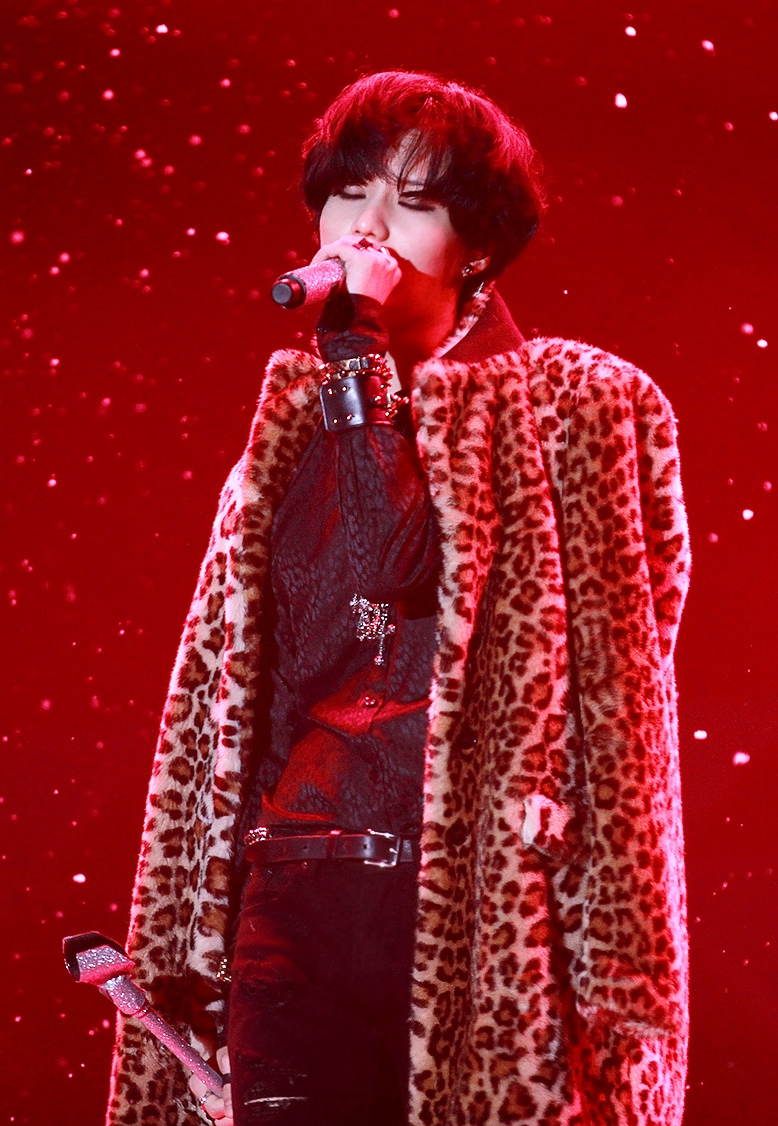
Lee Taemin (* 1993)

- Lee, Tai-young (1914–1998), südkoreanische Anwältin und Richterin
- Lee, Tanith (1947–2015), britische Science-Fiction- und Fantasy-Autorin
- Lee, Teng-hui (1923–2020), taiwanischer Politiker und Präsident der Republik China (Taiwan)
- Lee, Thai (* 1958), koreanisch-amerikanische Unternehmerin
- Lee, Thelma (1916–2012), US-amerikanische Schauspielerin und Komikerin
- Lee, Thomas (1690–1750), britisch-amerikanischer Politiker
- Lee, Thomas (1780–1855), US-amerikanischer Politiker
- Lee, Thomas Sim (1745–1819), US-amerikanischer Politiker
- Lee, Thomas Stirling (1857–1916), britischer Bildhauer
- Lee, Tony (1934–2004), britischer Jazzmusiker
- Lee, Trey (* 1973), chinesisch-kanadischer Cellist
- Lee, Tsuen Seng (* 1979), malaysischer Badmintonspieler
- Lee, Tsung-Dao (1926–2024), US-amerikanischer Physiker
- Lee, Tyrone (* 1987), US-amerikanischer Sänger
- Lee, Tzyy-Sheng (* 1965), taiwanischer Komponist

#### Lee, U
- Lee, Ufan (* 1936), südkoreanischer Maler und Bildhauer
- Lee, Uh-hyeong (* 1966), südkoreanischer Fußballspieler und -trainer
- Lee, Ungno (1904–1989), südkoreanischer Maler

#### Lee, V
- Lee, Vincent (* 1983), deutscher Songwriter, Musikproduzent und FilmkomponistVincent Lee (* 1983)

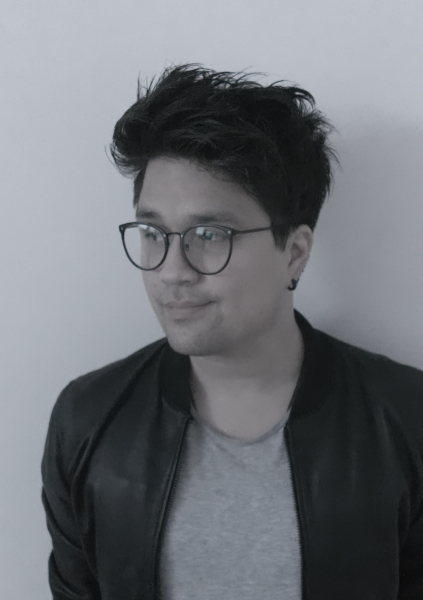
Vincent Lee (* 1983)

- Lee, Virginia (* 1965), australische Ruderin
- Lee, Virginia Man-Yee (* 1945), US-amerikanische Neuropathologin und Immunbiologin

#### Lee, W
- Lee, Wai Leng (* 1969), malaysische Badmintonspielerin
- Lee, Wai-sze (* 1987), chinesische Bahnradsportlerin (Hongkong)
- Lee, Waise (* 1959), chinesischer Schauspieler
- Lee, Walter (1874–1963), australischer Politiker
- Lee, Wan (* 1984), südkoreanischer Schauspieler
- Lee, Wan Wah (* 1975), malaysischer Badmintonspieler
- Lee, Wan-koo (1950–2021), südkoreanischer Politiker
- Lee, Warren I. (1876–1955), US-amerikanischer Jurist und Politiker
- Lee, Wei Cheng (* 1985), taiwanischer Bahn- und Straßenradrennfahrer
- Lee, Wei-jen (* 1975), taiwanischer Badmintonspieler
- Lee, Wen-yi (* 2002), taiwanische Skirennläuferin
- Lee, Wes (* 1994), US-amerikanischer Wrestler
- Lee, Will (1908–1982), US-amerikanischer Schauspieler
- Lee, Will (* 1952), US-amerikanischer Jazzbassist
- Lee, Will Yun (* 1971), US-amerikanischer SchauspielerWill Yun Lee (* 1971)

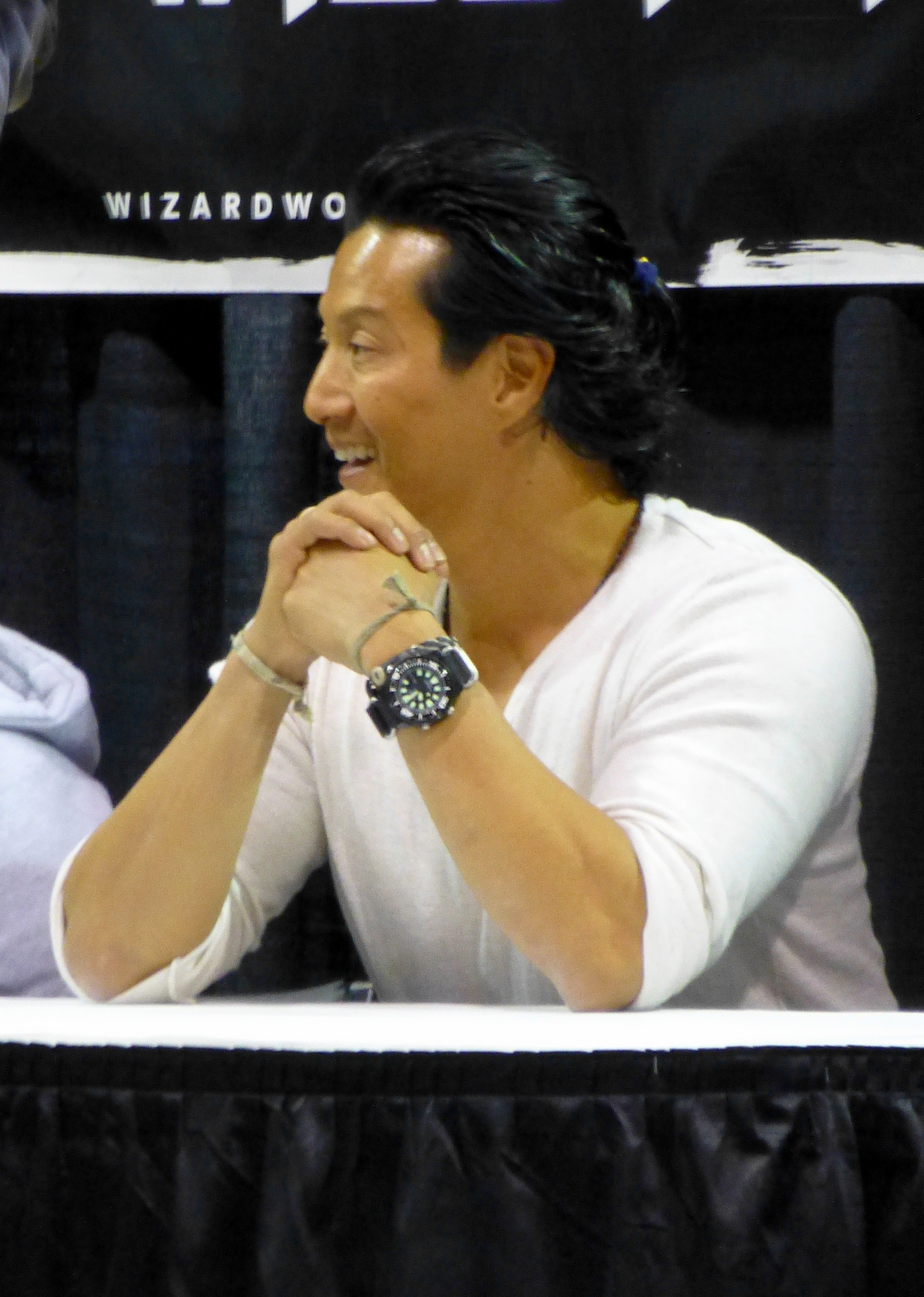
Will Yun Lee (* 1971)

- Lee, William († 1614), englischer Geistlicher und Erfinder des Handkulierstuhls
- Lee, William († 1828), US-amerikanischer Sklave, Leibdiener von George Washington
- Lee, William (1941–2024), irischer Geistlicher, Bischof von Waterford und Lismore
- Lee, William C. (1895–1948), US-amerikanischer Generalmajor der Luftlandetruppen
- Lee, William E. (1882–1955), amerikanischer Jurist und Staatsbediensteter war er Mitglied der amerikanischen Kartellbehörde Interstate Commerce Commission (1930–1952)
- Lee, William Gregory (* 1973), US-amerikanischer Schauspieler
- Lee, William Henry Fitzhugh (1837–1891), General der Konföderierten, Abgeordneter des US-Kongresses
- Lee, William States (1872–1934), US-amerikanischer Elektroingenieur
- Lee, Willis A. (1888–1945), US-amerikanischer Vizeadmiral
- Lee, Witness (1905–1997), chinesischer christlicher Prediger
- Lee, Won-jae (* 1986), südkoreanischer Fußballspieler
- Lee, Won-young (* 1981), südkoreanischer Fußballspieler
- Lee, Wong-jae (* 1986), südkoreanischer Radrennfahrer
- Lee, Woo-seok (* 1997), südkoreanischer Bogenschütze
- Lee, Woon-jae (* 1973), südkoreanischer Fußballtorhüter

#### Lee, Y
- Lee, Ya-hsin (* 2001), taiwanische Tennisspielerin
- Lee, Ya-hsuan (* 1995), taiwanische Tennisspielerin
- Lee, Yang (* 1995), taiwanischer Badmintonspieler
- Lee, Yang-hee (* 1956), südkoreanische Entwicklungspsychologin und Hochschullehrerin
- Lee, Yasmin (* 1984), US-amerikanische SchauspielerinYasmin Lee (* 1984)

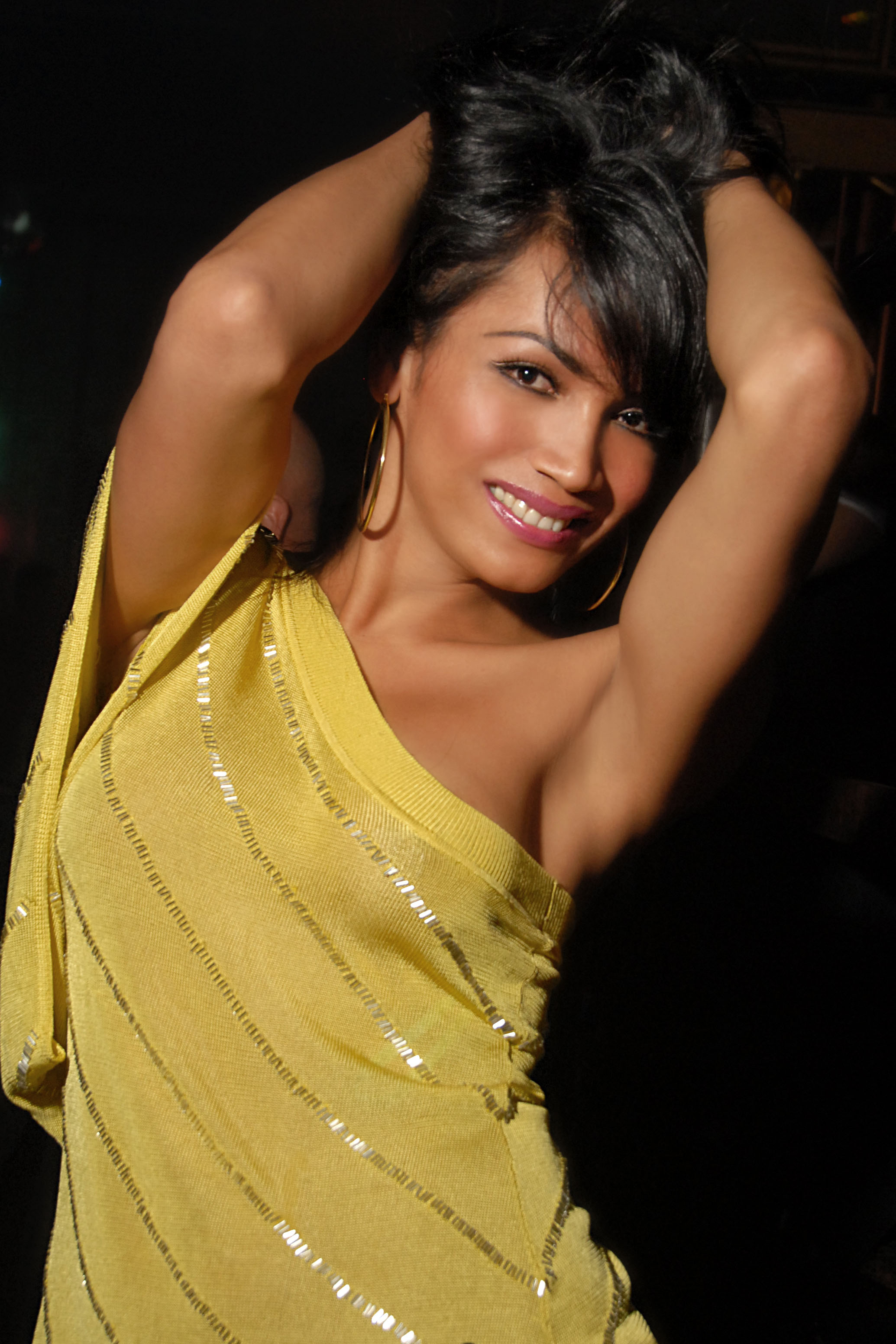
Yasmin Lee (* 1984)

- Lee, Ye-ra (* 1987), südkoreanische Tennisspielerin
- Lee, Yen Hui Kendrick (* 1984), singapurischer Badmintonspieler
- Lee, Yeon-hee (* 1988), südkoreanische Schauspielerin
- Lee, Yeon-ju (* 1964), südkoreanische Eisschnellläuferin
- Lee, Yeon-kyung (* 1981), südkoreanische Hürdenläuferin
- Lee, Yeong-ae (* 1971), südkoreanische Schauspielerin
- Lee, Yeong-ha (1956–2019), südkoreanischer Eisschnellläufer
- Lee, Yeong-min (* 1973), südkoreanisch-argentinischer Fußballspieler und Fußballtrainer
- Lee, Yi Shyan (* 1962), singapurischer Politiker
- Lee, Yo-won (* 1980), südkoreanische Schauspielerin
- Lee, Yong (* 1986), südkoreanischer Fußballspieler
- Lee, Yong-dae (* 1988), südkoreanischer Badmintonspieler
- Lee, Yong-jun (* 1985), südkoreanischer Eishockeyspieler
- Lee, Yong-rae (* 1986), südkoreanischer Fußballspieler
- Lee, Yoo-hyung (1911–2003), südkoreanischer Fußballspieler
- Lee, Yoo-young (* 1989), südkoreanische Schauspielerin
- Lee, Yoon Ha (* 1979), amerikanischer Autor von Science-Fiction und Fantasy
- Lee, Yoon-chul (* 1982), südkoreanischer Hammerwerfer
- Lee, Yoon-ki (* 1965), südkoreanischer Filmregisseur und Drehbuchautor
- Lee, You-mi (* 1994), südkoreanische SchauspielerinLee You-mi (* 1994)

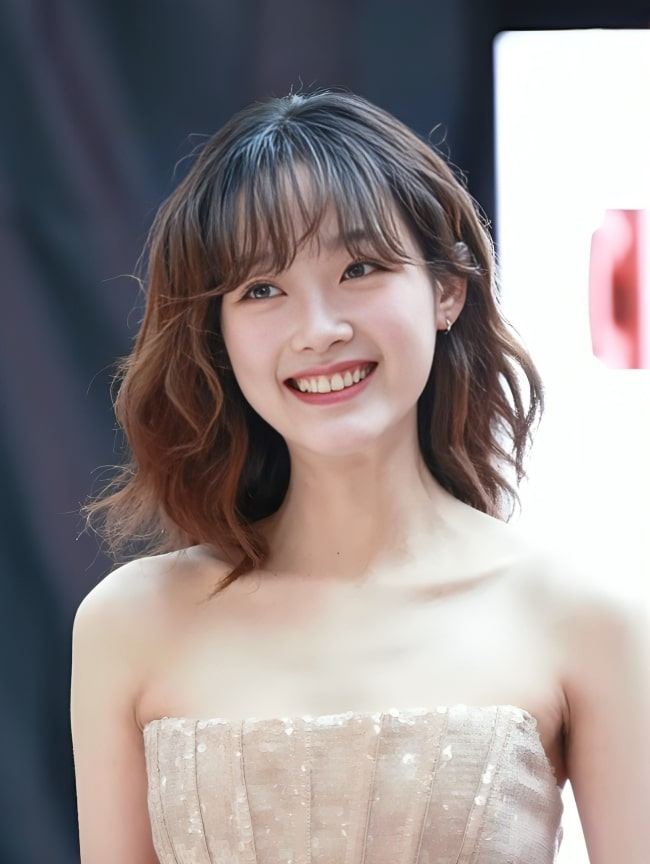
Lee You-mi (* 1994)

- Lee, Young-ah (* 1984), südkoreanische Schauspielerin
- Lee, Young-do (* 1972), südkoreanischer Schriftsteller
- Lee, Young-ho (* 1992), südkoreanischer E-Sportler
- Lee, Young-ik (* 1966), südkoreanischer Fußballspieler und -trainer
- Lee, Young-Jae (* 1951), südkoreanische Keramikkünstlerin
- Lee, Young-jin (* 1963), südkoreanischer Fußballspieler
- Lee, Young-ju, südkoreanische Fußballspielerin
- Lee, Young-pyo (* 1977), südkoreanischer Fußballspieler
- Lee, Young-soon, südkoreanische Badmintonspielerin
- Lee, Young-suk (* 1970), südkoreanische Badmintonspielerin
- Lee, Yu-bin (* 2001), südkoreanische Shorttrackerin
- Lee, Yu-won (* 1984), südkoreanischer Eishockeyspieler
- Lee, Yuan T. (* 1936), taiwanischer Chemiker und Nobelpreisträger für Chemie 1986
- Lee, Yubi (* 1990), südkoreanische Schauspielerin
- Lee, Yul-woo (1967–2009), südkoreanischer Boxer im Fliegengewicht
- Lee, Yun-hwa (* 1985), südkoreanische Badmintonspielerin
- Lee, Yun-oh (* 1999), südkoreanischer Fußballspieler

#### Lee, Z
- Lee, Zi-on (* 1996), südkoreanische Tischtennisspielerin
- Lee, Zii Jia (* 1998), malaysischer Badmintonspieler
- Lee, Zoe (* 1985), britische Ruderin

### Lee-

#### Lee-C
- Lee-Chong, Felipe (* 1997), chilenischer Fußballspieler
- Lee-Chong, Luis, chilenischer Fußballspieler
- Lee-Chong, Óscar (* 1965), chilenischer Fußballspieler

#### Lee-D
- Lee-Davey, Tim (* 1955), britischer Autorennfahrer und Rennstallbesitzer

#### Lee-G
- Lee-Gartner, Kerrin (* 1966), kanadische Skirennläuferin

#### Lee-J
- Lee-Jahnke, Hannelore (* 1945), schweizerische Sprach- und Übersetzungswissenschaftlerin deutscher Herkunft

#### Lee-W
- Lee-Waters, Lindsay (* 1977), US-amerikanische Tennisspielerin
- Lee-Wilson, Pete (* 1960), britischer Schauspieler

### Leeb
- Leeb, Anton (1913–2008), österreichischer Generalstabsoffizier und Generaltruppeninspektor des österreichischen Bundesheeres
- Leeb, Anton Josef (1769–1837), österreichischer Politiker
- Leeb, Bernhard (* 1966), deutscher Mathematiker
- Leeb, Brad (* 1979), kanadischer Eishockeyspieler
- Leeb, Emil (1881–1969), deutscher General der Artillerie und Leiter des Heereswaffenamtes
- Leeb, Eva-Maria (* 1986), deutsche Chorleiterin, Musikpädagogin und Kirchenmusikerin
- Leeb, Floridus (1731–1799), österreichischer Priester und Propst von Stift Klosterneuburg
- Leeb, Greg (* 1977), kanadischer Eishockeyspieler
- Leeb, Hermann (* 1938), deutscher Rechtsanwalt und Politiker (CSU), MdL
- Leeb, Isabella (* 1967), österreichische Politikerin (ÖVP), Landtagsabgeordnete
- Leeb, Johannes (1790–1863), deutscher Bildhauer und Steinmetz
- Leeb, Josef (1921–2005), österreichischer Kapellmeister
- Leeb, Klaus (* 1942), österreichischer Informatiker und Mathematiker
- Leeb, Leonhard (* 1962), österreichischer Trompeter, Autor und Komponist
- Leeb, Leopold (* 1967), österreichischer Philosoph, Theologe, Sinologe, Übersetzer und Professor
- Leeb, Magda (* 1976), österreichische Kabarettistin
- Leeb, Robert (1688–1755), österreichischer Zisterzienser und 55. Abt des Stiftes Heiligenkreuz
- Leeb, Rolf (1924–1986), deutscher Fußballspieler
- Leeb, Root (* 1955), deutsche Schriftstellerin, Malerin, Illustratorin
- Leeb, Rudolf (1902–1993), deutscher politischer Funktionär (SPD)
- Leeb, Rudolf (* 1958), österreichischer Kirchenhistoriker
- Leeb, Susanne (* 1968), deutsche Kunsthistorikerin und Hochschullehrerin
- Leeb, Thomas (* 1977), österreichischer Gitarrist
- Leeb, Tom (* 1989), französischer Komiker, Schauspieler, Sänger und Songwriter
- Leeb, Tosso (* 1967), deutsch-schweizerischer Biochemiker und Genetiker
- Leeb, Wilhelm Ritter von (1876–1956), deutscher Offizier, zuletzt Generalfeldmarschall im Zweiten WeltkriegWilhelm Ritter von Leeb (1876–1956)

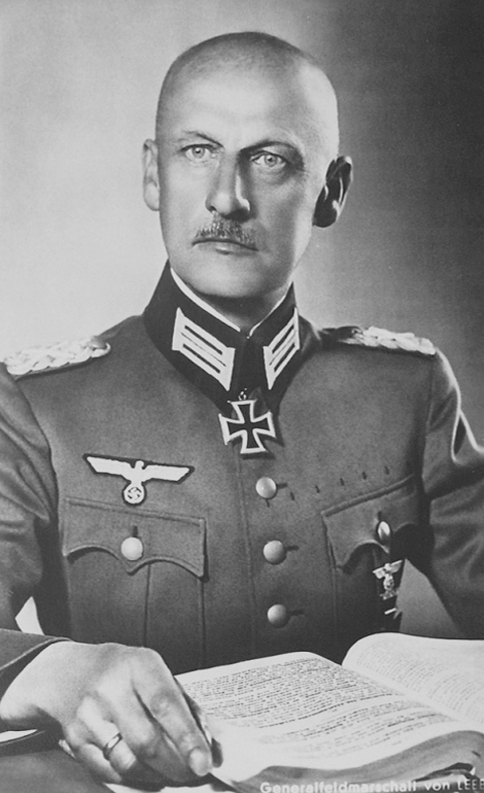
Wilhelm Ritter von Leeb (1876–1956)

### Leec
- Leech, Allen (* 1981), irischer Schauspieler
- Leech, Faith (1941–2013), australische Schwimmerin
- Leech, Geoffrey (1936–2014), britischer Philologe und Sprachwissenschaftler
- Leech, James Russell (1888–1952), US-amerikanischer Politiker
- Leech, John (1817–1864), britischer Zeichner und Karikaturist
- Leech, John (1926–1992), englischer Mathematiker
- Leech, Lauren (* 1986), US-amerikanische Schauspielerin
- Leech, Madelaine (* 2003), britische Radsportlerin
- Leech, Margaret (1893–1974), US-amerikanische Historikerin und Autorin
- Leech, Richard (1922–2004), irischer Schauspieler

### Leed
- Leede van Arkel, Herbaren II. van der, Herr von Arkel, Ter Leede und Polsbroek
- Leede, Bas de (* 1999), niederländischer Cricketspieler
- Leede, Johan I. van der (* 1205), Herr von Schoonhoven, Ter Leede und Polsbroek
- Leede, Johan II. van der († 1304), Herr von Polsbroek und Ter Leede
- Leeden, Birgit van der (* 1955), deutsche Autorin
- Leeder, Karen (* 1962), britische Germanistin, Autorin und Übersetzerin
- Leeder, Sigurd (1902–1981), deutscher Tänzer, Choreograf und Tanzpädagoge
- Leedom, John P. (1847–1895), US-amerikanischer Politiker
- Leeds, Andrea (1914–1984), US-amerikanische Schauspielerin
- Leeds, Brett Ashley, US-amerikanische Politikwissenschaftlerin
- Leeds, Broby (* 1994), US-amerikanischer Freestyle-Skisportler
- Leeds, Morris E. (1869–1952), US-amerikanischer Elektrotechniker
- Leeds, Phil (1916–1998), US-amerikanischer Schauspieler
- Leedskalnin, Edward (1887–1951), lettischer Bildhauer und Ingenieur
- Leedy, Douglas (1938–2015), US-amerikanischer Komponist, Dirigent, Hornist, Cembalist, Sänger und Musikpädagoge
- Leedy, John W. (1849–1935), US-amerikanischer Politiker

### Leef
- Leefers, Wouter (* 1953), niederländischer Hockeyspieler
- Leeflang, Fred (1945–2018), niederländischer Jazzmusiker (Saxophon)
- Leefmans, Crystal (* 1995), surinamische Badmintonspielerin

### Leeg
- Leegaard, Per (* 1982), dänischer Handballspieler
- Leege, Otto (1862–1951), deutscher Lehrer und NaturkunstlerOtto Leege (1862–1951)

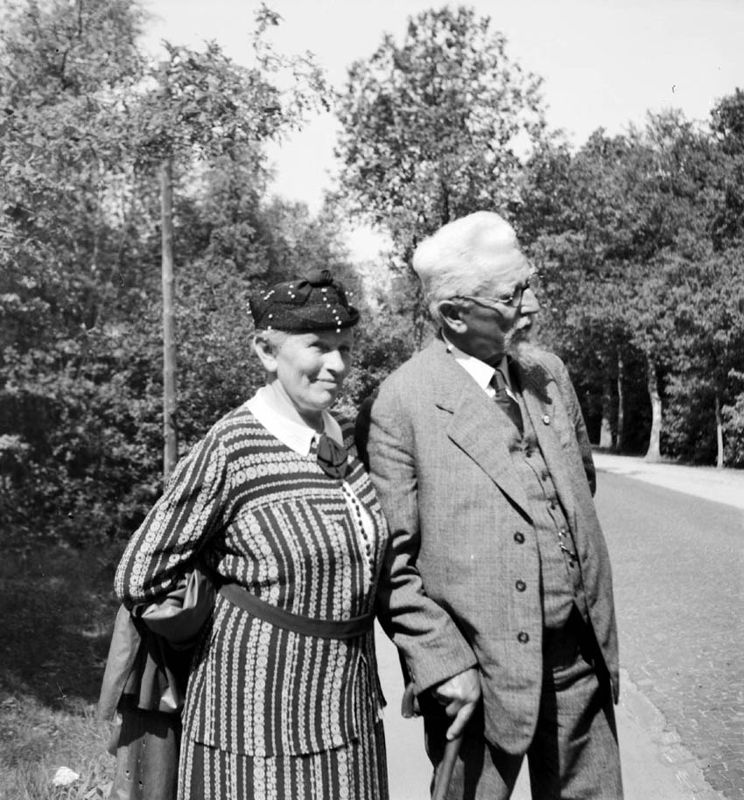
Otto Leege (1862–1951)

- Leeger, Gottlieb (1893–1964), deutscher Politiker (FDP/DVP), MdL
- Leeghwater, Jan Adriaanszoon (1575–1650), Ingenieur
- Leegte, Tom van der (* 1977), niederländischer Fußballspieler

### Leek
- Leek, Harmen van der (1895–1941), niederländischer Lehrer, Zeitschriften-Herausgeber und Opfer der Nazidiktatur
- Leek, Henrik (* 1990), schwedischer Curler
- Leek, Ken (1935–2007), walisischer Fußballspieler
- Leeke, Ferdinand (1859–1937), deutscher Maler
- Leeke, Henry (1879–1915), britischer Kugelstoßer, Hammer-, Speer- und Diskuswerfer
- Leekens, Georges (* 1949), belgischer Fußballspieler und -trainer
- Leeker, Ewald (* 1895), deutscher Fußballspieler

### Leel
- Leela, P. († 2005), indische Sängerin

### Leem
- Leeman, Anton D. (1921–2010), niederländischer Klassischer Philologe
- Leeman, Cliff (1913–1986), US-amerikanischer Jazz-Schlagzeuger
- Leeman, Gary (* 1964), kanadischer Eishockeyspieler
- Leeman, Gerald (1922–2008), US-amerikanischer Ringer
- Leemann, Adrian (* 1980), Schweizer Linguist und Phonetiker
- Leemann, Burkhard (1531–1613), Schweizer evangelischer Geistlicher und Antistes von Zürich
- Leemann, Julius (1839–1913), deutscher Landwirt, Landwirtschaftsgenossenschaftler, Hochschullehrer und Politiker (DP), MdR
- Leemann, Lydia (1885–1979), Schweizer Fachfrau der Sozialarbeit
- Leemann, Max (1932–2002), Schweizer Komponist und Dirigent
- Leemann, Reto (* 1976), Schweizer Unihockeyspieler
- Leemann, Robert (1852–1925), Schweizer Zeichner, Kupferstecher und Radierer
- Leemann, Ursula (1936–2013), Schweizer Politikerin (SP)
- Leemann-Geymüller, Hans (1882–1967), Schweizer Chemiker und Verwaltungsrat Präsident der Sandoz AG
- Leemann-van Elck, Paul (1884–1960), Schweizer Weinhändler und Autor zur Buchdruckerkunst
- Leemans, Clément (* 1941), belgischer Radrennfahrer
- Leemans, Conradus (1809–1893), niederländischer Archäologe, Ägyptologe und Museumsdirektor
- Leemans, Edward (1926–1998), belgischer Soziologe, Hochschullehrer und Senatspräsident
- Leemans, Fernand (1925–2004), belgischer Eiskunstläufer
- Leemans, Johan (* 1965), belgischer Kirchenhistoriker
- Leemans, Ken (* 1983), belgischer Fußballspieler
- Leemans, Tuffy (1912–1979), US-amerikanischer American-Football-Spieler
- Leemans, Victor (1901–1971), belgischer Politiker, MdEP, Präsident des Europäischen Parlaments
- Leemans, Wim (* 1963), belgisch-amerikanischer Physiker
- Leemets, Ants (1950–2019), estnischer Politiker
- Leeming, Jan (* 1942), britische Fernsehmoderatorin
- Leemput, Trijn van († 1607), niederländische Volksheldin
- Leemputten, Frans Van (1850–1914), belgischer Tiermaler
- Leemreize, Gijs (* 1999), niederländischer Radrennfahrer

### Leen
- Leen, Mark (* 1971), irischer Sänger und Schauspieler
- Leen, Nina (1906–1995), russisch-amerikanische Fotografin
- Leen, Tante (1912–1992), niederländische Sängerin
- Leenaars, Gijs (* 1978), niederländischer Dirigent
- Leenaert, Jacques (1921–2004), französischer Fußballspieler
- Leenders, Artur (1954–2020), deutscher Schriftsteller und Chirurg
- Leenders, Claudia (* 1994), niederländische Kanutin
- Leenders, Hiltrud (1955–2018), deutsche Schriftstellerin
- Leenders, Philip (* 1981), deutscher Schauspieler
- Leenders, Toon (* 1986), niederländischer Handballspieler
- Leendertse, Antje (* 1963), deutsche Diplomatin
- Leendertz, Fabian (* 1972), deutscher Veterinärmediziner und Experte für Zoonosen
- Leendertz, Willem (1883–1970), niederländischer Philosoph
- Leene, Bernard (1903–1988), niederländischer Bahnradsportler und Olympiasieger
- Leene, Gerard (1892–1966), niederländischer Bahnradsportler
- Leenen, Detlef (* 1942), deutscher Zivilrechtler und Hochschullehrer
- Leenen, Frank (* 1950), deutscher Kirchenmusiker und Hochschullehrer
- Leener, Adrien de (* 1989), belgischer Autorennfahrer
- Leeners, Brigitte (* 1966), Gynäkologin, Reproduktionsendokrinologin und Psychotherapeutin
- Leenhardt, Francis (1908–1983), französischer Politiker, Mitglied der Nationalversammlung
- Leenhardt, Franz Jehan (1902–1990), Schweizer evangelischer Geistlicher und Hochschullehrer
- Leenhardt, Maurice (1878–1954), französischer Ethnologe
- Leenhardt, Max (1853–1941), französischer Maler
- Leenhardt, Roger (1903–1985), französischer Regisseur, Filmproduzent und Drehbuchautor
- Leenhoff, Ferdinand (1841–1914), niederländischer Bildhauer, Maler und Kupferstecher
- Leenhoff, Léon (1852–1927), Modell auf Bildern von Édouard Manet
- Leenhouts, Paul (* 1957), niederländischer Blockflötist und Hochschullehrer
- Leenman, Bas (1920–2006), niederländischer reformierter Industriepfarrer
- Leenstra, Marrit (* 1973), niederländische Volleyball- und Beachvolleyballspielerin
- Leenstra, Marrit (* 1989), niederländische Eisschnellläuferin
- Leent, Thomas van (1807–1882), niederländischer Maler und Lithograf

### Leep
- Leeper, Alexander Wigram Allen (1887–1935), australischer Diplomat in britischen Diensten
- Leeper, Blake (* 1989), US-amerikanischer Leichtathlet

### Leer
- Leer, Joseph Emanuel van (1880–1934), niederländischer Kaufmann und Anthroposoph
- Leer, Lia van (1924–2015), rumänisch-israelische Filmarchivarin
- Leer, Maria (1788–1866), niederländische Sektengründerin
- Leer, Sophie van (1892–1953), expressionistische Dichterin und katholische Aktivistin
- Leer, Sylvester (1880–1957), österreichischer Politiker (CS), geschäftsführender Landeshauptmann von Kärnten (1934)
- Leer, Thijs van (* 1948), niederländischer Musiker und Sänger
- Leerdam, Jutta (* 1998), niederländische Eisschnellläuferin
- Leerhsen, Erica (* 1976), US-amerikanische Schauspielerin
- Leering, Jean (1934–2005), niederländischer Museumsdirektor und Kunsthistoriker
- Leerkes, Edith (* 1959), niederländische Gitarristin
- Leerodt, Johann Arnold von, Domherr in Münster
- Leers, Christoph Friedrich (1769–1825), Stifter des Leer’schen Waisenhausen samt Bibliothek, Magistratsrat und Fabrikant
- Leers, Gerd (* 1951), niederländischer Politiker
- Leers, Johann Daniel (1727–1774), deutscher Botaniker und Apotheker
- Leers, Johann von (1902–1965), deutscher antisemitischer Autor und nationalsozialistischer PropagandistJohann von Leers (1902–1965)

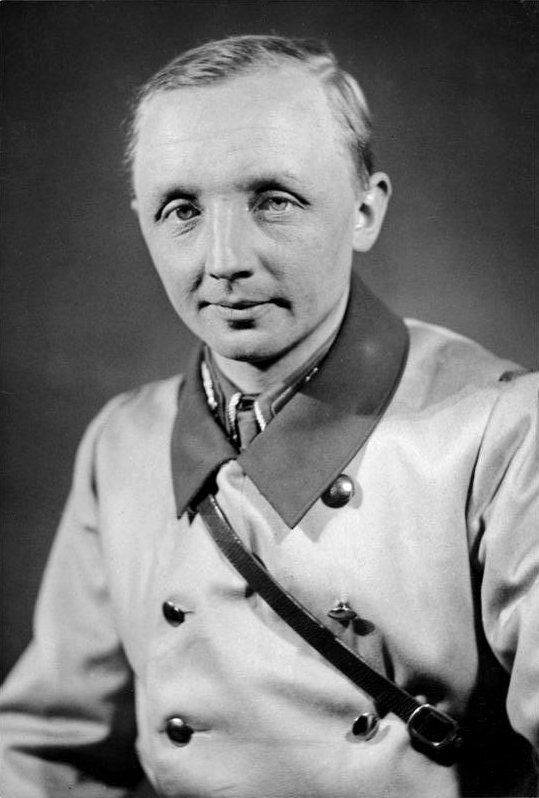
Johann von Leers (1902–1965)

- Leers, Jost, deutscher Schauspieler
- Leers, Kurt Mathias von (1912–1945), deutscher römisch-katholischer Theologiestudent und Priesteramtskandidat des Bistums Osnabrück
- Leers, Luise (1909–1997), deutsche Trapezartistin
- Leers, Otto (1875–1942), deutscher Jurist, Ministerialbeamter und Politiker (DDP), Staatsminister, MdL
- Leers, Wolf-Dietrich (1927–1986), deutsch-kanadischer Mikrobiologe und Versicherungsmediziner
- Leerssen, Joep (* 1955), niederländischer Literaturwissenschaftler
- Leertouwer, Lammert (1932–2024), niederländischer Kirchenhistoriker und reformierter Theologe

### Lees
- Lees, Andrew (* 1940), US-amerikanischer Historiker
- Lees, Andrew (* 1985), australischer Schauspieler
- Lees, Benjamin (1924–2010), US-amerikanischer Komponist
- Lees, Charles Cameron (1837–1898), britischer Kolonialgouverneur
- Lees, Gene (1928–2010), kanadischer Journalist, Jazzautor, Liedtexter, Sänger und Musikkritiker
- Lees, Geoff (1933–2019), englischer Fußballspieler
- Lees, Geoff (* 1951), britischer Automobilrennfahrer
- Lees, John (* 1947), britischer Sänger, Songwriter, Komponist und GitarristJohn Lees (* 1947)

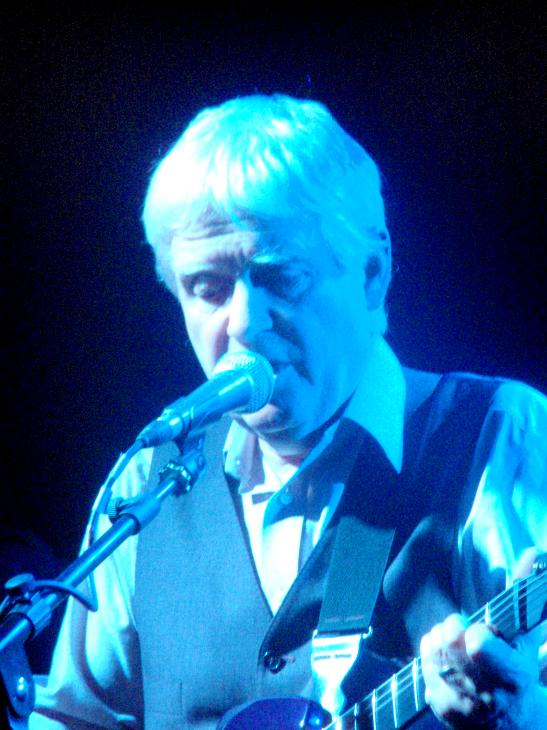
John Lees (* 1947)

- Lees, Lynn Hollen (* 1941), US-amerikanische Historikerin
- Lees, Nathaniel (* 1952), neuseeländischer Schauspieler und Theater-Regisseur
- Lees, Robert B. (1922–1996), US-amerikanischer Linguist
- Lees, Ronald (1910–1991), britischer Offizier der Luftstreitkräfte des Vereinigten Königreichs
- Lees, Tamara (1924–1999), österreichisch-englische Filmschauspielerin
- Lees, William Nassau (1825–1889), britischer Orientalist, Offizier und Historiker
- Lees-Galloway, Iain (* 1978), neuseeländischer Politiker der New Zealand Labour Party
- Lees-Melou, Pierre (* 1993), französischer Fußballspieler
- Lees-Smith, Hastings (1878–1941), britischer Politiker der Labour Party, Bildungs- und Postminister
- Leesalu, Diana (* 1982), estnische Schriftstellerin und Dramaturgin
- Leesch, Dagmar (* 1975), deutsche Schauspielerin
- Leesch, Edda (* 1962), deutsche Schauspielerin und Autorin
- Leesch, Wolfgang (1913–2006), deutscher Archivar und Historiker
- Leese, Arnold (1878–1956), britischer faschistischer Politiker
- Leese, Ernst (1858–1938), deutscher Beamter
- Leese, Florian (* 1978), deutscher Biologe und Hochschulprofessor
- Leese, Fritz (1909–2004), deutscher Puppenspieler
- Leese, Kurt (1887–1965), deutscher Philosoph
- Leese, Lars (* 1969), deutscher FußballtorhüterLars Leese (* 1969)

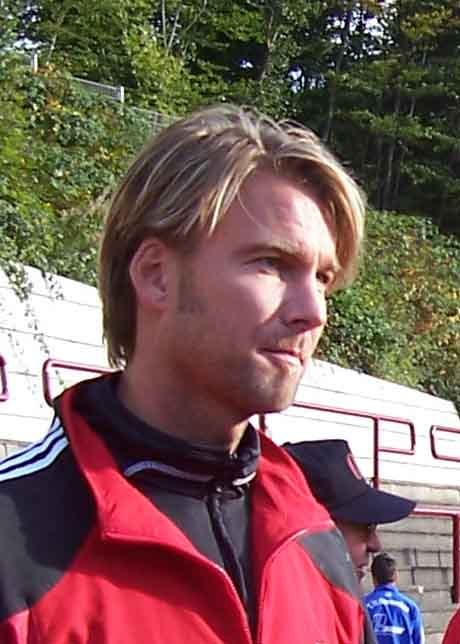
Lars Leese (* 1969)

- Leese, Oliver (1894–1978), britischer Generalleutnant während des Zweiten Weltkriegs
- Leese, Wolfgang (* 1946), deutscher Manager
- Leesemann, Friedrich (1893–1976), deutscher Generalmajor der Luftwaffe
- Leesen, August Ferdinand von (1804–1876), deutscher Jurist, Abgeodenter, Gutzbesitzer und Sammler
- Leesen, Wilhelmine von (1847–1906), deutsche Schriftstellerin
- Leeser, Isaac (1806–1868), amerikanischer Rabbiner des conservative judaism
- Leeser, Jörg (* 1967), deutscher Architekt und Hochschullehrer
- Leeser, Max (1855–1935), deutscher Bankier sowie Wirtschafts- und Kulturförderer
- Leeser, Oscar (* 1958), US-amerikanischer Politiker, Bürgermeister von El Paso, Texas
- Leeser, Otto (1888–1964), deutscher Arzt und Homöopath
- Leeshock, Robert (* 1961), US-amerikanischer Schauspieler
- Leesment, Hans (1873–1944), estnischer Generalmajor und Politiker
- Leesment, Jüri (* 1961), estnischer Dichter
- Leeson, Adelaide Hanscom (1875–1931), US-amerikanische Malerin und Fotografin
- Leeson, Blake (* 1995), US-amerikanischer Volleyballspieler
- Leeson, John (* 1943), britischer Schauspieler
- Leeson, Marianne (* 1987), kanadische Snowboarderin
- Leeson, Nick (* 1967), britischer Wertpapierhändler, Spekulant, Buchautor
- Leest, Ancilla van de (* 1985), niederländische Politikerin, Model, Produzentin, Moderatorin und Aktivistin
- Leest, Birte (* 1979), deutsche Theater- und Filmschauspielerin
- Leest, Hilde (1903–1970), deutsche Bildhauerin
- Leestma, David (* 1949), US-amerikanischer Astronaut

### Leet
- Leet, Isaac (1801–1844), US-amerikanischer Politiker
- Leetch, Brian (* 1968), US-amerikanischer Eishockeyspieler
- Leetch, Russell (* 1982), englischer Musiker
- Leete, Frederick DeLand (1866–1958), US-amerikanischer methodistischer Theologe und Bischof
- Leete, William († 1683), englischer Siedler in Amerika und Gouverneur der New Haven Colony sowie der Colony of Connecticut von 1676 bis 1683 (1661–1665)
- Leetoja, Aldo (* 1988), estnischer Nordischer Kombinierer
- Leetsaar, Jaan (* 1946), estnischer Wirtschaftswissenschaftler und Politiker, Minister
- Leetsch, Hans (1906–1997), deutscher SS-Führer im Reichssicherheitshauptamt

### Leeu
- Leeu, Gerard († 1492), niederländischer Buchdrucker der Inkunabelzeit
- Leeuw, Alex de, niederländischer Tenor- und Basssaxophonist
- Leeuw, Clinton (* 1982), südafrikanischer Squashspieler
- Leeuw, Dianne de (* 1955), niederländische Eiskunstläuferin
- Leeuw, Georgia de (* 1990), österreichische Basketballspielerin
- Leeuw, Gerardus van der (1890–1950), niederländischer Religionswissenschaftler
- Leeuw, Govert van der (1645–1688), holländischer Maler und Radierer
- Leeuw, Henri jr. (1861–1918), niederländischer Maler und Bildhauer
- Leeuw, Henri sr. (1819–1909), niederländischer Bildhauer
- Leeuw, Jacob Henri de (1929–2012), niederländischer Flugzeugingenieur und Hochschullehrer
- Leeuw, Karel de (1930–1978), US-amerikanischer Mathematiker
- Leeuw, Leif de, niederländischer Bluesrock-GitarristLeif de Leeuw

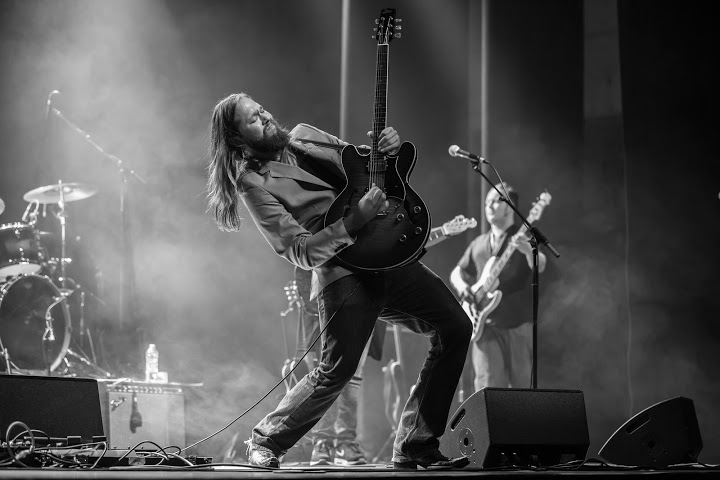
Leif de Leeuw

- Leeuw, Louis de (1875–1931), niederländischer Maler, Karikaturist, Plakatkünstler und Lithograf
- Leeuw, Melvin de (* 1988), niederländischer Fußballspieler
- Leeuw, Michael de (* 1986), niederländischer Fußballspieler
- Leeuw, Oscar (1866–1944), niederländischer Architekt
- Leeuw, Paul de (* 1962), niederländischer Moderator, Komiker, Schauspieler und Sänger
- Leeuw, Piet de (1900–1963), niederländischer Karambolagespieler
- Leeuw, Reinbert de (1938–2020), niederländischer Dirigent, Pianist und Komponist
- Leeuw, Ronald de (* 1948), niederländischer Kunsthistoriker und Museumsleiter
- Leeuw, Ronnie Meerts-de (1920–2005), niederländische Grafikerin, Litographin und Radiererin
- Leeuw, Ton de (1926–1996), niederländischer Komponist und Musikpädagoge
- Leeuwarden, Egbert Jans van (1608–1674), niederländischer Uhrmacher
- Leeuwarden, Isabella van (* 1696), niederländische Kauffrau und Stifterin eines Hofjes
- Leeuwen, Adrianus Cornelis van (1887–1991), niederländischer Komponist und Dirigent
- Leeuwen, Ary van (1875–1953), holländischer Flötist
- Leeuwen, Erik van (* 1968), niederländischer Biathlet
- Leeuwen, Gerrit Johan van (1758–1825), niederländischer Blumenmaler
- Leeuwen, Harry van (1945–2009), niederländischer Radrennfahrer
- Leeuwen, Hendrika Johanna van (1887–1974), niederländische Physikerin
- Leeuwen, Jacobus Adrianus Cornelis van (1870–1930), niederländischer reformierter Theologe
- Leeuwen, Jan van (1850–1924), niederländischer Gräzist
- Leeuwen, Jan van (* 1946), niederländischer Informatiker
- Leeuwen, Joep van (1955–2024), niederländischer Jazzmusiker (Gitarre, Komposition)
- Leeuwen, Joke van (* 1952), niederländische Schriftstellerin
- Leeuwen, Peter van (* 1949), niederländisch-kanadischer Wissenschaftler
- Leeuwen, Thijs van (* 2001), niederländischer Fußballspieler
- Leeuwen, Vincent van (* 1963), niederländischer Künstler
- Leeuwenberch, Agnes van († 1562), niederländische Stifterin
- Leeuwenhoek, Antoni van (1632–1723), niederländischer Naturforscher und MikroskopbauerAntoni van Leeuwenhoek (1632–1723)

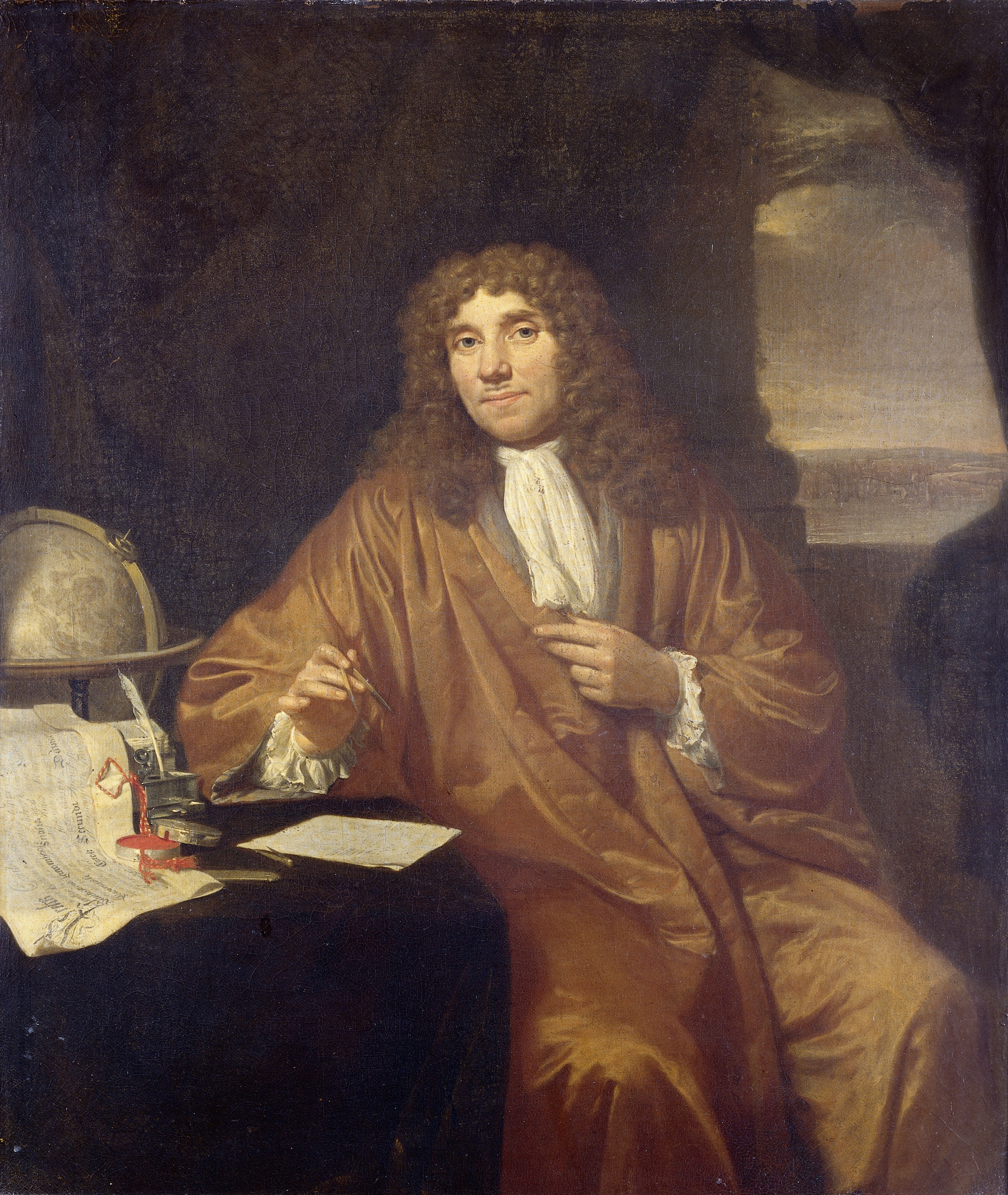
Antoni van Leeuwenhoek (1632–1723)

- Leeuwerink, Pieter Jan (1962–2004), niederländischer Volleyballspieler
- Leeuwesteijn, Ruud (* 1997), niederländischer Eishockeytorwart
- Leeuwin, Ramon (* 1987), surinamisch-niederländischer Fußballspieler

### Leev
- Leeve, Elena (* 1983), finnische Schauspielerin
- Leeves, Jane (* 1961), britische Schauspielerin und Synchronsprecherin
- Leevey, Tamsyn (* 1978), neuseeländische Squashspielerin

### Leez
- Leezer, Tom (* 1985), niederländischer Radrennfahrer